# النادي الأهلي (مصر)
النادي الأهلي للرياضة البدنية أو كَما يُعرف اختصارًا بِاسم النادي الأهلي، هو نادٍ رياضي مصري محترف يلعب في الدوري المصري الممتاز، ومقره في القاهرة، وهو واحد من سبعة أندية على مستوى العالم لم تهبط للدرجة الأدنى والوحيد في مصر بجانب نادي الزمالك الذي لم يهبط إلى دوري الدرجة الثانية. تأسَّس النادي الأهلي بتاريخ 24 أبريل 1907 وبعد ذلك أنشئ مجلس إدارة النادي الأهلي برئاسة الإنجليزي ميشيل إِنِس، وفي 1909 أُسِّس أول ملعب كرة قدم في تاريخ النادي وسُمِّيَ حينها باسم (الحُوش)، وتطور هذا الملعب حتَّى أصبح بمُسمَّاه الحالي (ملعب مختار التتش)، وأُنشئ أول فريق كرة قدم عام 1911، ووصل عدد الألعاب داخل النادي الأهلي عام 1916 إلى 4 ألعاب هي كرة القدم والتنس والبلياردو والجمباز. ويحمل النادي الأهلي منافسة قوية مع نادي الزمالك، واللذان يعتبران قطبي الكرة المصرية، وتعرف مبارياتهما باسم «ديربي القاهرة» أو «مباراة القمَّة».
النادي الأهلي أكثر الأندية المصريَّة والعربيَّة والإفريقيَّة حصدًا للبطولات في لعبة كرة القدم، فقد حصل الأهلي على 25 بطولة إفريقيَّة قاريَّة وضعته في المركز الثاني بين أندية العالم خلف ريال مدريد الإسباني الذي حصل على 31 بطولة
قاريَّة، وحصل الأهلي على أزيد من 150 بطولة وضعته بين أكتر الأندية تتويجا في العالم، وعلى الصعيد العربي يعتبر النادي الأهلي الأول عربيا بعدد 121 بطولة رسمية محليا وقاريا معترف بها من قبل الفيفا. على الصعيد المحلي حصل النادي الأهلي على درع الدوري المصري الممتاز 45 مرة آخرها درع عام 2025، وحصل على بطولة كأس مصر 39 مرة آخرها عام 2022، وقد فاز أيضًا بكأس السوبر المصري 15 مرة، وبدوري منطقة القاهرة 15 مرة، وبكأس السلطان حسين 7 مرات، كما حصل أيضًا على كأس الجمهورية العربية المتحدة مرة واحدة، وعلى كأس الاتحاد المصري التنشيطيَّة مرة واحدة. وعلى الصعيد الإفريقي حصل الفريق على دوري أبطال إفريقيا 12 مرات آخرها عام 2024، والتي تأهل من خلالها إلى كأس العالم للأندية للمرة العاشرة في تاريخه، وكأس السوبر الإفريقي 8 مرات بالإضافة إلى كأس الكونفيدرالية الإفريقية مرة واحدة وكأس الكؤوس الإفريقية 4 مرات، والكأس الأفروآسيوية للأندية مرة واحدة، وعلى الصعيد العربي حصل الفريق على كأس العرب للأندية الأبطال مرة واحدة، وعلى البطولة العربية للأندية الفائزة بالكؤوس مرة واحدة، وعلى كأس السوبر العربي مرتين، ويحمل الأهلي الرقم القياسي في عدد مرات الفوز بكُلٍّ من الدوري المصري الممتاز وكأس مصر وكأس السوبر المصري ودوري منطقة القاهرة وكأس السلطان حسين وكأس الجمهورية العربية المتحدة وكأس الاتحاد المصري التنشيطيَّة ودوري أبطال إفريقيا وكأس السوبر الإفريقي وكأس الكؤوس الإفريقية وكأس السوبر العربي، وبكأس الكونفيدرالية الإفريقيَّة، وعلى مستوى كأس العالم للأندية حقق النادي المركز الثالث أربع مرات من تسع مشاركات له فالبطولة.
يلقب مشجعو الأهلي النادي بعدة ألقاب وهي الشياطين الحمر، المارد الأحمر، القلعة الحمراء ونادي الوطنيَّة، واختير الأهلي كأفضل نادٍ إفريقي في القرن العشرين، وذلك طبقًا لقرار الاتحاد الإفريقي لكرة القدم الذي أصدره عام 2000، كما اختير أيضًا كأفضل نادٍ في العالم وفق الاتحاد الدولي لتاريخ وإحصاءات كرة القدم عَن شهر يونيو 2006 ويوليو 2007، واختير أيضًا كأفضل نادي إفريقي في أعوام 2005 و2006 و2008 و2012 و2013 و2023، وحصل أيضًا على جائزة جلوب سوكر للنادي الأكثر تتويجًا في الشرق الأوسط في عام 2020، كما حصل أيضًا على شهادة المطابقة مع المواصفات الدولية (ISO 9001:2015) في عام 2021.
تيمنًا باسمه سميت عدَّةً أندية في المنطقة باسم الأهلي مثل (أهلي جدة السعودي، شباب الأهلي دبي الإِماراتي، أهلي بنغازي الليبي، أهلي طرابلس الليبي، أهلي الخرطوم السوداني، أهلي عطبرة السوداني، أهلي ود مدني السوداني، أهلي شندي السوداني، أهلي صنعاء اليمني، أهلي تعز اليمني، أهلي الخليل الفلسطيني، أهلي بلاطة الفلسطيني، أهلي صيدا اللبناني، أهلي النبطية اللبناني، الأهلي الأردني، الأهلي القطري، الأهلي البحريني، أهلي برج بوعريريج الجزائري، الأهلي الماطري التونسي، أهلي سداب العُماني). وعلى مستوى الرياضات الأخرى فيتفوق الأهلي إفريقيًّا وعربيًّا في رياضات كرة السلة وكرة اليد والكرة الطائرة، كما يتفوق عالميًّا في لعبة الإِسكواش. يلعب النادي الأهلي مبارياته حاليًا على ستاد السلام، ويتسع الملعب لحوالي 25,000 متفرج.

## التاريخ

### تأسيس النادي وبدايته (1907–1916)

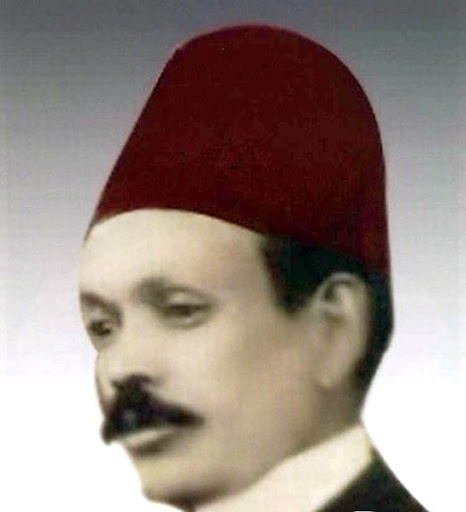
عمر لطفي بك صاحب فكرة تأسيس النادي الأهلي

طرح عمر لطفي بك فكرة تأسيس النادي الأهلي في العقد الأول من القرن، وقد تولدت الفكرة في ذهنه خلال رئاسته نادي طلبة المدارس العليا الذي أُنشئ عام 1905، ذلك أنه اعتبر أن تأسيس نادي طلبة المدارس العليا سياسيًّا بالدرجة الأولى، ووجد أن هؤلاء الطلبة بحاجة إلى نادٍ رياضي يجمعهم لقضاءِ وقت الفراغ وممارسة الرياضة، فقام بعرض فكرة إنشاء النادي على مجموعة من أصدقائه الذين تحمسوا للفكرة وكان على رأسهم مصطفى كامل، ليؤسس إثر ذلك النادي الأهلي عام 1907، ويعتبر النادي الأهلي أول نادٍ للمصريين في مصر.

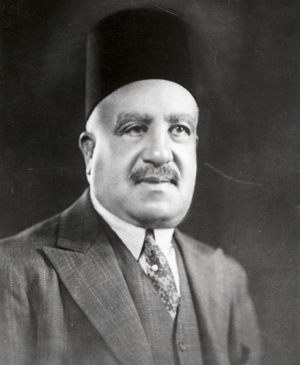
طلعت حرب ضامن النادي الأهلي لدى البنك الأهلي المصري، والمساهم بـ100 جنيه لإنشاء النادي.

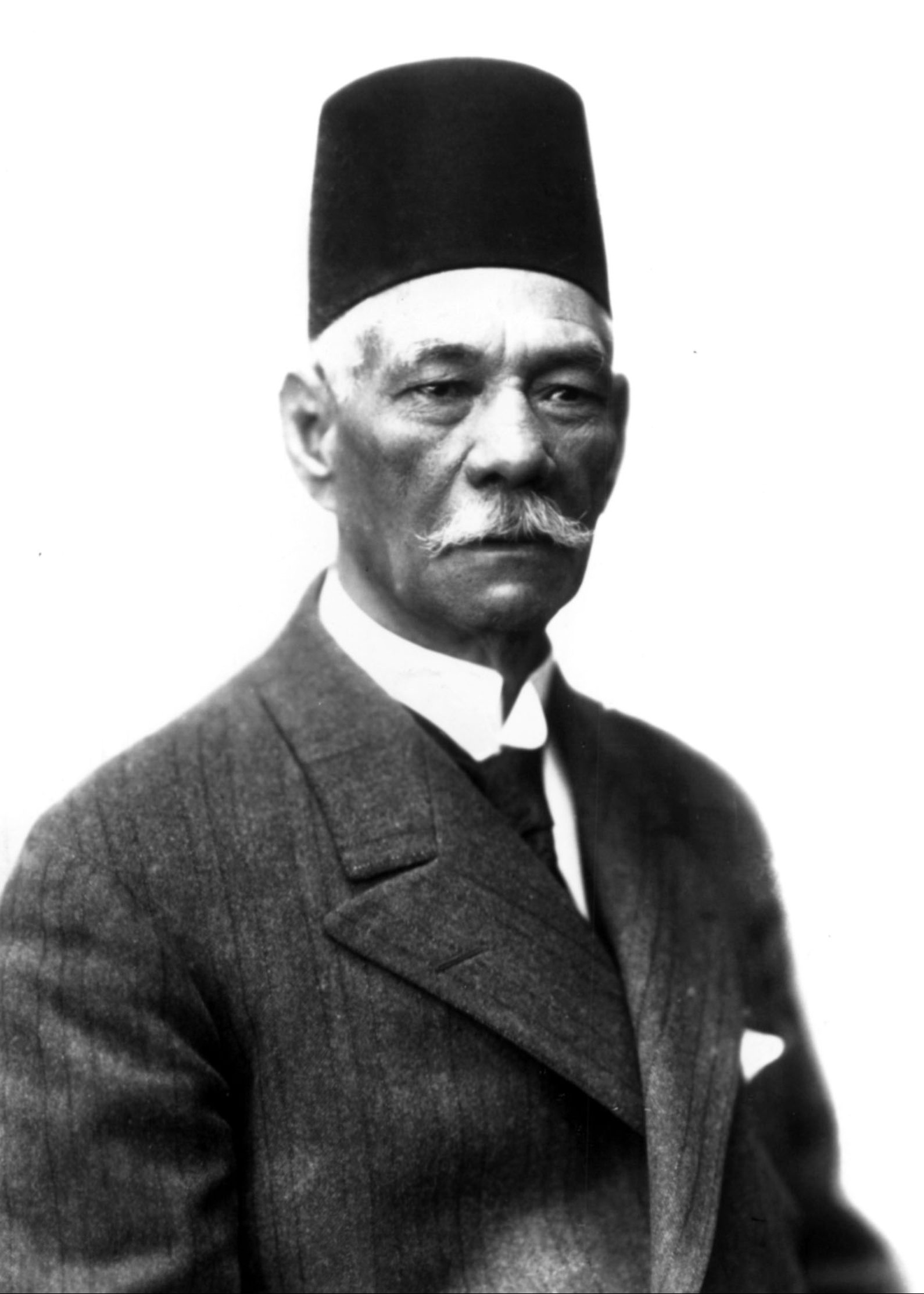
سعد زغلول الرئيس الشرفي الأول للنادي الأهلي.

تنازل عمر لطفي بك عن شرف المنصب التاريخي لرئيس النادي الأهلي الأول لصالح الإنجليزي ميشيل إِنِس الذي كان مستشارًا بوزارة المالية آنذاك، وذلك لتيسير عملية الدعم المالي للنادي.

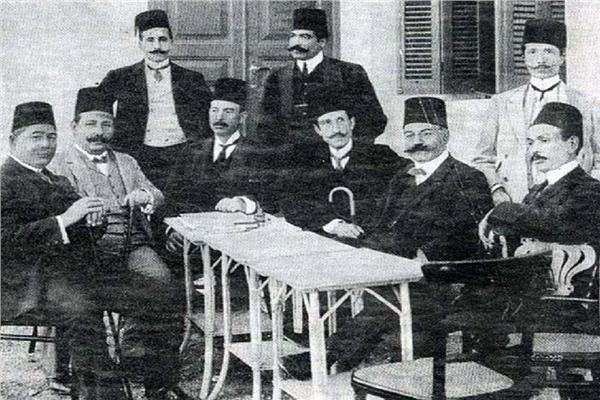
أول اجتماع رسمي لمجلس إدارة النادي الأهلي.

عقد أول اجتماع رسمي لمجلس إدارة النادي في 24 أبريل 1907، واجتمعت اللجنة في الخامسة والنصف مساء بمنزل ميشيل إِنِس بالجيزة برئاسته وعضوية كُلًّا من إدريس بك راغب وإسماعيل سري باشا وأمين سامي باشا وعمر لطفي بك ومحمد أفندي شريف سكرتيرًا، وتمت الموافقة على تأسيس النادي، وطرح إسماعيل سري باشا خلال الاجتماع الرسم الذي صممه للمبنى الرئيسي للنادي باعتباره مهندسًا معماريًّا، وفي نفس الجلسة عرض عمر لطفي بك عقد الشركة، ووافق المجتمعون من المؤسسين على إِنشاء الشركة، وهي شركة مدنيَة باسم النادي الأهلي للألعاب الرياضيَّة، وطرِحت أسهم الشركة بقيمة 5 جنيهات للسهم، وقد كان هدف شركة النادي الأهلي عند تأسيسها جمع مبلغ 5000 جنيه، إلا أنَّه جُمِع مبلغ 3165 جنيه على مدى عام، ولم يكن ذلك المبلغ كافيًا، ممَّا دفع النادي إلى اقتراض 1000 جنيه من البنك الأهلي المصري في مارس 1908 بضمان عمر سلطان بك وإدريس راغب وطلعت حرب الذي ساهم بمائة جنيه في إِنشاء النادي، وقررت الجمعيَّة العموميَّة للنادي التي كان رئيسها الأول شرفيًّا هو سعد زغلول وزير المعارف (وزير التربية والتعليم والتعليم الفني حالِيًا) وقتها لأول مرة اختيار اسم (النادي الأهلي للرياضة البدنية) وكان أمين سامي باشا أول من اقترح هذا الاسم، وسُمِّيَ الأهلي بهذا الاسم لأنَّه نشأ لخدمة طلبة وخريجي المدارس العليا والذين كانوا الدعامة الأساسيَّة للثورة ضد الاحتلال البريطاني لمصر، ولذلك نشأ وطنيًّا مصريًّا للم شمل الشباب المصري.
في يوم 2 أبريل 1908، تنحَّى ميشيل إِنِس عن منصب رئيس النادي، وعُيِّن عزيز عزت باشا رئيسًا بدلًا منه، ليصبح بذلك أول رئيس مصري لمجلس إدارة النادي الأهلي، وأقيم حفل الافتتاح الرسمي للنادي للأهلي في المبنى الرئيسي للنادي في 26 فبراير 1909، وقد حضر الإنجليزي ميشيل إِنِس الحفل بعد أن تمت دعوته رغم استقالته وعودته لبلاده رسميًّا. رغم أنَّ لعبة كرة القدم لم تكن من أهداف مؤسسي النادي الأهلي؛ حيث كان الدافع هو نادٍ مصري يفتح أبوابه لطلبة المدارس العليا للاجتماع وممارسة الحوارات السياسيَّة والوطنيَّة، إلا أنَّ خريجي المدارس العليا من أعضاء النادي قد أحبوا لعبة كرة القدم، ممَّا دفع الأهلي لبناء أول ملعب كرة قدم في 1909، وكانوا يطلقون عليه وقتها (الحُوش)، وهي كلمة عاميَّة من اللهجة المصريَّة تعني الفِناء باللغة العربيَّة، وتطور ملعب الكرة بالأهلي على مر السنوات حتَّى أصبح بمُسمّاه الحَالي (ملعب مختار التتش).
جاءت اللحظة التاريخيَّة عندما تأسس أول فريق كرة قدم رسمي يمثل النادي الأهلي في عام 1911، وتكون الفَريق من بين لاعبي المدارس الابتدائيَّة والثانويَّة الذين كانوا يمارسون الكرة في (الحُوش) الترابي الذي أُنشئ عام 1909 في أرض النادي، وجاءت أسماء أول لاعبين للنادي الأهلي كالآتي: حسين فوزي، إبراهيم عثمان، محمد بكري، سليمان فايق، حسن محمد، أحمد فؤاد أنور، حسين حجازي، عبد الفتاح طاهر، فؤاد درويش، حسين منصور، وإبراهيم فهمي، وكان نجم هذا الفريق هو المهاجم حسين حجازي أحد مؤسسي الاتحاد المصري لكرة القدم فيما بعد، أمَّا كابتن الفريق فكان أحمد فؤاد أنور أول كابتن في تاريخ الأهلي.

### بداية المشاركات والبطولات (1917–1966)
في عام 1917، وفي بادرة تهدف لإظهار قوة الأندية المصريَّة أمام فرق الحلفاء العسكريَّة التي أسستها بريطانيا في مصر، وافق النادي الأهلي على التعاون مع نادي المختلط (نادي الزمالك حاليًا)، من خلال إِقامة مباراة على أرض كل فريق، تنافس فيها قطبا الكرة المصريَّة لأول مرة، وكانت المباراة الأولى في يوم 9 فبراير عام 1917 على ملعب الزمالك، وفاز الأهلي 1–0 بهدف سجله عبد الحميد محرم؛ ليخلد اسمه في تاريخ سجلات الكرة المصريَّة كأول هدَّاف للقمَّة، وأُقيمَت مباراة العودة في مارس على ملعب الحُوش، وفاز المختلط (الزمالك) بنفس النتيجة، وفي نوفمبر من نفس العام قام الأهلي بتأسيس شعاره الأول. وفي 1918 جاءت المشاركة الرسميَّة الأولى للنادي، حيث أنَّه وبعد أن رفض الأهلي التنافس مع أندية الحلفاء الأجنبيَّة على بطولة كأس السلطان حسين في نسختها الأولى عام 1917، قررت إدارة النادي مشاركة الفريق في بطولة عام 1918، وقبل انطلاق البطولة تقدم 6 لاعبين بطلب لترك النادي للانضمام لفريق آخر، فما كان من إدارة الأهلي بقيادة عبد الخالق ثروت إلا قبول الاستقالة الجماعيَّة، مع قرار بمنع اللاعبين الستة من دخول النادي لمدة عام، وكانت النتيجة أن تراجع 4 لاعبين من الستة عن الطلب، مع تقديم اعتذار لإدارة النادي التي سمحت بعودتهم لصفوف الفريق.
ساهم الأهلي مع أندية المختلط (الزمالك) والسكة الحديد والاتحاد السكندري والمصري في تشكيل أول منتخب كروي لمصر يشارك في أولمبياد أنتويرب 1920، رغم إصرار أنجيلو بولاناكي رئيس الاتحاد الرياضي المختلط وقتها والذي كان يدير الرياضة كلها في مصر على التدخل في اختيار المنتخب، وبالفعل نجحت مقاومة الفِرق المصريَّة، وقام نجم الأهلي حسين حجازي بدورٍ كبيرٍ في تكوين الفريق، الذي ساهم لاعبو الأهلي في أكثر من نصف قوامه، بالإضافة للاعبي المختلط (الزمالك) والسكة الحديد والترسانة، وخسر المنتخب أولى مبارياته بصعوبة 2–1 أمام إيطاليا، ولكنه هزم يوغوسلافيا 4–2، ليحصل على المركز الثامن، وسجل المنتخب في هذه البطولة 5 أهداف، 4 منها من إِمضاء لاعبي الأهلي حيث سَجَّلَ سيد أباظة هدفين وزكي عثمان وحسين حجازي لكُلٍ منهما هدف. كما ساهم الأهلي في تأسيس الاتحاد المصري لكرة القدم، فبينما كانت الكرة المصريَّة تعاني في بداياتها من تدخلات بريطانيا السياسيَّة، حيث أُسِّس ما سُمِّيَ بـ (الاتحاد المختلط) في 1910، ثم (الاتحاد المصري الإنجليزي) في 1916، ولم تكن الأندية الوطنيَّة وعلى رأسها الأهلي راضيةَ عن هذا الوضع، إذ كان لا بد من اتحاد مصريٍّ خالص. وفي أواخر عام 1921، اجتمع مندوبو أندية الأهلي والمختلط (الزمالك) والسكة الحَديد والعبَّاسيَّة والقاهرة والاتحاد السكندري، وأُسِّس الاتحاد المصري لكرة القدم برئاسة جعفر ولي باشا وبعد مجهودٍ شخصي من حسين حجازي. وساهم الأهلي بشكلٍ فعَّال في تأسيس الاتحاد المصري للتنس عام 1923، وحدثت نقلة كبيرة في نشاط اللعبة داخل النادي منذ ذلك الحين، وقد انتُخِب في عضويَّة اتحاد التنس من أعضاء الأهلي كُلًّا من حسين عنان ومحمد رشدي وكامل البنداري.

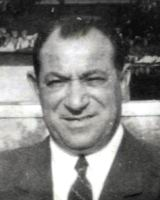
مختار التتش

جاء عام 1922، وعُيِّن جعفر ولي باشا رئيسًا للأهلي، ليستمر في قيادة النادي مدة 18 عام، وهي المدة الأطول لأي رئيس جاء في تاريخ النادي حتى الآن، وفي نفس العام دخلت الكهرباء للنادي الأهلي لأول مرة، وكان ذلك واحدًا من مشروعات النادي الكبرى، حيث كان النادي يضاء بالفوانيس والغاز منذ تأسيسه حتَّى دخول الكهرباء، وتكلف دخول الكهرباء 52 جنيهًا، ليحتفل بذلك الأعضاء احتفالًا كبيرًا. كما شهد عام 1922 حدثًا كبيرًا في تاريخ الأهلي الكروي، حيث انضم محمود مختار (أو كما يشتهر بين الجميع باسم مختار التتش) لصفوف الفريق، ولعب أول مباراة ضد فريق الطيران الإنجليزي في كأس السلطان حسين، مسَجِّلًا هدف الفوز في المباراة التي انتهت 2–1 لصالح الأهلي، وأصبح مختار التتش فيما بعد واحدًا من أساطير النادي. وفي عام 1923، أدخل الأهلي بقيادة التتش أول بطولة لخزانة النادي، عندما حقق كأس السلطان حسين متفوقًا على المختلط (الزمالك) حامل اللقب آنذاك، ثم أضاف بعد ذلك 6 ألقاب أخرى من تلك البطولة، ليكون صاحب الرقم القياسي في عدد مرات الفوز حتَّى آخر نسخة عام 1938. أول خطوة في طريق الأهلي للمجد كانت في أبريل 1923، عندما اقتنص الفريق الكأس لأول مرة بالفوز على فريق دراغونز المكون من أعضاء الجيش البريطاني، وفاز الأهلي بالمباراة 2–1 بهدفي أحمد مختار وخليل حسني، لتنطلق احتفالات تاريخيَّة لم تشهدها مصر من قبل، حيث قامت مظاهرة شعبيَّة من ملعب المباراة بالعبَّاسيَّة وحتَّى مقر النادي الأهلي بالجزيرة، وحمل جمهور الأهلي لاعبيه على الأعناق في شوارع القاهرة احتفالًا بالفوز علَى الإنجليز، والذي اعتبره الكَثِيرون انتصارًا للوطنيَّة، حيث حرصت المظاهرة على المرور أمام ثكنات الجيش البريطاني في قصر النيل حتَّى يشاهدها الإنجليز.

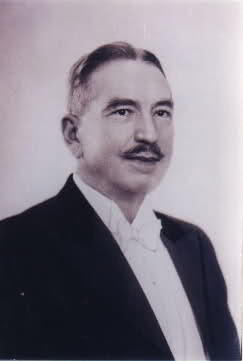
جَعْفر وَلي باشا أول رئيس لكُلٍ من الاتحاد المصري لكرة القدم والنادي الأهلي.

وبعد عامٍ واحدٍ من الفوز بلقب كأس السلطان حسين، فاز الأهلي بكأس مصر (كأس الأمير فاروق حينها) عام 1924 لأول مرة بانتصاره على السكة الحديد 4–1 في إياب المباراة النهائيَّة، بعد انتهاء مباراة الذهاب بالتعادل السلبي، وسجل مختار التتش هدفين كما سَجَّل كُلًّا من أحمد مختار وخليل حسني هدفًا لِكُل لَاعب. حقق الأهلي بطولة دوري منطقة القاهرة للمرة الأولى في نسختها الثالثة عام 1925، ليبدأ مسيرة تفوق استمرت حتَّى آخر نسخة من البطولة عام 1958 حيث وصل عدد مرات فوز الأهلي بالبطولة إلى 15 مرة وضعته في مقدمة الأندية الحاصلة عليها، ثم أضاف الأهلي لقبه الثاني من بطولة كأس السلطان حسين بالفوز على الاتحاد السكندري 4–1 في النهائي، في مباراة سَجَّلَ فيها سيد أباظة هاتريك، وبعد أيام قليلة عاد الأهلي ليهزم الاتحاد مجددًا 3–0 في إياب نهائي كأس مصر، والذي سَجَّلَ فيه سيد أباظة هدفًا إلى جانب ثُنائيَّة حسين حجازي، وبذلك حقق الأهلي الثلاثيَّة المحليَّة لأول مرة في تاريخ أندية مصر بفوزه بجميع بطولات موسم 1924–25، وفي عام 1926، صدر قرار جريء من الجمعيَّة العموميَّة للنادي بألا يقبل النادي في عضويَّته إلا المصريين، وحقق الأهلي في نفس العام لقب كأس السلطان حسين للمرة الثالثة، منتصرًا على الترسانة 1–0 في النهائي، وكانت أهميَّة هذا اللقب أنَّه أعطى الأهلي الأفضليَّة على المختلط (الزمالك)، صاحب أكبر عدد من الألقاب في تلك البطولة آنذاك، فأصبح الأهلي في المقدمة، ولم يتنازل عن الرقم القياسي لعدد مرات الفوز حتَّى آخر نسخة من البطولة عام 1938. وفي عام 1927 حقق الأهلي لقب كأس السلطان حسين بعد الفوز في النهائي على فريق الخَيَّالة البريطاني، بهدفين سَجَّلَهما حسين حجازي وممدوح صقر، كما فاز بكأس مصر على حساب المصري بنتيجة 5–0، وسَجَّلَ الأهداف كُلًّا من حسين حجازي بهدفين ومختار التتش بهدفين وممدوح مختار بهدفٍ وحيد، كما فاز أيضًا بدوري منطقة القاهرة في هذا الموسم؛ ليحقق بذلك الثُلاثيَّة الثانية في تاريخه.
في موسم 1927–28، واجه الأهلي المختلط (الزمالك) لأول مرة في المباراة النهائية لكأس مصر، واستطاع الأهلي الاحتفاظ بلقب البطولة للمرة الرابعة والثانية على التوالي، بفوزه 1–0 بهدف ممدوح مختار صقر. وفي صيف عام 1929، قام فريق الكرة بالأهلي بعمل جولة أوروبيَّة هي الأولى من نوعها، حيث سافر الفريق لمواجهة عدة أندية أوروبيَّة مثل فنربخشة وغلطة سراي في تركيا. ثم توجهت البعثة إلى ألمانيا لملاقاة لايبزيغ وبوروسيا برلين وميونخ 1860 وغلزنكيرشن، وانتهت الرحلة في بلغاريا بمباراتين ضد فرق ليفسكي صوفيا وسلافيا صوفيا. في نوفمبر عام 1930، تفوق الأهلي على المختلط (الزمالك) بنتيجة 4–0، في مباراة ضمن دوري منطقة القاهرة شهدت تألقًا لمختار التتش، الذي أصبح أول لاعب يسَجِّل هاتريك في تاريخ لقاءات ديربي القاهرة. وفي 1931 حقق الأهلي الثُلاثيَّة الثالثة في تاريخه بعد فوزه بكأس مصر وكأس السلطان حسين ودوري منطقة القاهرة، وبحلول عام 1932، وصل إجمالي الألعاب التي تُمارس داخل النادي الأهلي لـ10 ألعاب هي كرة القدم، الملاكمة، الكرة الطائرة، التنس، كرة السلة، تنس الطاولة، رفع الأثقال، ألعاب القوى، البلياردو، والكرِيكِت. وفي أبريل عام 1932، أصدر النادي الأهلي كتابًا يسرد فيه تاريخ وبطولات النادي احتفالًا بمرور 25 عامًا على التأسيس، وسُمِّيَ بكتاب اليوبيل الفضي. وبدأت الإذاعة المصريَّة في نقل مباريات النادي الأهلي لكرة القدم على الهواء مباشرةً في عام 1934، وكان الأهلي يتقاضى 75 جنيها نظير نقل المباراة، وفي موسم تألق فيه مختار التتش مع حسين حمدي، فاز الأهلي بلقب دوري منطقة القاهرة متفوقًا على المختلط (الزمالك) في مباراتي المسابقة بنتائج 3–0 و2–1، وقد سَجَّلَ التتش في المباراتين. واستمر النادي الأهلي في الفوز بدوري منطقة القاهرة لعدة سنوات متتالية، وأضاف الأهلي بطولتي عام 1935 و1936، متفوقًا على السكة الحديد صاحب المركز الثاني في الموسمين.
في نهاية موسم 1936–37، حصد الأهلي الثُنائيَّة، بالفوز ببطولتي دوري منطقة القاهرة وكأس مصر متفوقًا على منافسيه المختلط (الزمالك) والسكة الحديد، حيث حسم الأهلي الدوري في آخر أسبوع، عندما فاز بنتيجة 4–1 على المختلط (الزمالك)، ليحسم المركز الأول بفارق 3 نقاط عن المختلط (الزمالك)، وفي نهائي الكأس فاز الأهلي 3–2 على السكة الحديد، في مباراة حسمت في الدقائق الأخيرة، حين سَجَّلَ عبد الكريم صقر هدف الأهلي الثالث. وبدأ الأهلي في تحقيق الأرقام القياسيَّة، حيث كان عام 1938 هو آخر عام تُقام فيه بطولة كأس السلطان حسين والتي بدأت في عام 1917، وفاز الأهلي بنسختها الأخيرة بانتصار صعب 1–0 على المصري البورسعيدي في المباراة النهائيَّة، بعد أن سَجَّلَ مصطفى لطيف هدفًا في الشوط الإضافي الأول، وبهذا الفوز أضاف الأهلي البطولة للمرة السابعة، ليصبح صاحب الرقم القياسي من حيث عدد مرات التتويج بالبطولة للأبد. أما مسابقة دوري منطقة القاهرة فقد حسمها الأهلي في الجولة الأخيرة، بعدما فاز بنتيجة 5–1 على المختلط (الزمالك)، في مباراة سَجَّلَ فيها صالح الصواف هدفين، كما سَجَّلَ كُلًّا من مختار التتش وجميل صابر وعبد المجيد العشري هدفًا لكُل لاعب. حقَّق الأهلي رقمًا قياسيًّا جديدًا من حيث عدد مرات الفوز المتتالي بنفس البطولة، عندما فاز ببطولة دوري منطقة القاهرة للمرة الخامسة على التوالي موسم 1938–39، ليصبح بذلك أول فريق مصري يصل لهذا الإنجاز، وفاز الأهلي في هذا الموسم على المختلط (الزمالك) في مباراتي الفريقين في الدوري بنتائج 3–1 و2–0. وبعد 18 عامًا من تواجده مع الأهلي، أعلن مختار التتش اعتزاله الكرة عام 1940، وكان يسعى للتفرغ لإصلاح حال اللعبة في مصر، والمساهمة في وضع القوانين الخاصة بالرياضة المصريَّة. ورغم اعتزال التتش، استطاع الأهلي أن يحسم بطولة كأس مصر موسم 1939–40 لصالحه بالفوز على نادي الترام 3–1 في النهائي، وسَجَّلَ للأهلي كُلًّا من حسين مدكور، محمد الجندي ولبيب محمود. في عام 1941، وخلال فترة رئاسة جعفر ولي باشا، كان أحمد فؤاد أنور (أول كابتن في تاريخ النادي الأهلي) هو القائم بأعمال الرئيس مؤقتًا ولمدة سنة، وهو ما جعله يُكتب في السجلات كأحد الرؤساء في تاريخ النادي الأهلي، إلى أن عاد جعفر ولي باشا لمنصبه عامين آخرين قبل أن يتم تعيين أحمد حسنين باشا في 1944. واستمر استحواذ الأهلي على البطولات، ففي عام 1942 حصل الأهلي على ثُنائيَّة دوري منطقة القاهرة وكأس مصر، وفي العام التالي حصل على دوري منطقة القاهرة وتقاسم كأس مصر مَع نادي فاروق (الزمالك)، وفي عام 1945 أُسِّس أول حمام سباحة بالنادي الأهلي. وفي موسم 1945–46 حقق الأهلي الثُنائيَّة مرة أخرى بفوزه ببطولتي دوري منطقة القاهرة وكأس مصر.

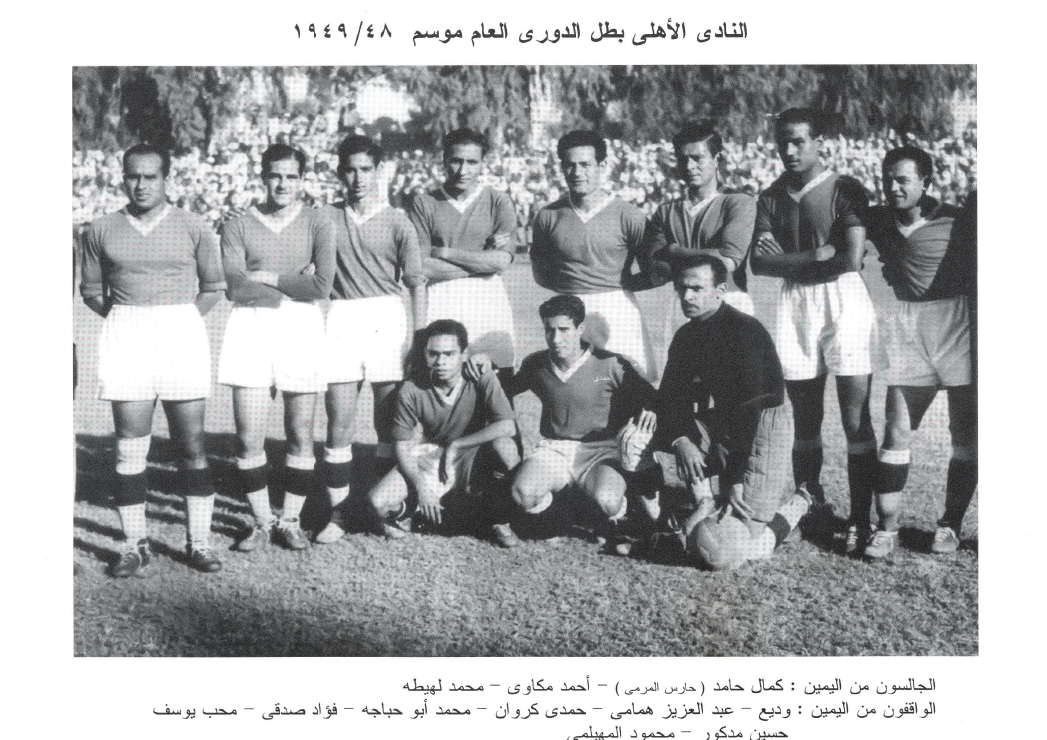
تشكيلة النادي الأهلي الفائزة بأول موسم من الدوري المصري الممتاز موسم 1948–49.

أصبح أحمد عبود باشا سابع رئيس في تاريخ الأهلي، بعد أن حَلَّ محل أحمد حسنين باشا في فبراير 1947، وفي نفس العام أُنشئَت ملاعب جديدة للإسكواش في النادي الأهلي لأول مرة. وقبل ذلك بفترة، وتحديدًا في عام 1944 كان قد انضم إلى ناشئين الأهلي صالح سليم. انطلقت النسخة الأولى من بطولة الدوري المصري الممتاز لأول مرة عام 1948، وبدأ الأهلي أولى مواجهاته ضد فريق يونان الإسكندرية، واستطاع الأهلي أن يحرز فوزًا عريضًا بنتيجة 0–5، وكان للاعب أحمد مكاوي شرف إحراز أول هدف للأهلي في تاريخ المسابقة في الدقيقة 11، وأضاف مكاوي هدفًا ثانيًا في الشوط الثَاني وسَجَّلَ معه حلمي أبو المعاطي ومحمد لهيطة وفتحي خطاب، وكان أول فريق يمثل الأهلي في المسابقة يتكون من: كمال حامد، عبد العزيز همامي، محمد أبو حباجة، عبد المنعم شطارة، سيد عثمان، حلمي أبو المعاطى، فؤاد صدقي، محمد لهيطة، أحمد مكاوي، صالح سليم، وفتحي خطاب. واستطاع الأهلي أن يحسم الفوز بالدوري أيضًا في مباراة ضد يونان الإسكندرية في يونيو 1949 في الأسبوع قبل الأخير، وانتصر فيها الأهلي 3–1، ليحسم الصراع الثلاثي مع الترسانة والإسماعيلي الذين تقاسما المركز الثاني، وكان مختار التتش هو المدير الفني الذي قاد الأهلي للفوز بأول بطولة دوري عام. واقتنص الأهلي ثنائيَّة الدوري المصري الممتاز وكأس مصر للمرة الأولى، بعد أن هزم نادي فاروق (الزمالك) 3–1 في نهائي كأس مصر 1949، وأحرز الأهداف محمد عطية الشهير بـ (توتو) وحسين مدكور وفتحي خطاب. وشهد عام 1950 حصد جميع البطولات المحليَّة من قبل النادي الأهلي، منتصرًا على الترسانة صاحب مركز الوصيف في البطولات الثلاث، ففي الدوري العام انتهت المنافسة بتعادل الفريقين في النقاط، إلا أن الأهلي حسم المباراة الفاصلة بنتيجة 2–1، ليفوز باللقب بأهداف توتو وفتحي خطاب، كما حسم الأهلي بطولة دوري منطقة القاهرة بفارق نقطة عن فريق الشواكيش، أمَّا في كأس مصر، ففاز الأهلي في النهائي بنتيجة 6–0، وسَجَّلَ صالح سليم هدفين.

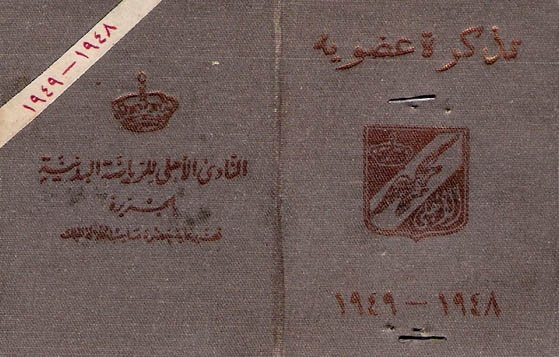
بطاقة عضوية النادي الأهلي سنة 1948.

وفي عام 1951، فاز الأهلي بالدرع الثالث على التوالي بعد أن حسم المركز الأول بفارق الأهداف عن نادي فاروق (الزمالك) بعد التعادل في النقاط، ثم أكمل الأهلي الثنائيَّة بفوزٍ صعب في نهائي كأس مصر على السكة الحديد، بهدف سَجَّلَه أحمد مكاوي. وبعد أن ألغيت بطولة الدوري العام لموسم 1951–52 في أعقاب ثورة 23 يوليو، عادت المنافسة في الموسم التالي، وفاز الأهلي بالدوري للمرة الرابعة على التوالي، وحسم الأهلي الصدارة بفارق نقطتين عن الزمالك، بعد تعادل الفريقين في الأسبوع الأخير 2–2، أمَّا في كأس مصر، استطاع الأهلي أن يهزم الزمالك حامل اللقب 4–1 في النهائي، في مباراة سَجَّلَ فيها صالح سليم هدفين، وسَجَّلَ أيضًا شقيقه الأكبر عبد الوهاب سليم هدفًا. وفي موسم 1953–54، فاز الأهلي بالدوري للمرة الخامسة على التَّوالي، متفوقًا على الزمالك بفارق نقطتين. وبعد إلغاء مسابقة الدوري العام في 1954، فاز الأهلي بلقبه السادس على التوالي في موسم 1955–56، رغم الهزيمة في الأسبوع الأخير من نادي القناة، وأكمل الأهلي الثنائيَّة بفوزه بلقب كأس مصر بالفوز على الترسانة 1–0 في النهائي بهدف سيد صالح.
بعد أن شهد موسم 1956–57 زيادة عدد فرق الدوري العام لأربعة عشر فريق لأول مرة، استطاع الأهلي أن ينفرد بالمركز الأول، وبفارق 9 نقاط عن الزمالك الوصيف، لينال لقبه السابع على التوالي، وكانت هذه هي المرة الأولى التي يصل فيها الفريق إلى 40 نقطة، وشهد موسم 1957–58 النسخة الأخيرة من بطولة دوري منطقة القاهرة، والتي فاز بها الأهلي، ليحتفظ بالرقم القياسي كأكثر فريق تُوِّج بهذا اللقب للأبد متفوقًا على الزمالك بفارق بطولة واحدة، وفي نفس الموسم، فاز الأهلي بلقب الدوري المصري الممتاز لثامن موسم على التوالي، بعد أن تفوق على الزمالك في مجموع المباراتين الفاصلتين، حيث تصدر كل فريق مجموعته، بعد أن أقيمت المسابقة بنظام المجموعتين لأول مرة، وانتهى اللقاء الأول بالتعادل 1–1، لكن الأهلي انتصر بنتيجة 3–1 في المباراة الثانية، بفضل ثنائيَّة لصالح سليم وهدف للاعب السيد الضظوي، أمَّا في بطولة كأس مصر فكانت المنافسة أيضًا مع الزمالك، حيث تعادل الفريقان 1–1 في النهائي، ثم مرة أخرى 2–2 في الإِعادة، فجاء قرار من اتحاد الكرة أن يتقاسم الناديان اللقب.
وحصل الأهلي على بطولة دوري موسم 1958–59، كما كان هدَّاف الدوري من الأهلي لأول مرة وهو محمد التابعي الشهير بالسيد الضظوي، الذي ساهم في فوز الأهلي باللقب، بفارق 9 نقاط عن الزمالك صاحب المركز الثاني، وسَجَّلَ هجوم الأهلي 55 هدفًا في 18 مباراة فقط هذا الموسم، وبفارق أكثر من 20 هدفًا عن أقرب منافسيه، وبهذا حقق الأهلي رقمًا قياسيًّا، وهو الفوز ببطولة الدوري العام لتسعة مواسم على التوالي. وعندما فاز منتخب مصر لكرة القدم ببطولة كأس الأمم الإفريقية 1959 كان المنتخب يضم سبعة لاعبين من النادي الأهلي ه عادل هيكل، طارق سليم، ميمي الشربيني، رفعت الفناجيلي، صالح سليم، طه إسماعيل، وهدَّاف البطولة محمود الجوهري. بعد أن خسر الأهلي بطولة الدوري العام لأول مرة منذ انطلاق المسابقة في موسم 1959–60، فاز الأهلي بالبطولة موسم 1960–61، ليصل عدد بطولات الدوري التي فاز بها الأهلي إلى 10، أمَّا كأس مصر فقد حسمها الأهلي بالفوز 5–0 على القناة في النهائي. بسبب قوانين ثورة 23 يوليو، أُقيل أحمد عبود باشا من منصب رئاسة النادي الأهلي في عام 1961 بعد حوالي 14 سنة من بداية توليه، ولكن أحمد عبود باشا حقق رقمًا قياسيًّا في عدد مرات الفوز بالدوري، ففي عهده فاز الأهلي بالدوري العام 10 مرات، وبقي ذلك الرقم القياسي حتَّى عام 1998، عندما فاز الأهلي بالبطولة 11 مرة تحت رئاسة صالح سليم، كما فاز الأهلي بكأس مصر 7 مرات في عهد أحمد عبود باشا، الذي حلَّ محله صلاح الدين الدسوقي.
وفاز الأهلي ببطولة الدوري العام رقم 11 موسم 1961–62، بعد أن هزم الزمالك 3–0 في الجولة الأخيرة بأهداف محمود السايِس وطارق سليم ورفعت الفناجيلي. وبعد أيام من فوزه ببطولة الدوري رقم 11، استعد الأهلي لمواجهة بطل بطولة أوروبا للأندية نادي بنفيكا البرتغالي، وتمت دعوة النادي للعب مباراة ودية ضد النادي الأهلي في أواخر مايو 1962، أي بعد أقل من شهر من حصول بنفيكا على بطولة أوروبا للأندية للمرة الثانية على التوالي بعدما فاز على ريال مدريد 5–3، وجاء بنفيكا بكامل نجومه وعلى رأسهم أوزيبيو، وفجَّر الأهلي مفاجأة بالفوز 3–2 بقيادة صالح سليم وطه إسماعيل ورفعت الفناجيلي وبدوي عبد الفتاح، كما تألق حارس المرمى عادل هيكل، حيث تصدى لعدد كبير من التسديدات. وانتهت فترة رئاسة صلاح الدين الدسوقي للنادي الأهلي في ديسمبر 1965، ليخلفه الفريق عبد المحسن مرتجي أحد القادة في القوات المسلحة المصرية، وفي نفس الموسم، فاز الأهلي ببطولة كأس مصر، بعد الفوز على الترسانة 1–0 في النهَائي بهدف أسامة يوسف، وذلك بعد غياب 4 أعوام عن البطولات. وفي عام 1966، اعتزل صالح سليم؛ ليتفرغ لخدمة الأهلي إداريًّا، وقد نال وسام الرياضة من الدرجة الأولى بعد عام من اعتزاله.

### حرب 1967 وبداية المشاركات القارية (1967–1989)
بعد قيام حرب 1967 وتَوَقُّف النشاط الرياضي، أعلنت إدارة الأهلي فرض التدريب العسكري على أعضاء النادي، وضرورة تطوعهم في المقاومة الشعبية، كما قامت إدارة الأهلي بجَمع تبرعات بِاسم الأهلي لصالح الجيش المصري، كما تسببت الحرب في اعتزال كلًّا مِن صالح سليم وطارق سليم وطه إسماعيل ورفعت الفناجيلي وعادل هيكل ومحمود الجوهري وعزت أبو الروس، وفي ظل توقف النشاط الرياضي بسبب الحرب، افتُتِحَ المبني الاجتماعي للأهلي في ديسمبر من عام 1968، بعد 14 عامًا مِن طرح الفكرة. وفي عام 1969 كان النادي الإسماعيلي حامل اللقب الدوري يستعد لأولى مشاركاته في البطولات الإفريقية بمباراة ودية مع أحد الأندية الأجنبية، فطلب من صالح سليم نجم الأهلي السابق المشاركة مع الإسماعيلي، فوافق صالح سليم على لعب المباراة، ولكن قبل بداية المباراة قام علي أبو جريشة بتسليم شارة الكابتن لصالح سليم، ليلعب المباراة وهو كابتن الإسماعيلي، وفي نهاية الموسم تُوِّج الإسماعيلي بلقب كأس إفريقيا للأندية البطلة 1969 لأول مرة في تاريخ مصر. وفي عام 1970 حصل منتخب مصر على المركز الثالث في بطولة كأس الأمم الإفريقية 1970 المقامة في السودان، واختير لاعب واحد من منتخب مصر في تشكيلة البطولة، وكان هذا اللاعب هو مدافع الأهلي هاني مصطفى.

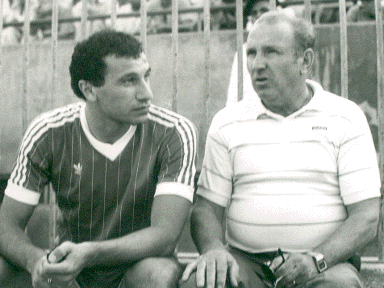
ناندور هيديكوتي مع محمود الخطيب في 1970.

بعد اشتراكه في حرب 1967 والقيام بدوره في الدفاع عن الوطن، عاد الفريق عبد المحسن مرتجي لرئاسة النادي الأهلي عام 1971، بمساعدة مدير الكرة الجديد صالح سليم، وبعد سنوات من تدهور المستوى نتيجة عدم استقرار البلاد أثناء الحرب، عاد الأهلي وتعاقد مع لاعب منتخب المجر السابق ناندور هيديكوتي في سبتمبر 1973، وبراتب أقل من 600 دولار شهريًّا. وفي نفس العام قرر النادي الأهلي جمع تبرعات من الأعضاء والمدربين والعاملين والموظفين بالنادي لمساندة الجيش المصري خلال حرب أكتوبر 1973. وشهدت فترة ما قبل هيديكوتي تدهورًا كبيرًا في مستوى النادي، فللمرة الأولى والوحيدة في تاريخه، غابت بطولة الدوري عن الأهلي مدة 13 عاما لأسباب مختلفة أهمها حرب 1967 وحرب أكتوبر 1973، ولكن بعد مساندة استثنائية من جماهير الأهلي، بالإضافة لمجموعة مميزة من اللاعبين تحت قيادة هيديكوتي، عاد الدرع للأهلي في موسم 1974–75. وحقّق هذا الجيل رقمًا قياسيًّا في عدد الأهداف المسجلة، إذ سجل لاعبو الأهلي 70 هدفا في 34 مباراة، وكان فريق هيديكوتي يتكون من: إكرامي، حسن حمدي، أحمد عبد الباقي، مصطفى يونس، فتحي مبروك، صفوت عبد الحليم، محسن صالح، مصطفى عبده، طاهر الشيخ، محمود الخطيب، عبد العزيز عبد الشافي (زيزو)، مختار مختار، عبد المنعم مصطفى (شطة)، عصام عبد المنعم، أنور سلامة، رجب عبد المنعم، شوقي عبد الشافي، هاني مصطفى، جمال عبد العظيم، محمود عبد الحي، إبراهيم عبد الصمد. واستمرت سيطرة الأهلي على بطولة الدوري مع هيديكوتي موسم 1975–76 وحقق الفريق في هذا الموسم رقمين قياسيين جديدين، بعد أن أنهى الموسم بهدفين فقط في شباكه من 21 مباراة لعبها بلا هزيمة، وكانت هذه هي المرة الأولى في تاريخ المسابقة التي يخرج فيها فريق بدون هزيمة واحدة.

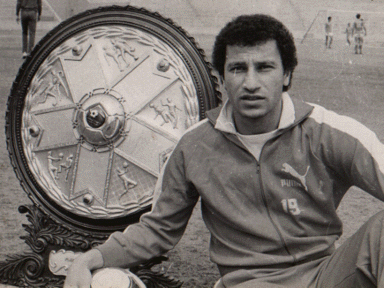
محمود الخطيب بجانب درع الدوري المصري الممتاز سنة 1977.

وجاءت أوّل مشاركة إفريقية للأهلي في دوري أبطال إفريقيا عام 1976، ولم تكن البداية موفقة للنادي؛ حيث خرج الفريق من الدور الأول على يد مولودية الجزائر، وكان محمود الخطيب هو صاحب أول هدف قاري للأهلي في مباراة العودة التي فاز فيها الفريق 1–0. وفاز الأهلي ببطولة الدوري 1976–77، بفارق 5 نقاط عن الزمالك، وشهد هذا الموسم ثاني مشاركات الأهلي الإفريقية، حيث كانت هذه المرة أفضل من الأولى؛ بعد أن نجح في تخطي الدور الأول والثاني، قبل أن يخرج من ربع النهائي على يد نادي هارتس أوف أوك الغاني، وفي نهاية عام 1977، جاء فريق بايرن ميونخ لخوض مباراة ودية مع الأهلي، وكان بايرن هو حامل لقب دوري أبطال أوروبا في الأعوام الثلاثة التي سبقت المباراة، ولكن الأهلي حقق مفاجأة بالفوز 2–1 بأهداف الخطيب وشريف عبد المنعم. ورغم خسارته لبطولة الدوري العام بفارق هدف واحد فقط في 1977–78، فاز الأهلي بلقب كأس مصر، بفوز بنتيجة 4–2 على الزمالك في المباراة النهائية، ليعيد اللقب الذي غاب عنه عدة سنوات، وتعد هذه المباراة واحدة من أشهر مباريات القمة على الإطلاق؛ حيث كان الزمالك متقدمًا بهدفين لهدف حتّى قبل نهاية المباراة بربع ساعة، عندما تم استدعاء محمود الخطيب من على مقاعد البدلاء ليسجل هدف التعادل ثم يضيف جمال عبد الحميد هدف الفوز في الدقيقة 82 قبل أن يعزز طاهر الشيخ الفوز في الوقت الضائع. وعاد الأهلي للفوز بلقب الدوري في موسم 1978–79، متفوقًا على الزمالك الوصيف بفارق 7 نقاط، في موسم لم يتلقَ فيه الأهلي هزيمة واحدة خلال 22 مباراة، ثم فاز بالدوري للمرة الثانية على التوالي والخامسة في عهد هيديكوتي في موسم 1979–80، وبنهاية عام 1980، فاز صالح سليم بانتخابات رئاسة النادي الأهلي خلفًا للفريق مرتجي.
بعد أن غابت عنه مدة 20 عامًا، فاز الأهلي بالثنائية المحلية في 1980–81، بعد منافسة مع الزمالك حتّى الأسبوع الأخير من الدوري العام، عندما انتهت القمة بالتعادل السلبي، ليحسمه الأهلي بفارق نقطة، أما في نهائي الكأس، ففاز الأهلي بضربات الترجيح على المقاولون العرب. وشهد هذا الموسم أفضل تقدّم للأهلي في دوري الأبطال، عندما وصل الفريق للدور قبل النهائي لمواجهة شبيبة القبائل الجزائري، إلا أن الأهلي اضطر للانسحاب عقب اغتيال رئيس الجمهورية محمد أنور السادات في 1981. حقق الأهلي لقب دوري 1981–1982 وللمرة الرابعة على التوالي، في موسم خسر فيه الفريق مباراة واحدة، وبعدها وصل الفريق بقيادة محمود الجوهري لملاقاة أشانتي كوتوكو الغاني في نهائي دوري أبطال إفريقيا 1982، وانتهت مباراة الذهاب بفوز الأهلي 3–0 بهدفين للخطيب وهدف أحرزه علاء ميهوب، وفي مباراة العودة في كوماسي، سجل محمود الخطيب مجددًا، وانتهت المباراة 1–1 معلنة فوز الأهلي بأول بطولة قارية في تاريخه. وفي عام 1983، وللمرة الأولى في تاريخ الكرة المصرية تم إعلان محمود الخطيب كأفضل لاعب إفريقي من قبل مجلة فرانس فوتبول. ثم فاز الأهلي ببطولة كأس مصر عام 1984 بعد فوز صعب على المصري في النهائي لم يأت إلا بعد وقت إضافي، فقد كان المصري متقدمًا حتّى الدقيقة 90، عندما سجل علاء ميهوب هدف التعادل القاتل، بعد مراوغة الحارس ليحتكم الفريقان لوقت إضافي أحرز فيه ميهوب هدفه الثاني قبل أن يعزز خالد جاد الله الفوز بالهدف الثالث.

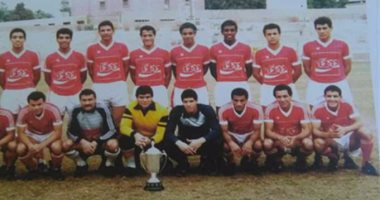
فريق الأهلي عام 1982

ووصل الأهلي لنهائي دوري أبطال إفريقيا للمرة الثانية على التوالي في 1983، إلا أن منافسه كوتوكو استطاع أن يفوز بهدف واحد فقط في مجموع المباراتين، لكن الأهلي وصل إلى نهائي كأس إفريقيا للأندية أبطال الكؤوس (المعروفة باسم كأس الكؤوس الإفريقية) في عام 1984، وكان النهائي ضد كانون ياوندي الكاميروني، وفاز الأهلي بركلات الترجيح في العاصمة الكاميرونية بعد التعادل 1–1 في مجموع المباراتين. مع نهاية عام 1985 حدث خلافًا بين إدارة الأهلي من جهة والجهاز الفني واللاعبين من جهة أخرى، وتسبب الخلاف بإضراب مؤقت للاعبي الفريق، لكن بعدها قام اللاعبون بالتراجع عن قرارهم مع تقديم اعتذار لإدارة الأهلي، ولكن إدارة الأهلي لم تقبل الاعتذار وقام حسن حمدي مدير الكرة حينها بإيقاف 16 لاعبًا ولَعْب مباراة ربع النهائي أمام نادي الزمالك بفريق الناشئين، وفاز الأهلي بتلك المباراة بنتيجة 3–2، وتأهل الفريق إلى نهائي تلك البطولة وفاز في النهائي على النادي الإسماعيلي بهدف سجله الناشئ طارق خليل. وكان موسم 1984–1985 واحدًا من أفضل المواسم في تاريخ الأهلي، حيث سيطر الأهلي على اللقبين المحليين، عندما حسم الدوري والكأس، ثم احتفظ بكأس الكؤوس الإفريقية للمرة الثانية على التوالي، ليحرز أول ثلاثية محلية قارية في تاريخ الكرة المصرية، وفاز الأهلي على ليفينتيس يونايتد بطل نيجيريا في النهائي الإفريقي بنتيجة 2–1 في مجموع اللقاءين، وسجل للأهلي مجدي عبد الغني وزكريا ناصف، وللمرة الثالثة على التوالي يفوز الأهلي بكأس الكؤوس الإفريقية عام 1986 بعد أن حسم بطولة الدوري لصالحه أيضًا، وحسم الأهلي البطولة الإفريقية بالفوز على سوجارا الجابوني في النهائي 3–2 في مجموع اللقاءين حيث سجل طاهر أبو زيد هدفين ومجدي عبد الغني هدفًا.
وبعد أن صدم بطلي أوروبا بنفيكا وبايرن ميونيخ في 1962 و1977 عاود الأهلي الفوز مرة أخرى، وهذه المرة على حساب منافسه نادي ستيوا بوخارست الروماني بطل أوروبا عام 1986، وهذه المرة فاز بطل مصر 3–0 بأهداف علاء ميهوب وخالد جاد الله وصديق الجمَّال. في موسم 1986–1987 تحت قيادة المدرب الوطني طه إسماعيل استمرت المنافسة مع الزمالك حتّى الأسبوع الأخير حيث كان الزمالك الوصيف متأخرًا بفارق نقطتين قبل لقاء القمة في الأسبوع الختامي، لكن الأهلي حسمها بالفوز 2–1 بهدفي أيمن شوقي، وحقق الأهلي دوري أبطال إفريقيا للمرة الثانية عام 1987 منتصرًا على الهلال السوداني في النهائي بنتيجة 2–0 في مجموع اللقاءين. ولكن في عام 1988، لم يفز الأهلي بأي بطولة، بل وقرر محمود الخطيب اعتزال لعب كرة القدم. وعاد الأهلي لمسار البطولات بحصد ثنائية الدوري والكأس موسم 1988–89 بقيادة رئيس جديد هو محمد عبده صالح الوحش ومدير فني جديد هو الألماني ديتريتش فايتسا، ولأول مرة في تاريخه يضيف الأهلي بطولة الكأس الأفروآسيوية للأندية بالفوز على يوميوري بطل اليابان 3–1 ذهابًا و1–0 إيابًا.

### جيل التسعينيات (1990–2000)
نجح منتخب مصر في التأهل لنهائيات كأس العالم 1990 للمرة الأولى منذ عام 1934 والثانية في تاريخه بقيادة نجم الأهلي في الخمسينيات ومدربه السابق محمود الجوهري، وتكونت نصف قائمة الفريق المسافر إلى إيطاليا البلد المستضيف من لاعبي الأهلي حيث تم اختيار 11 لاعبًا من النادي من أصل 22 لاعبًا في المنتخب. كان الأهلي قد حسم صدارة الدوري موسم 1990–91 بفارق الأهداف عن الإسماعيلي إلا أن اتحاد الكرة قرر في منتصف الموسم تغيير اللوائح وإلغاء فارق الأهداف، لتقام مباراة فاصلة فاز فيها الإسماعيلي بهدفين في ملعب المحلة، لكن الأهلي فاز بلقب كأس مصر برأسية محمد رمضان في مرمى نادي أسوان، واحتفظ الأهلي بلقب كأس مصر عام 1992 بفوزه على بطل الدوري الزمالك 2–1 في نهائي مثير كان بطله أيمن شوقي، الذي سجل هدف الفوز في الدقيقة 92 بعد أن سجل الهدف الأول من ضربة رأسية. وفي ديسمبر 1992 عاد صالح سليم لمقعد رئاسة النادي الأهلي لولاية ثانية خلفًا لمحمد عبده صالح الوحش.
في عام 1993 وبعد الفوز بكأس مصر للمرة الثالثة على التوالي بالتغلب على غزل المحلة بنتيجة 3–2 في المباراة النهائية، عاد الأهلي للبطولات الإفريقية بحصوله على كأس الكؤوس للمرة الرابعة في تاريخه وكانت تلك هي المشاركة الأخيرة للنادي في هذه البطولة التي يبقي الأهلي هو الأكثر تتويجًا بها حتّى آخر نسخة منها عام 2003، وفاز الأهلي بصعوبة على أفريكا سبورت الإيفواري في النهائي بضربة جزاء سجلها عادل عبد الرحمن في ستاد القاهرة بعد التعادل 1–1 في مباراة الذهاب. وبعد غياب 3 سنوات، عاد درع الدوري للأهلي في 1993–94 بقيادة الإنجليزي ألان هاريس بعد منافسة مع الإسماعيلي لم تُحسم إلا بمباراة فاصلة فاز فيها الأحمر 4–3 في الإسكندرية بفضل هاتريك رائع من محمد رمضان، وكانت هذه مجرد بداية لمرحلة سيطر فيها الأهلي على البطولة المحلية الأهم لعدة سنوات متتالية. اتجه الأهلي للبطولات العربية لأول عام 1994 بعد قرار بمقاطعة البطولات الإفريقية نظرًا لضعف العائد المادِّي، وجاءت المشاركة الأولى في البطولة العربية للأندية الفائزة بالكؤوس التي أقيمت على أرض القاهرة واقتنصها الأحمر بالفوز على الشباب السعودي بهدف الغاني أحمد فيلكس في النهائي.
وللموسم الثاني على التوالي، حقّق الأهلي بطولة الدوري 1994–95 بفارق 8 نقاط عن الزمالك وكان هذا هو آخر موسم للإنجليزي ألان هاريس الذي قاد الفريق لتحقيق بطولتي دوري عام خلال فترة توليه. وتم تعيين الألماني راينر هولمان خلفًا لهاريس في صيف 1995 لكن المدير الفني الجديد لم يحالفه الحظ في أولى مهماته في البطولة العربية في تونس والتي خرج فيها الأهلي من دور المجموعات، لكن في نفس الموسم حقق الأهلي ثنائية الدوري والكأس مع هولمان لأول مرة منذ 7 سنوات في 1995–96، ثم اقتنص بطولة الأندية العربية أبطال الدوري بالفوز على الرجاء المغربي 3–1 في النهائي في ستاد القاهرة. وفي بطولة دوري موسم 1996–97 تمكن الأهلي من تحقيق عودة تاريخية بعد أن أنهى الدور الأول متأخرًا عن الزمالك المتصدر بفارق 13 نقطة ولكنه حصد اللقب في النهاية بفارق 9 نقاط، وفي عام 1997 تُوِّج الأهلي بلقب كأس السوبر العربي لأول مرة في تاريخه.
ورحل الألماني راينر هولمان عن تدريب الأهلي في نهاية عام 1997، بعد أن حصل الفريق على المركز الثاني في بطولة الأندية العربية أبطال الدوري بتونس، وكان البديل هو مواطنه راينر تسوبيل، الذي فاز ببطولة الدوري للموسم الخامس على التوالي في 1997–98، وحقق الأهلي مع تسوبيل لقب كأس السوبر العربي 1998 للموسم الثاني على التوالي بعدما تفوق على مولودية وهران الجزائري والشباب السعودي والإفريقي التونسي صاحب الأرض، وعاد الأهلي في هذه السنة للمشاركات الإفريقية لأول مرة بعد 4 سنوات. ولأول مرة في تاريخ مسابقة الدوري المصري، تمكن الأهلي من إنهاء موسم 1998–99 على قمة الدوري بفارق 15 نقطة عن أقرب منافسيه الزمالك، وكان هدَّاف المسابقة هو مهاجم النادي حسام حسن برصيد 15 هدف، ولم يخسر الأهلي أي مباراة من 26 أسبوع هذا الموسم وفاز على الزمالك مرتين، 2–1 في الدور الأول و2–0 في الدور الثاني بعد انسحاب الزمالك. واختتم الألماني راينر تسوبيل مسيرته مع الأهلي بتحقيق بطولة الدوري السابعة على التوالي والثالثة تحت قيادته في 1999–2000.

### بداية الألفية الجديدة (2000–2013)
في ديسمبر 2000، تُوِّج النادي الأهلي بلقب نادي القرن في إفريقيا بواسطة الاتحاد الإفريقي لكرة القدم، وجاء إعلان الاتحاد بعد دراسة إحصائية استندت إلى نتائج الفرق في البطولات الإفريقية من عام 1964 حتّى عام 2000، وتصدر الأهلي القائمة رغم غياب عن البطولات الإفريقية دام أكثر من 4 سنوات في منتصف التسعينيات. واستعاد الأهلي لقب كأس مصر في 2000–01 تحت قيادة ألماني آخر هو ديكسي دورنر، الذي لم يكن موفقًا مثل مواطنيه السابقين، فبالرغم من فوزه بالكأس انتهى التعاقد معه بعد نهاية الموسم، وجاء الفوز على غزل المحلة في النهائي بصعوبة بعد أن انتهى الوقت الأصلي بالتعادل السلبي، لكن الأهلي سجّل هدفين في الوقت الإضافي عن طريق علاء إبراهيم ومحمد جودة.
في صيف عام 2001 تعاقد الأهلي مع البرتغالي مانويل جوزيه لتولي القيادة الفنية للفريق، وكانت هذه هي المرة الأولى في تاريخ النادي التي يستعين بها بمدرب برتغالي، وكانت أول مباراة لجوزيه مع الأهلي هي المباراة الودية ضد ريال مدريد في أغسطس 2001 في احتفالية نادي القرن، عندما فاز الأهلي على أعرق أندية أوروبا بهدف النيجيري صنداي إبيجي، وكانت هذه هي المرة الرابعة في تاريخه التي يهزم فيها الأهلي فريق أوروبي متوج حديثا بلقب دوري الأبطال. واستطاع الأهلي أن يفوز ببطولة دوري أبطال إفريقيا 2001 بعد انتصار ساحق 4–1 في مجموع اللقاءين على ماميلودي صن داونز الجنوب إفريقي، حيث تألق خالد بيبو وسجل هاتريك في مباراة العودة التي انتهت 3–0 في القاهرة، وفاز الأهلي بكأس السوبر الإفريقي بفوز ساحق آخر على فريق من جنوب إفريقيا وهو كايزر تشيفز الذي خسر 4–1 في القاهرة، في مباراة سجل فيها حارس مرمى الأهلي عصام الحضري هدفه الشهير. وفي مايو 2002، وبعد صراع دام عدة سنوات مع سرطان الكبد، توفي صالح سليم رئيس النادي الأهلي، ليتولى حسن حمدي رئاسة الأهلي. لم يتمكن جوزيه من تحقيق أي بطولة محلية في ولايته الأولى، إلا أنه استطاع تحقيق إنجاز خاص، وهو الفوز على الزمالك بنتيجة 6–1 في مسابقة الدوري العام، في مباراة شهدت تسجيل خالد بيبو لاعب الأهلي لأربعة أهداف. رحل جوزيه عن الأهلي بنهاية موسم 2001–02، ليمر فريق الكرة بفترة عصيبة تخللتها تجربتان غير ناجحتين مع الهولندي جو بونفرير والبرتغالي توني أوليفيرا، لكن استطاع الأهلي الفوز بالبطولات خلال تلك المرحلة، إذ فاز الأهلي بكأس مصر عام 2003 تحت قيادة فتحي مبروك، عندما فاز الأهلي بركلات الترجيح على حساب الإسماعيلي، ثم اقتنص كأس السوبر المصري بفوزه على الزمالك بركلات الترجيح.
مع بداية العام 2004، أعلن النادي الأهلي عن عودة مانويل جوزيه لقيادة الفريق وعن انضمام صانع ألعاب الترسانة محمد أبو تريكة واللاعب الدولي محمد بركات، وقام النادي بالتعاقد مع العديد من النجوم الآخرين مثل عماد النحاس وإسلام الشاطر وتصعيد الناشئ عماد متعب وعودة أسامة حسني، وفي السنوات التالية تم التعاقد مع أحمد حسن وفلافيو وجلبيرتو وسيد معوض وأحمد فتحي. انطلق الأهلي في موسم 2004–05 محققًا الفوز في جميع مباريات الدور الأول، ليحسم لقب الدوري الممتاز بدون هزيمة وبفارق قياسي عن إنبي أقرب المنافسين وهو 31 نقطة لأول مرة في تاريخ المسابقة. كما تُوج الأهلي ببطولة كأس السوبر المصري بفوز على إنبي 1–0، بهدف في الوقت الإضافي لوائل جمعة.

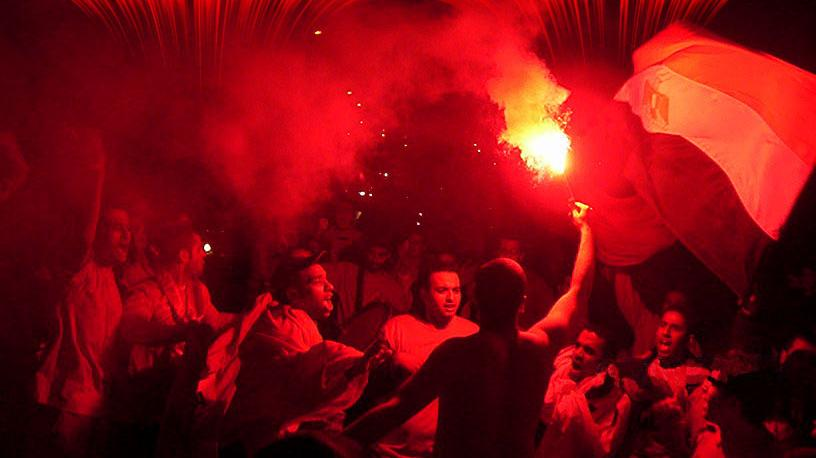
الجماهير تحتفل بفوز الأهلي بدوري أبطال إفريقيا 2005

وفي نهاية 2005 فاز الأهلي بدوري أبطال إفريقيا للمرة الرابعة في تاريخه بعد الفوز على النجم الساحلي التونسي 3–0 في القاهرة، قبل أن يحقق كأس السوبر الإفريقي بالفوز على الجيش الملكي المغربي بركلات الترجيح، ثم ظهر الأهلي في كأس العالم للأندية في اليابان لأول مرة، لكن البداية لم تكن موفقة حيث خسر الفريق أمام اتحاد جدة السعودي بنتيجة 0–1، ثم أمام سيدني الأسترالي بنتيجة 2–1. وحقق الأهلي رقمًا قياسيًّا عالميًّا في نهاية عام 2005، عندما وصل لعدد 55 مباراة متتالية بدون هزيمة في كل البطولات، وتحقق الإنجاز بعد أن سجل محمد أبو تريكة هاتريك في مرمى المقاولون العرب في الأسبوع العاشر من الدوري الممتاز موسم 2005–06. وبعد تألقه مع الأهلي في موسم استثنائي تصدر فيه قائمة هدافي دوري أبطال إفريقيا 2005، تم اختيار محمد بركات كأفضل لاعب في إفريقيا من قبل هيئة الإذاعة البريطانية بي بي سي كأول مصري يحصل على الجائزة، كما نال بركات أيضًا جائزة أفضل لاعب إفريقي داخل القارة من قبل الاتحاد الإفريقي.
كان عام 2006 هو أحد أفضل الأعوام في تاريخ النادي الأهلي من حيث الإنجازات المختلفة، بدءًا ببطولة السوبر للمرة الثانية بفوز مثير آخر على إنبي بهدف أبو تريكة في الوقت الضائع، وكرر الأهلي الفوز بلقب الدوري بدون هزيمة للمرة الثانية على التوالي أيضًا، وبفارق 14 نقطة عن الوصيف، ثم عاد الأهلي لرفع كأس مصر بفوز كبير 3–0 على الزمالك، محققًا العلامة الكاملة في البطولات المحلية، ثم تأهل الأهلي إلى المباراة النهائية لدوري أبطال إفريقيا لملاقاة الصفاقسي التونسي، وكانت مباراة الذهاب قد لعبت في القاهرة وانتهت بالتعادل 1–1، وكانت مباراة العودة في صفاقس، وظلت المباراة بالتعادل السلبي الذي يكفي الصفاقسي التونسي للفوز باللقب حتى الدقائق الأخيرة، لكن محمد أبو تريكة سجل هدفًا قاتلًا في الدقائق الأخيرة، وانطلق الأهلي لليابان للمشاركة في كأس العالم للأندية، وحقق المركز الثالث للمرة الأولى في تاريخ إفريقيا، بعد فوز على أوكلاند سيتي النيوزيلاندي وهزيمة من البطل إنترناسيونالي البرازيلي، ثم فوز على أمريكا المكسيكي 2–1 بهدفين لأبو تريكة في يوكوهاما.

بدأ الأهلي عام 2007 بحصد كأس السوبر الإفريقي بالفوز على النجم الساحلي بضربات الترجيح، ثم حسم بطولة الدوري قبل النهاية بأسبوعين، ثم حسم كأس مصر، حيث جاء الفوز بطريقة درامية على الزمالك الذي ظل متقدمًا في النهائي، حتّى تعادل محمد أبو تريكة قبل النهاية بدقيقتين فقط ليحتكم الفريقان للوقت الإضافي، وتقدم الزمالك مجددًا، حتّى جاء أسامة حسني من على مقاعد البدلاء ليسجل هدفين في أقل من دقيقة، معلنًا فوز الأهلي بالكأس بعد الفوز على الزمالك بنتيجة 4–3، وقابل الأهلي الإسماعيلي في كأس السوبر، ليفوز بركلات الترجيح ويحقق الثلاثية المحلية مجددًا، لكن في دوري الأبطال، ورغم الوصول للنهائي للمرة الثالثة على التوالي، خسر الأهلي أمام النجم الساحلي، وسط أخطاء من الحكم عبد الرحيم العرجون. وفي 2008، استمرت سيطرة الأهلي على درع الدوري، فحسم الأهلي اللقب بفارق 17 نقطة عن الإسماعيلي الوصيف، كما حصد الفريق كأس السوبر للمرة الرابعة على التوالي بالفوز على الزمالك 2–0 بأهداف أحمد حسن والمعتز بالله إينو. وبعدها عاد دوري أبطال إفريقيا للأهلي بالفوز 4–2 على القطن الكاميروني في مجموع اللقاءين في النهائي، ثم ذهب الأهلي لكأس العالم للأندية مجددًا، ولكن هذه المرة لم تكن النتائج جيدة، حيث تلقّى هزيمتين، واحدة من باتشوكا المكسيكي بنتيجة 2–4، والأخرى من أديلايد يونايتد الأسترالي بنتيجة 0–1.

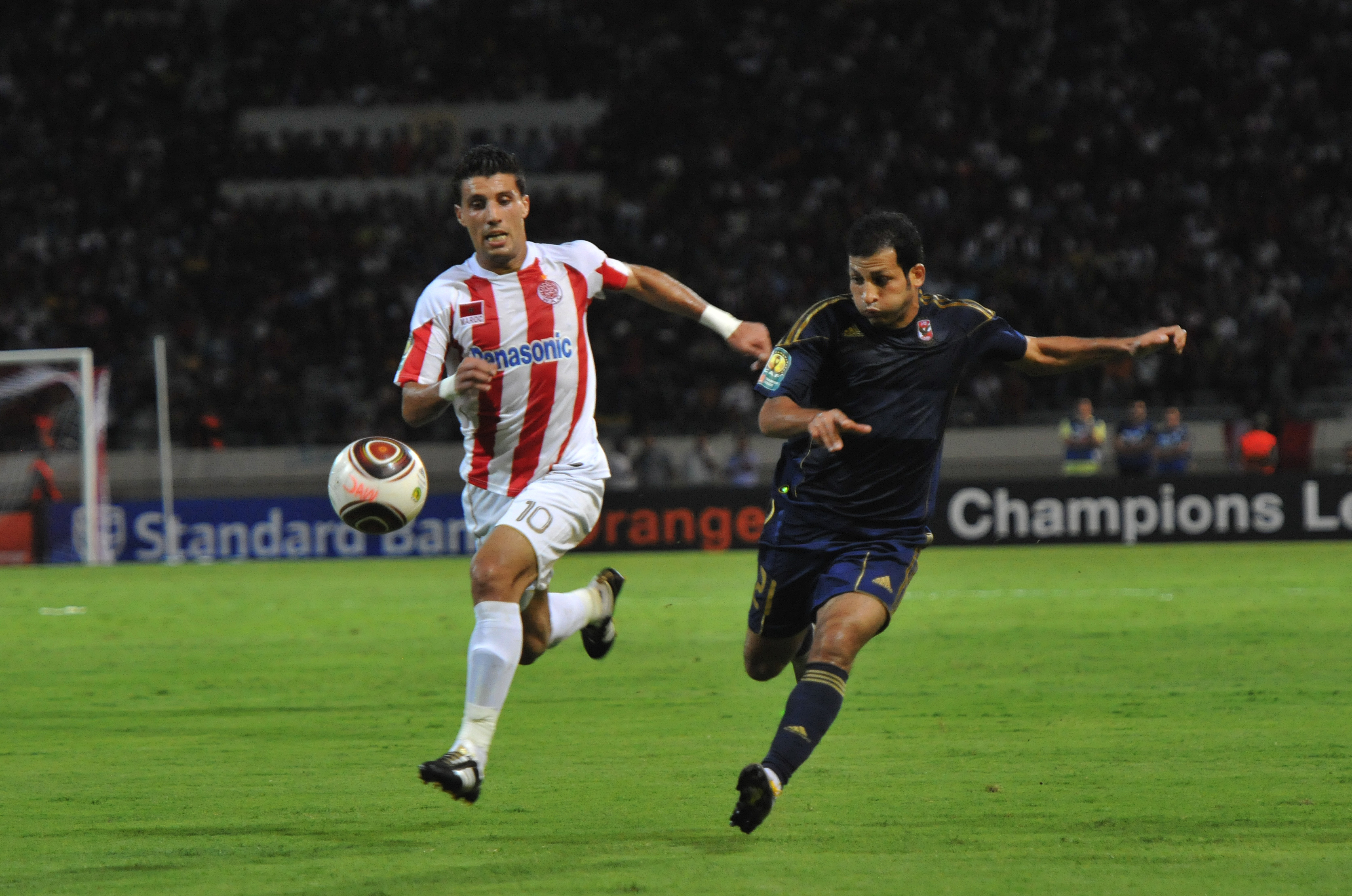
مباراة النادي الأهلي ضد الوداد المغربي في دوري أبطال إفريقيا 2011.

بدأ الأهلي عام 2009 بحصد لقب كأس السوبر الإفريقي بعد الفوز على الصفاقسي 2–1 بهدفي فلافيو، قبل أن يخوض منافسة على درع الدوري مع الإسماعيلي، الذي أصبح على القمة حتّى آخر دقيقتين من الموسم، فبعد أن فاز الإسماعيلي على الترسانة كان الأهلي متعادلًا أمام طلائع الجيش حتّى الدقيقة 93، حينما سجل المدافع أحمد فتحي هدف الفوز التاريخي وأضاف الناشئ محمد طلعت هدف التعزيز، ليذهب المتصدران لمباراة فاصلة لتحديد البطل، وانتصر الأهلي بهدف لفلافيو على ستاد المكس بالإسكندرية، ليرفع الدرع للمرة الخامسة على التوالي، وكانت هذه آخر بطولة للبرتغالي مانويل جوزيه خلال ولايته الثانية قبل أن يرحل ويترك مهمة قيادة الفريق لمساعده حسام البدري، واستطاع حسام البدري أن يُبقي درع الدوري في خزانة النادي الأهلي موسم 2009–10، ليصبح أول مدرب وطني يحرز بطولة الدوري منذ 23 عامًا، قبل أن يحقق الأهلي كأس السوبر المصري بالفوز على حرس الحدود 1–0، أما في دوري أبطال إفريقيا فقد تأهل الأهلي للدور قبل النهائي ليخرج على يد الترجي التونسي؛ بسبب خطأ تحكيمي شهير أهدى صاحب الأرض الفوز في مباراة العودة بهدف من لمسة يد واضحة.

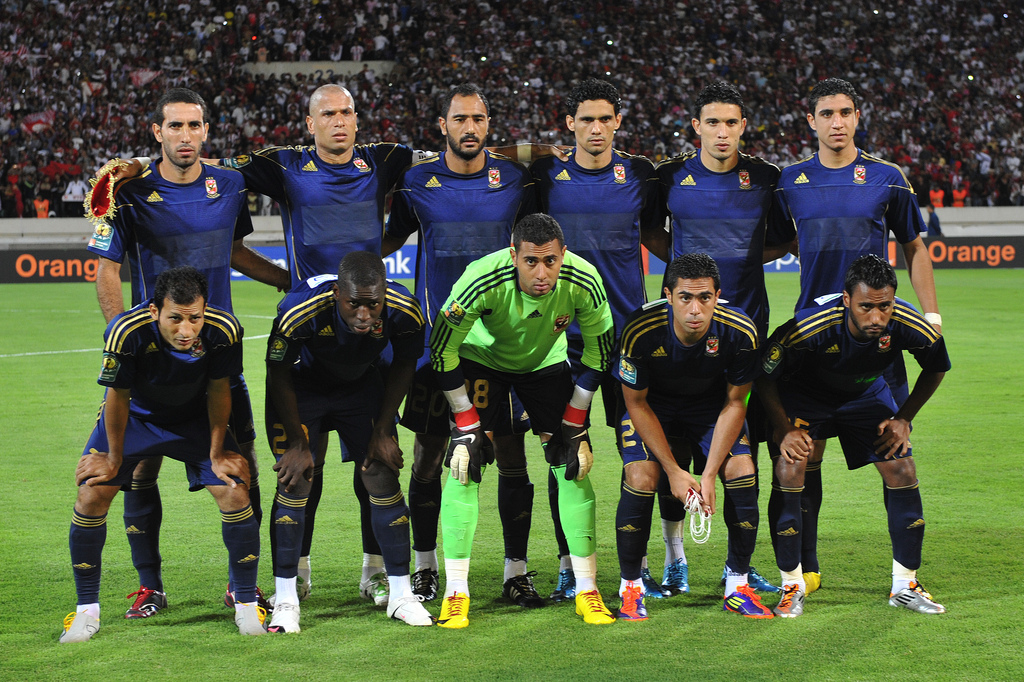
فريق الأهلي عام 2011

وبعد أن قاد الفريق في الدور الأول كل من حسام البدري وعبد العزيز عبد الشافي، أكمل مانويل جوزيه المسيرة، بعد عودته للمرة الثالثة مع بداية العام 2011 ليضيف بطولة الدوري السابعة على التوالي للأهلي. وفي 2012، وقعت أحداث ستاد بورسعيد وتوقف النشاط الرياضي بمصر، وفي أول مباراة بعد عودة النشاط الرياضي، فاز الأهلي بكأس السوبر المصري عندما هزم إنبي 2–1 على ملعب برج العرب الخالي من الجماهير. وعلى الرغم من الأحداث العصيبة، حقق الأهلي بطولة دوري أبطال إفريقيا للمرة السابعة عندما فازوا على الترجي التونسي على ملعبه بهدفين أحرزهما محمد ناجي جدو ووليد سليمان بعد أن انتهى لقاء الذهاب 1–1، وكان مانويل جوزيه قد قاد النادي حتى العبور إلى دور الثمانية من دوري الأبطال، ثم ترك حسام البدري ليكمل المسيرة من بعده.
بعد الفوز بدوري أبطال إفريقيا 2012 انطلق الأهلي بقيادة حسام البدري للعب في كأس العالم للأندية باليابان، محققًا الفوز في أول مباراة على هيروشيما الياباني صاحب الأرض بهدفين سجلهما السيد حمدي ومحمد أبو تريكة، ثم خسر الأهلي بصعوبة 1–0 من كورينثيانز البرازيلي بطل أمريكا الجنوبية، قبل أن يتلقّى هزيمة أخرى على يد مونتيري المكسيكي في مباراة المركز الثالث بنتيجة 0–2.
مع بداية عام 2013 تُوج الأهلي بالسوبر الإفريقي الخامس في تاريخه، عندما هزم ليوباردز الكونغولي 2–1 بهدفي محمد بركات ورامي ربيعة، وترك حسام البدري مهمة إدارة الفريق لمساعده محمد يوسف الذي استطاع أن يقود الأهلي للفوز بدوري أبطال إفريقيا للمرة الثامنة بالفوز على أورلاندو بايرتس الجنوب إفريقي 2–0 في مباراة العودة بعد التعادل 1–1 في الذهاب، وشهدت مباراة العودة آخر هدف لمحمد أبو تريكة في تاريخه مع الأهلي، عندما سجل الهدف الأول ليكون مسك الختام لمسيرته مع الأهلي.

### حقبة محمود طاهر (2014–2017)
في مارس 2014، أصبح محمود طاهر الرئيس رقم 14 في تاريخ النادي الأهلي خلفًا لحسن حمدي. وشهد عام 2014 عودة منافسات بطولة الدوري العام بعد فترتي توقف، وفي منتصف الموسم استلم فتحي مبروك مهام المدير الفني من محمد يوسف ليقود الفريق في مرحلة المربع الذهبي للدوري العام. ونجح الأهلي في اقتناص درع الدوري بفارق هدف واحد فقط عن سموحة ليضيف اللقب الثامن علي التوالي له وال37 في تاريخه، ثم أضاف الأهلي بطولة السوبر الثالثة على التوالي بالفوز على الزمالك بركلات الترجيح في أول بطولة للمدير الفني الإسباني خوان جاريدو. حوّل الأهلي وجهته لبطولة الكأس الكونفيدرالية الإفريقية بعد خروج مبكر من دوري الأبطال على يد أهلي بنغازي الليبي، بعد الخسارة منه في إياب دور الـ16 بنتيجة 2–3. ووصل الأهلي للنهائي أمام سيوي سبورت الإيفواري، لكنه خسر المباراة الأولى 2–1، وفي مباراة العودة ظل التعادل السلبي قائمًا حتّى الدقيقة السادسة من الوقت بدل الضائع، حينها قام عماد متعب بتسجيل هدف الفوز برأسية جعلت المدير الفني جاريدو يركض داخل أرض الملعب، وبهذا الانتصار أصبح الأهلي أكثر أندية العالم تتويجا بالبطولات القارية والعالمية متفوقًا على برشلونة الإسباني. مرّ الأهلي بمرحلة حرجة من تبديل وإحلال لعناصر جيل كامل من النجوم، مما تسبب في خسارة عدد من البطولات، إلى أن استعاد الفريق توازنه عندما تقابل مع الزمالك لتحديد بطل كأس السوبر، في المباراة التي أقيمت في الإمارات لأول مرة في نهاية عام 2015، وقاد لاعب الأهلي في السبعينيات عبد العزيز عبد الشافي النادي للفوز 3–2 على الزمالك، ليضيف بطولة السوبر رقم 9 في تاريخ النادي. استعاد الأهلي لقب الدوري بعد غياب موسم واحد فقط في 2015–16 وبفارق 7 نقاط عن الزمالك حامل اللقب، وأنهى الأهلي المسابقة كأقوى هجوم وأقوى دفاع تحت القيادة الفنية للهولندي مارتن يول. وفي موسم 2016–17 وتحت قيادة المدرب حسام البدري في ولايته الثالثة حقق الأهلي لقب الدوري بدون هزيمة، كما حقق لقب كأس مصر بالفوز على المصري 2–1 في النهائي. وتأهل الأهلي إلى نهائي دوري أبطال إفريقيا 2017 لملاقاة الوداد الرياضي، لكنه خسر بنتيجة 2–1 بمجموع المباريات.

### الفترة الأخيرة من العقد (2017–2020)
في يوم 1 ديسمبر 2017 أصبح محمود الخطيب رئيسًا للأهلي، وذلك بعدما فاز في الانتخابات على منافسه محمود طاهر. وفي أول موسم للخطيب مع الأهلي في منصبِ الرَّئيس، حقق الأهلي لقب الدوري رقم 40 في تاريخه، وفاز الأهلي بلقب السوبر رقم 10 في تاريخه، وذلك بعدما فاز على النادي المصري بنتيجة 1–0، سجله المغربي وليد أزارو. وفي عام 2018، تأهل الأهلي إلى نهائي دوري أبطال إفريقيا 2018 لملاقاة الترجي الرياضي التونسي، وكاد الأهلي أن يفوز بالبطولة، خصوصًا بعد فوزه في مباراة الذهاب بنتيجة 3–1، لكنه خسر في مباراة العودة بنتيجة 3–0. وفي عام 2019، خرج الأهلي من ربع نهائي دوري أبطال إفريقيا، وذلك بعدما تلقى خسارة فادحة أمام ماميلودي صن داونز بنتيجة 0–5. وفاز الأهلي بلقب الدوري موسم 2018–2019 للمرة 41 في تاريخه. ولعب الأهلي كأس السوبر المصري 2018–19 ضد الزمالك، وتوج الأهلي باللقب للمرة الحادية عشر في تاريخه، وذلك بعد فوزه بنتيجة 3–2. وفي دوري أبطال إفريقيا 2019–20، تقابل الأهلي في أولى مواجهاته ضد نادي أطلع برة من جنوب السودان وفي مباراة الذهاب فاز الأهلي بنتيجة 0–4، وفي مباراة العودة فاز الأهلي بنتيجة 9–0، وهذه النتيجة هي الأعلى في تاريخ مصر بدوري أبطال إفريقيا، ثم واجه الأهلي نادي كانو سبورت، وفاز الأهلي في مباراة الذهاب بنتيجة 0–2، وفاز في مباراة العودة بنتيجة 4–0، ليتأهل الأهلي لدور المجموعات، ووقع الأهلي في المجموعة الثانية، التي تضم كلًّا من النجم الساحلي التونسي والهلال السوداني وبلاتينوم الزيمبابوي.
وفي أولى مواجهاته في دور المجموعات، تلقى الأهلي أول خسائره مع مدربه رينيه فايلر، حين خسر من النجم الساحلي التونسي بنتيجة 0–1، وفي ثاني مواجهاته في دور المجموعات، فاز الأهلي على ضيفه الهلال السوداني بنتيجة 2–1، وفي ثالث مواجهاته فاز الأهلي على ضيفه بلاتينوم الزيمبابوي بنتيجة 2–0. وفي عام 2020، لعب الأهلي كأس السوبر المصري 2019–20 أمام الزمالك، على ستاد محمد بن زايد في دولة الإمارات، وانتهى الوقت الأصلي بالتعادل السلبي، ليلجأ الفريقان إلى ركلات الجزاء الترجيحية، التي حسمها الزمالك بنتيجة 3–4. ولعب الأهلي رابع مواجهاته أمام مضيفه بلاتينوم الزيمبابوي، فتعادل الأهلي بنتيجة 1–1، وفي الجولة الخامسة، قابل الأهلي ضيفه النجم الساحلي التونسي، وفاز بنتيجة 1–0 أحرزه النيجيري جونيور أجاي، وفي الجولة الأخيرة حسم الأهلي تأهله لربع النهائي بعد تعادل صعب مع الهلال السوداني بنتيجة 1–1، في مباراة شهدت أحداث شغب من قبل جماهير الهلال. وقع الأهلي في ربع نهائي دوري أبطال إفريقيا مع ماميلودي صن داونز مرة أخرى، فلعب الأهلي مباراة الذهاب على ملعبه، وفاز الأهلي بنتيجة 2–0، سجلهما التونسي علي معلول، وتعادل الأهلي في مباراة العودة بنتيجة 1–1، وتأهل الأهلي إلى نصف نهائي دوري أبطال إفريقيا. وقع الأهلي في نصف نهائي دوري أبطال إفريقيا مع الوداد الرياضي، لكن المباراة تأجلت لأجل غير مسمى بسبب انتشار فيروس كورونا.

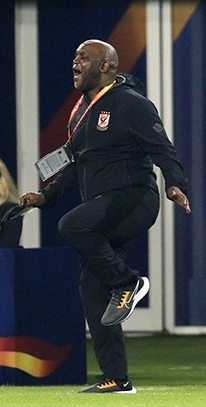
بيتسو موسيماني المُدرِّب الَّذي فاز مع الأهلي بدوري أبطالِ إفريقيا مرَّتين مُتتاليتين (2020، 2021).

في 24 يوليو 2020، ومع أول عودة للنشاط الرياضي في مصر بعد توقفه منذ شهر مارس بسبب جائحة فيروس كورونا، واجه الأهلي نادي سموحة وديًّا، وفاز الأهلي بنتيجة 4–0، سجل فيها محمود كهربا هدفين ومروان محسن وجونيور أجاي بهدف لكلٍّ منهما. وفي 9 أغسطس، وفي أول مواجهة رسمية بعد التوقف، فاز الأهلي على إنبي في الدوري بنتيجة 2–0، سجلهما كلًّا من محمد هاني وعلي معلول. وفي 18 سبتمبر 2020 تُوِّج الأهلي رسميًّا ببطولة الدوري المصري الممتاز لموسم 2019–20، وذلك بعد خسارة الزمالك من أسوان بنتيجة 1–0. وفي 30 سبتمبر 2020 حَدَّثت إدارة الأهلي الموقع الرسمي للنادي الأهلي، كما قامت أيضًا بإضافة نسختين للموقع باللغة الإنجليزية واللغة الفرنسية، وفي 1 أكتوبر من نفس العام تعاقد الأهلي مع المدرب الجنوب الإفريقي بيتسو موسيماني مدرب ماميلودي صن داونز السابق، خلفًا للمدرب السابق السويسري رينيه فايلر. وفي 18 أكتوبر واجه الأهلي نادي الوداد الرياضي المغربي في ذهاب نصف نهائي دوري أبطال إفريقيا 2019–20، واستطاع الأهلي الفوز بنتيجة 2–0 على الوداد في ملعب محمد الخامس، بهدفين سَجَّلَهما محمد مجدي قفشة وعلي معلول، وبهذا يكون الأهلي أول فريق يفوز على الوداد في ملعب محمد الخامس في البطولات الإفريقية منذ 2016، وكان الأهلي حينها هو أيضًا صاحب آخر فوز على الوداد في ملعب محمد الخامس، حينما فاز عليه بهدف من رأسيَّة رامي ربيعة. وفي 23 أكتوبر تأهل الأهلي إلى نهائي دوري الأبطال، بعدما كرر فوزه على الوداد بنتيجة 3–1، سَجَّلَهم مروان محسن وحسين الشحات وياسر إبراهيم، فيما سَجَّلَ زهير مترجي هدف الوداد الوحيد. وفي 27 نوفمبر فاز الأهلي بدوري أبطال إفريقيا للمرة التاسعة في تاريخه، وذلك بعدما فاز في نهائي عُرف باسم (نهائي القرن) على غريمه التقليدي الزمالك بنتيجة 2–1، سَجَّلَ الهدف الأول للأهلي عمرو السولية، وسَجَّلَ الهدف الثاني للأهلي أفشة، وعُرف الهدف باسم «القاضية ممكن»، وهي جملة قالها المعلق التونسي عصام الشوالي تعليقًا على الهدف، فيما سَجَّلَ للزمالك شيكابالا. وفي 5 ديسمبر فاز الأهلي بلقب كأس مصر، حينما فاز في النهائي على طلائع الجيش بركلات الترجيح بنتيجة 3–2، بعدما انتهى الوقت الأصلى والإضافي بنتيجة 1–1، سَجَّلَ للأهلي محمود كهربا، وسَجَّلَ لطلائع الجيش ناصر منسي في الدقائق الأخيرة من الوقت الأصلي، ليحقق الأهلي بطولتين في 8 أيام فقط، وليحقق أيضًا ثلاثية الدوري والكأس ودوري الأبطال للمرة الثالثة في تاريخه. أوقعت قرعة كأس العالم للأندية المُقامة في قطر الأهلي مع الدحيل القطري بطل دوري نجوم فطر 2019–20، وستلعب المباراة يوم 4 فبراير 2021، والفائز منهما سيواجه بايرن ميونخ الألماني بطل دوري أبطال أوروبا 2019–20،

### الحقبة الأخيرة (2021–الآن)
في عام 2021 تواجه الأهلي مع الدحيل القطري على استاد المدينة التعليمية في مدينة الريان، وفاز الأهلي بنتيجة 1–0 سَجَّلَه حسين الشحات في الدقيقة 30، وسجل والتر بواليا لاعب الأهلي هدفًا ولكنه أُلغي بداعي التسلل، وفاز أيمن أشرف بلقب رجل المباراة؛ ليواجه الأهلي بايرن ميونخ الألماني في نصف نهائي البطولة، وفي نصف النهائي خسر الأهلي أمام بايرن ميونخ بنتيجة 2–0، سَجَّلَهما اللاعب البولندي روبرت ليفاندوفسكي، وواجه الأهلي في مباراة تحديد المركز الثالث بالميراس البرازيلي بطل كوبا ليبرتادوريس 2020، وانتهى الوقت الأصلي بالتعادل السلبي، ليلجأ الفريقان إلى ركلات الترجيح التي حسمها الأهلي بنتيجة 3–2؛ ليحقق الأهلي برونزية كأس العالم للأندية للمرة الثانية في تاريخه، وفاز محمد الشناوي بلقب رجل المباراة. وتوِّج الأهلي ببطولة كأس السوبر الإفريقي للمرة السابعة في تاريخه، وذلك بعد فوزه على نهضة بركان المغربي بطل كأس الكونفيدرالية الإفريقية 2019–20 بنتيجة 2–0، سجَّلهما محمد شريف وصلاح محسن، وفاز محمد شريف بلقب رجل المباراة. وفاز الأهلي بلقب دوري أبطال إفريقيا 2020–21 للمرة العاشرة في تاريخه، وذلك بعد فوزه في النهائي على كايزر تشيفز الجنوب إفريقي بنتيجة 3–0، سَجَّلَ الأهداف محمد شريف وأفشة وعمرو السولية، وفاز أفشة بلقب رجل المباراة. وخسر الأهلي كأس السوبر المصري أمام طلائع الجيش وصيف كأس مصر 2019–20 بركلات الترجيح 2–3، بعد أن انتهى الوقت الأصلي بالتعادل السلبي، وفي نهاية العام فاز الأهلي بكأس السوبر الإفريقي للمرة الثامنة في تاريخه، وذلك بعد فوزه على الرجاء المغربي بطل كأس الكونفيدرالية الإفريقية 2020–21 بركلات الترجيح 6–5، بعد أن انتهى الوقت الأصلي بنتيجة 1–1، تقدم للرجاء ياسر إبراهيم بالخطأ في مرماه في الدقيقة 13، قبل أن يتعادل الأهلي في الدقيقة عن طريق طاهر محمد طاهر من صناعة بيرسي تاو في الدقيقة 90.

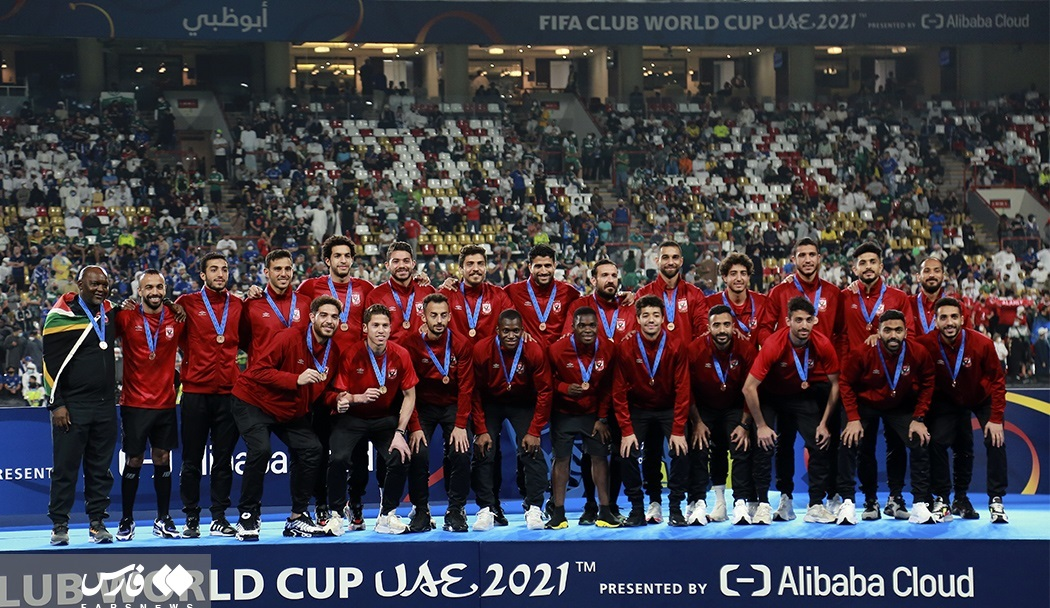
تتويج الأهلي بالمركزِ الثَّالثِ والميدالية البرونزيَّة في نسخة 2021.

شارك الأهلي في كأسِ الرَّابطةِ المصريَّة المُقامة لأوَّل مرَّة، ولكنَّ الأهلي ودَّع البُطولةَ من دور المجموعاتِ بعد لَعبِه البُطولة بالنَّاشئين. واجه الأهلي في أولى مُبارياتِه في كأس العالم للأندية 2021 نادي مونتيرِّي المكسيكي ولُعبت المُباراةُ بتاريخ 5 فبراير 2022، وبالرَّغمِ من غيابِ اللَّاعبين الأساسيِّين مثل محمد الشِّنَّاوي وعمرو السُّوليَّة ومحمد شريف وبيرسي تاو وأكرم توفيق عن المُباراة، إلا أنَّ الأهلي فاز بنتيجةِ 1–0 عن طريقِ محمد هاني. وفي نصفِ النِّهائي تواجه الأهلي مع نادي بالميراس البرازيلي، وخَسِرَ الأهلي بنتيجةِ 0–2 عن طريقِ رافائيل فيغا ودودو، وفي مُباراةِ تحديدِ المركزِ الثَّالثِ واجه الأهلي نادي الهلال السَّعودي، وفاز الأهلي بنتيجةِ 4–0 عن طريق ياسر إبراهيم الذي سَجَّلَ هدفين، وعمرو السُّوليَّة، وأحمد عبد القادر؛ ليُتوَّج الأهلي بالمركزِ الثَّالثِ والميداليةِ البرونزيَّة. وكان ياسر إبراهيم هدَّافَ البُطولةِ بالتَّساوي مع روميلو لوكاكو ورافائيل فيغا وعبد الله ديابي برصيدِ هدفين لكلِّ لاعب. صعد الأهلي لنهائي دوري أبطال إفريقيا 2022 بعد صُعودِه لنهائي البُطولةِ في العامَين الماضيين، ولكنَّ هذه المرَّة خسر الأهلي المُباراةَ النِّهائيَّةَ أمام الوداد المغربي بنتيجة 2–0. وأنهى الأهلي الدَّوري في هذا الموسمِ في المركزِ الثَّالثِ؛ ليُحقِّق الأهلي أسوأ موسم له في الدوري مُنذُ 1992، ويخسر الأهلي الدَّوري للمرَّة الثَّانية على التَّوالي. وأنهى الأهلي العام بالفوز بكأسِ السُّوبر المصري على حساب الزَّمالك بنتيجة 2–0.
شارك الأهلي في بُطولةِ كأسِ العالمِ للأنديةِ المُقامةِ بالمغرب مع بدايةِ عام 2023، وشارك الأهلي لأوَّلِ مرَّة وهو ليس بطلًا لإفريقيا، بل شارك بصفتهِ وصيف دوري أبطالِ إفريقيا بعد أنْ خسرَ النِّهائي أمام الوداد المغربي (الَّذي شارك بصفتهِ بطل دوري أبطال إفريقيا ومُستضيف البُطولة)، وحصل الأهلي في هذه البُطولةِ على المركزِ الرَّابع، بعد أنْ فازَ على أوكلاند سيتي النِّيوزيلندي في المباراةِ الافتتاحيَّة بنتيجةِ 3–0، وفاز على سياتل ساوندرز الأمريكي بنتيجةِ 1–0، ولكنَّه خسر أمام ريال مدريد بنتيجةِ 1–4، وخسر في مُباراةِ تحديدِ المركزِ الثَّالثِ والرَّابع أمام نادي فلامنغو البرازيلي بنتيجةِ 2–4. حقَّق الأهلي لقبَ كأس مصر بعد فوزِه على بيراميدز في النِّهائي بنتيجةِ 2–1، سَجَّلَ للأهلي محمود كهربا وحمدي فتحي، بينما سَجَّلَ لبيراميدز اللَّاعبُ وليد الكرتي. كذلك حقَّق الأهلي لقبَ كأسِ السُّوبر أيضًا على حساب بيراميدز بعد أنْ فازَ الأهلي عليه بهدفٍ سَجَّلَه التُّونسي علي معلول من ضربةِ جزاء. وتُوِّجَ الأهلي بلقبِ دوري أبطال إفريقيا للمرَّةِ الحاديةِ عشر في تاريخِه، وذلك بعد فوزِه في المُباراةِ النِّهائيَّةِ على الودادِ المغربيِّ بنتيجةِ 3–2 في مجموعِ المُباراتين.، ممَّا أهَّله للعب مُباراةِ كأسِ السُّوبرِ الإفريقيِّ 2023 أمام بطلِ الكونفدراليَّةِ اتِّحادِ العاصمةِ الجزائريِّ، ولكنَّ الأهلي خَسِرَ بنتيجةِ 0–1، وكذلك حقَّق الأهلي لقبَ الدَّوريِّ بعد غيابِ عامين عن التَّتويجِ به. وشاركَ الأهلي في نهايةِ العام في بُطولةِ كأسِ العالمِ للأنديةِ المُقامةِ في السَّعوديَّةِ، فاز الأهلي في رُبعِ النِّهائيِّ على مُستضيفِ البُطولةِ نادي الاتِّحادِ السَّعوديِّ بنتيجة 3–1، ولكن خَسِرَ الأهلي في نصفِ النِّهائيِّ ضد نادي فلومينينسي البرازيليِّ بنتيجة 0–2، ليذهبَ الأهلي للعبِ مُباراةِ تحديدِ المركزِ الثَّالثِ ضد أوراوا رد دايموندز الياباني ويفوز الأهلي عليه بنتيجةِ 4–2، ويُحقِّقُ الأهلي المركزَ الثَّالثَ في البُطولةِ للمرَّةِ الرَّابعةِ في تاريخِه، وأنهى لاعبُ الأهلي علي معلول البُطولةَ وهو هدَّافُها برصيدِ هدفين بالتَّساوي مع جوليان ألفاريز وكريم بنزيما. وقبل نهايةِ العامِ فاز الأهلي بلقب كأس السوبر المصري 2023–24، وذلك بعد فاز على نادي مودرن سبورت بنتيجةِ 4–2 بعد تمديدِ اللِّقاءِ للأشواطِ الإضافيَّةِ.
في 28 أبريل 2025، قرر النادي تعيين عماد النحاس مدربًا جديدًا للفريق، خلفًا للسويسري مارسيل كولر الذي غادر منصبه.

## حوادث

### حادثة ستاد بورسعيد

صورة لستاد بورسعيد بعد الحادث مباشرة

وقعت أحداث ستاد بورسعيد 2012 داخل ستاد بورسعيد مساء الأربعاء 1 فبراير 2012 عقب مباراة كرة قدم بين المصري والأهلي، وراح ضحيتها 72 قتيلًا من مشجعي الأهلي ومئات المصابين بحسب ما أعلنت مديرية الشؤون الصحية في بورسعيد. وهي أكبر كارثة في تاريخ الرياضة المصرية. وصفها كثيرون بالمذبحة أو المجزرة، مشيرين إلى استبعادهم وقوع هذا العدد من الضحايا في أعمال شغب طبيعية وتخطيط طرف ما لها.
بدأ أوّل إنذار لوقوع الكارثة بنزول الجماهير أرضية ملعب المباراة أثناء قيام لاعبي الأهلي بعمليات الإحماء قبل اللقاء، ثمّ اقتحم عشرات المشجعين أرضية الملعب في الفترة ما بين شوطي المباراة. تكرّر الأمر بعدما أحرز المصري هدف التعادل ثم هدفي الفوز التاليين، حيث اقتحم أرضية الملعب الآلاف بعضهم يحمل أسلحة بيضاء وعصي من جانب فريق المصري (الفائز 3-1) بعد إعلان الحكم انتهاء المباراة، وقاموا بالاعتداء على جماهير الأهلي، ما أوقع العدد الكبير من القتلى والجرحى - بحسب شهود عيان. وعزا بعضهم الهجوم إلى لافتة رفعت في مدرجات مشجعي الأهلي وعليها عبارة «بلد البالة مجبتش رجالة» والتي عدها مشجعو المصري إهانة لمدينتهم. وذكرت مصادر عديدة غياب كلّ الإجراءات أمنية والتفتيش أثناء دخول المباراة، فضلا عن قيام قوات الأمن بقفل البوابات في اتجاه جماهير الأهلي، وعدم ترك سوى باب صغير للغاية لخروجهم، مما أدى إلى تدافع الجماهير ووفاة عدد كبير منهم.
أوضح وكيل وزارة الصحة المصرية هشام شيحة أن «الإصابات كلها إصابات مباشرة في الرأس، كما أن هناك إصابات خطيرة بآلات حادة تتراوح بين ارتجاج في المخ وجروح قطعية». وأكدت مصادر طبية في المستشفيات التي نقل إليها الضحايا أن بعضهم قتلوا بطعنات من سلاح أبيض. وأكّدت تقارير صادرة الطب الشرعي المبدئية وجود وفيات نتيجة طلقات نارية وطعنات بالأسلحة البيضاء. وسبّبت قنابل الغاز حالات اختناق إضافية من ضمن الضحايا.
وخرج الأهلي وجماهيره من بورسعيد داخل عربات مدرعة وعادوا للقاهرة بطائرات عسكرية. ودخلت وحدات من القوات المسلحة المصرية المدينة، وانتشرت على طريق الإسماعيلية - بورسعيد لمنع الاحتكاكات بين جماهير النادي الأهلي والمصري. كما أمّنت قوات الأمن قطار المشجعين العائد إلى القاهرة الذي وصل إلى محطة مصر، وكان آلاف من الأهالي والشباب المنتمين لروابط تشجيع الأهلي والزمالك في انتظارهم، حيث رددوا هتافات غاضبة تندد بالمجزرة وتطالب بالقصاص والثأر للقتلى وإنهاء الحكم العسكري في البلاد.

## اللاعبون

### التشكيلة الحالية
آخر تحديث كان بتاريخ 8 أغسطس 2025:

ملاحظة: تشير الأعلام إلى المنتخب بحسب قواعد الأهلية المعتمدة من قبل الفيفا؛ تنطبق بعض الاستثناءات المحدودة. وقد يحمل اللاعبون أكثر من جنسية لا تعترف بها الفيفا.
| الرقم | البلد    | المركز | اللاعب         |
| ----- | -------- | ------ | -------------- |
| 1     | مصر      | حارس   | محمد الشناوي   |
| 2     | مصر      | مدافع  | ياسين مرعي     |
| 3     | مصر      | مدافع  | عمر كمال       |
| 4     | مصر      | مدافع  | بيكهام         |
| 5     | تونس     | وسط    | محمد بن رمضان  |
| 6     | مصر      | مدافع  | ياسر إبراهيم   |
| 7     | مصر      | مهاجم  | محمود تريزيجيه |
| 8     | مصر      | وسط    | أحمد رضا       |
| 9     | سلوفينيا | مهاجم  | نيتس غراديشار  |
| 10    | مصر      | مهاجم  | محمد شريف      |
| 11    | مصر      | مهاجم  | أحمد عبدالقادر |
| 12    | مصر      | مدافع  | محمد شكري      |
| 13    | مصر      | وسط    | مروان عطية     |
| 14    | مصر      | مهاجم  | حسين الشحات    |

| الرقم | البلد  | المركز | اللاعب         |
| ----- | ------ | ------ | -------------- |
| 15    | المغرب | مدافع  | أشرف داري      |
| 17    | المغرب | مهاجم  | أشرف بن شرقي   |
| 19    | مصر    | وسط    | محمد مجدي أفشة |
| 20    | مصر    | مدافع  | مصطفى العش     |
| 22    | مصر    | وسط    | إمام عاشور     |
| 23    | مالي   | وسط    | أليو ديانغ     |
| 25    | مصر    | مهاجم  | زيزو           |
| 26    | مصر    | حارس   | محمد سيحا      |
| 28    | مصر    | مدافع  | كريم فؤاد      |
| 29    | مصر    | مهاجم  | طاهر محمد طاهر |
| 30    | مصر    | مدافع  | محمد هاني      |
| 31    | مصر    | حارس   | مصطفى شوبير    |
| 36    | مصر    | وسط    | أحمد نبيل كوكا |

### لاعبون تحن السن
ملاحظة: تشير الأعلام إلى المنتخب بحسب قواعد الأهلية المعتمدة من قبل الفيفا؛ تنطبق بعض الاستثناءات المحدودة. وقد يحمل اللاعبون أكثر من جنسية لا تعترف بها الفيفا.
| الرقم | البلد | المركز | اللاعب       |
| ----- | ----- | ------ | ------------ |
| 23    | مصر   | وسط    | عمر الساعي   |
| 32    | مصر   | مهاجم  | سمير محمد    |
| 33    | مصر   | مدافع  | كريم الدبيس  |
| 35    | مصر   | مهاجم  | محمد زعلوك   |
| 37    | مصر   | حارس   | مصطفى مخلوف  |
| 38    | مصر   | مهاجم  | محمد عبدالله |
| 40    | مصر   | حارس   | حازم جمال    |

| الرقم | البلد | المركز | اللاعب         |
| ----- | ----- | ------ | -------------- |
| 41    | مصر   | مهاجم  | عمر معوض       |
| 43    | مصر   | مهاجم  | حمزة عبدالكريم |
| 45    | مصر   | مدافع  | معتز محمد      |
| 47    | مصر   | مهاجم  | محمد رأفت      |
| 49    | مصر   | مدافع  | يوسف جمال      |
| 50    | غانا  | مدافع  | ريندورف أدوم   |

### لاعبون معارون
آخر تحديث كان بتاريخ 8 أغسطس 2025:
ملاحظة: تشير الأعلام إلى المنتخب بحسب قواعد الأهلية المعتمدة من قبل الفيفا؛ تنطبق بعض الاستثناءات المحدودة. وقد يحمل اللاعبون أكثر من جنسية لا تعترف بها الفيفا.
| الرقم | البلد  | المركز | اللاعب                           |
| ----- | ------ | ------ | -------------------------------- |
| —     | المغرب | مهاجم  | رضا سليم (إلى الجيش الملكي)      |
| —     | تونس   | مهاجم  | محمد الضاوي (إلى النجم الساحلي)  |
| —     | مصر    | مهاجم  | سمير محمد (إلى بتروجيت)          |
| —     | مصر    | وسط    | عمر الساعي (إلى المصري)          |
| —     | مصر    | وسط    | يوسف عفيفي (إلى المقاولون العرب) |
| —     | مصر    | وسط    | أحمد وحيد (إلى غزل المحلة)       |

| الرقم | البلد | المركز | اللاعب                            |
| ----- | ----- | ------ | --------------------------------- |
| —     | مصر   | وسط    | كباكا (إلى زد)                    |
| —     | مصر   | مدافع  | عبدالرحمن رشدان (إلى مودرن سبورت) |
| —     | مصر   | مدافع  | يوسف عبد الحفيظ (إلى فاركو)       |
| —     | مصر   | مدافع  | معتز محمد (إلى حرس الحدود)        |
| —     | مصر   | حارس   | مصطفى مخلوف (إلى مودرن سبورت)     |

## الجهاز الفني ومجلس الإدارة

### الجهاز الفني والإداري

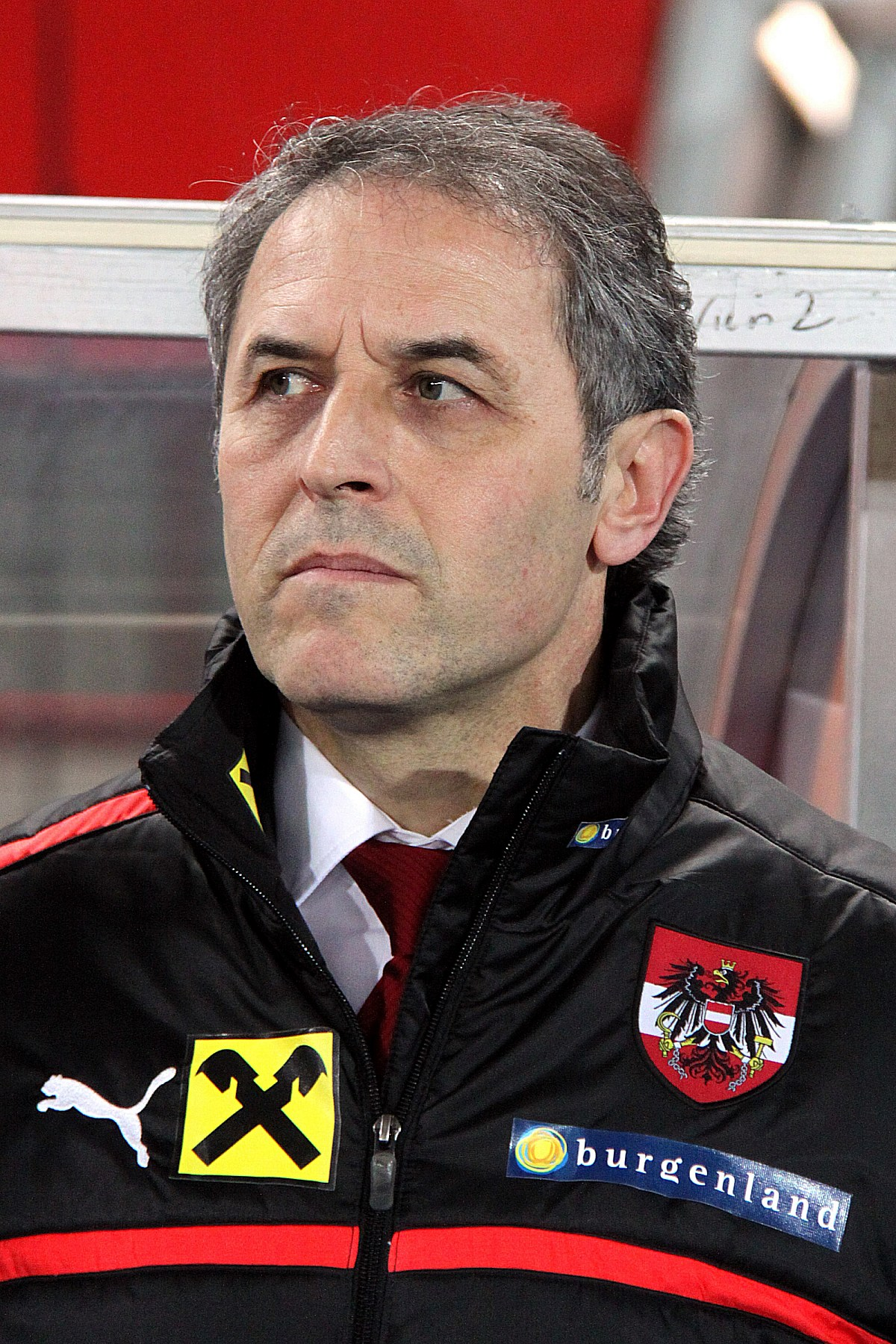
مارسيل كولر مُدرِّب الفريق.

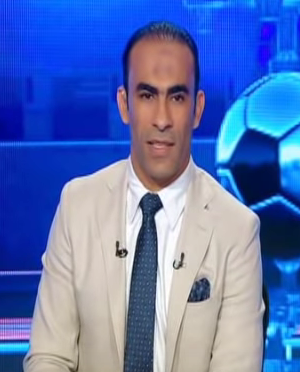
سيد عبد الحفيظ المدير الرياضي السابق بالنادي الأهلي

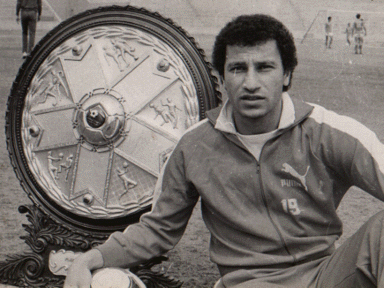
محمود الخطيب الرئيس الحالي للنادي الأهلي.

آخر تحديث بتاريخ 11 أكتوبر 2024:
| الجهاز الفني     | الجهاز الفني | الجهاز الفني  |
| الوظيفة          | الجنسية      | الاسم         |
| ---------------- | ------------ | ------------- |
| المدير الفني     | سويسرا       | مارسيل كولر   |
| مُساعد مدرب       | مصر          | سامي قمصان    |
| مدرب حُرَّاس المرمى | بلجيكا       | ميشيل ياناكون |

| الجهاز الإداري | الجهاز الإداري | الجهاز الإداري |
| الوظيفة        | الجنسية        | الاسم          |
| -------------- | -------------- | -------------- |
| المدير العام   | مصر            | مختار مختار    |
| المدير الرياضي | مصر            | محمد رمضان     |
| مدير التعاقدات | مصر            | أمير توفيق     |

### مجلس الإدارة
آخر تحديث بتاريخ 23 يناير 2021:
| الوظيفة           | الجنسية | الاسم            |
| ----------------- | ------- | ---------------- |
| رئيس مجلس الإدارة | مصر     | محمود الخطيب     |
| نائب الرئيس       | مصر     | العامري فاروق    |
| المدير التنفيذي   | مصر     | محمد مرجان       |
| أمين الصندوق      | مصر     | خالد الدرندلي    |
| عضو مجلس الإدارة  | مصر     | خالد مرتجي       |
| عضو مجلس الإدارة  | مصر     | إبراهيم الكفراوي |
| عضو مجلس الإدارة  | مصر     | رانيا علواني     |

| الوظيفة          | الجنسية | الاسم        |
| ---------------- | ------- | ------------ |
| عضو مجلس الإدارة | مصر     | طارق قنديل   |
| عضو مجلس الإدارة | مصر     | جوهر نبيل    |
| عضو مجلس الإدارة | مصر     | محمد الدماطي |
| عضو مجلس الإدارة | مصر     | مهند مجدي    |
| عضو مجلس الإدارة | مصر     | محمد سراج    |
| عضو مجلس الإدارة | مصر     | محمد الجارحي |

## الشعار

### تاريخ الشعار
في 3 نوفمبر 1917، قام محمد شريف صبري بك عضو النادي وخال الملك فاروق بتصميم أول شعار للأهلي، وكان عبارة عن شكل بيضاوي مزين بتاج الملك المصري في الطرف الأعلى وهو يرمز للحكم الملكي بمصر آنذاك، وفي الأسفل كتب (النادي الأهلي)، وفي الوسط كان النسر المحلق، وفي عام 1952 وعقب قيام ثورة يوليو وتغيير رمز الدولة رفع الأهلي التاج عن شعاره، واقتصر على النسر، وبعدها أعلن الرئيس جمال عبد الناصر قبوله الرئاسة الشرفية للنادي الأهلي في 17 يناير سنة 1956، تقديرًا للدور الوطني الذي لعبه الأهلي في مساندة الثورة وتدريب الفدائيين، وقد تم الإعلان عن الشعار الثالث في مئوية تأسيس الأهلي في 2007، حيث غُيّر قليلًا وأضيفت عبارة (نادي القرن) أسفله باللغة الإنجليزية. وفي عام 2017، أُضيفت نجمة رابعة على شعار الأهلي، احتفالًا بفوزه ببطولة الدوري الأربعين في تاريخه.

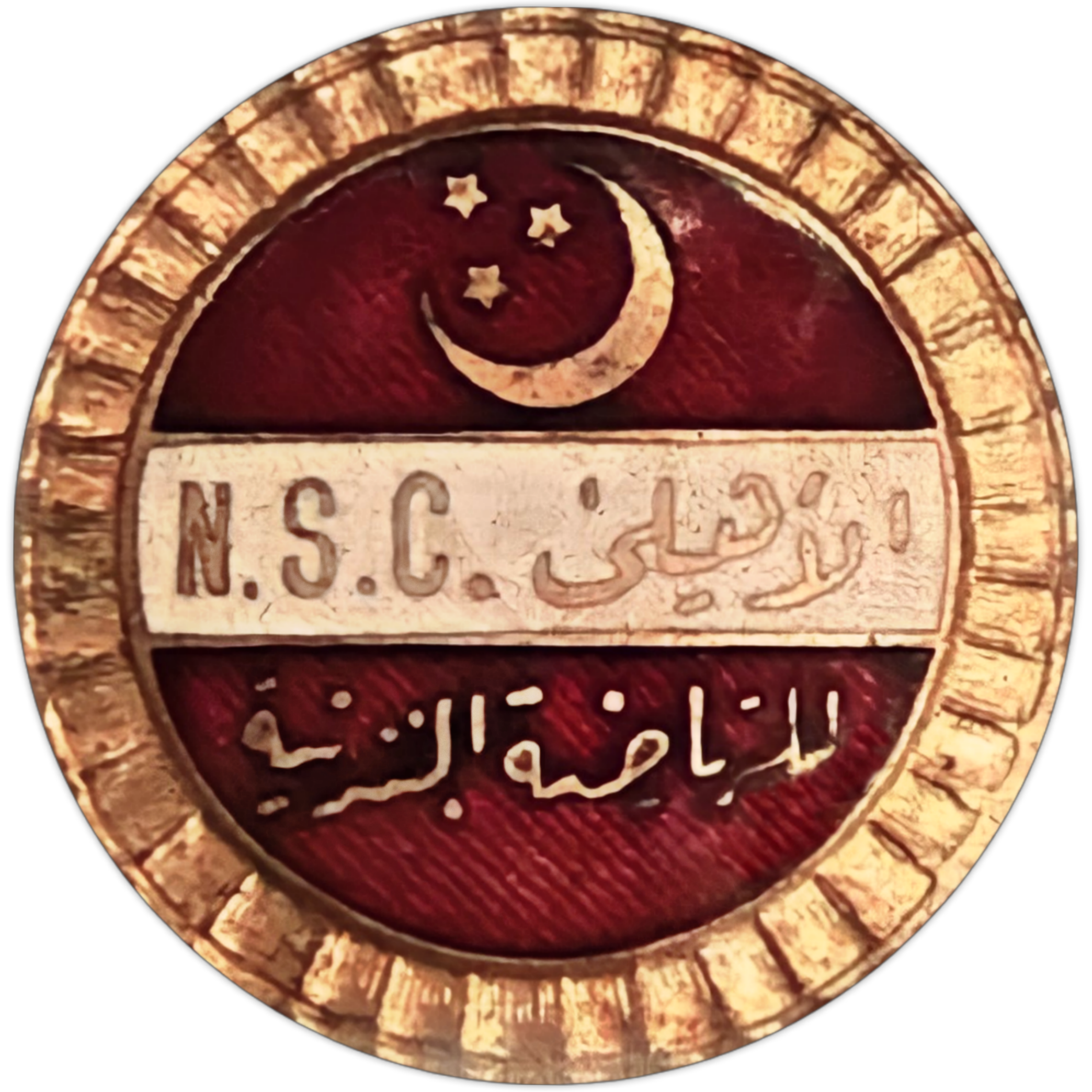
الشِّعار الأول للأهلي
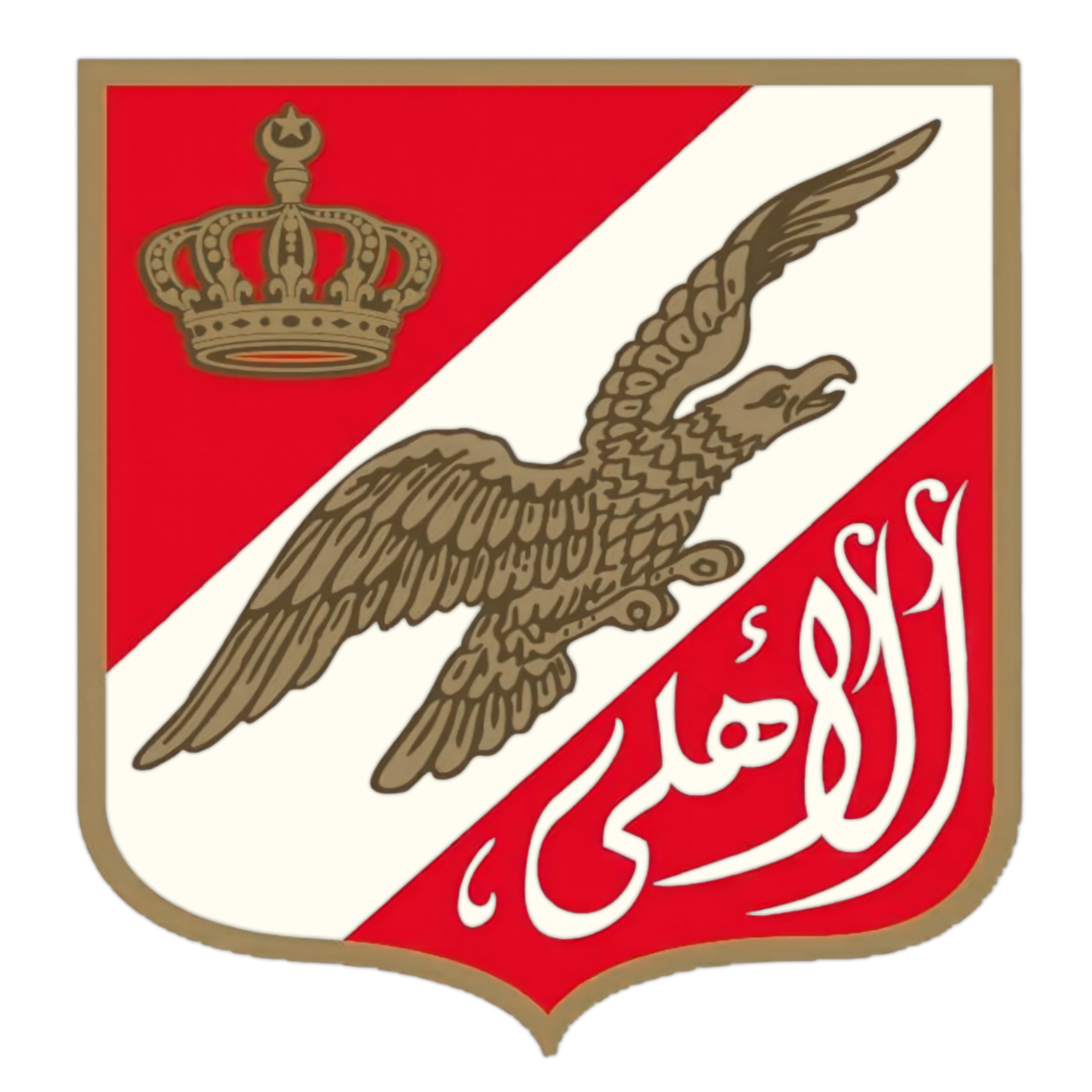
شعار الأهلي حتَّى سنة 1952
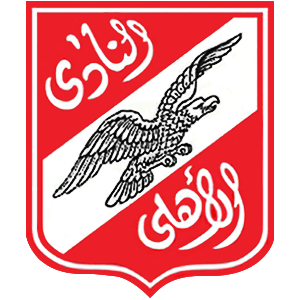
منذ سنة 1952 إلى سنة 2007
شعار الأهلي منذ سنة 2007 إلى سنة 2022
شعار الأهلي مع إضافة 14 نجمة التي ترمز لبطولات النادي
شعار الأهلي منذ سنة 2022 إلى سنة 2023
شعار الأهلي منذ سنة 2023 إلى الآن

#### الشعار الأفضل في العالم 2020
في 4 مايو 2020، أعلنت صحيفة ماركا الإسبانية عن فوز شعار الأهلي بلقب الأفضل في العالم في الاستفتاء الذي أجرته، وصوت 3 ملايين شخص لشعار الأهلي، وبفارق بسيط عن الرجاء الرياضي المغربي، الذي صوت له 2.9 مليون شخص.

## النشيد
قوم يا أهلي هو النشيد الرسمي للنادي الأهلي، وقام بكتابته فكري أباظة عام 1957، وقام بتلحينه محمود الشريف زوج المطربة أم كلثوم، وقد عُزف بمناسبة العيد الذهبي للنادي الأهلي، وهو مستوحى من نشيد «قوم يا مصري» النشيد الوطني لثورة 1919. وكلمات النشيد هي:

## مباريات تاريخية

### مباراة القرن
في 4 أغسطس 2001 واجه الأهلي نادي ريال مدريد الإسباني احتفالًا بفوز الأهلي بلقب نادي القرن الإفريقي، وفوز ريال مدريد بلقب نادي القرن الأوروبي، وفاز حينها الأهلي بهدفٍ دون رد سجله النيجيري صَنْدَاي إبيجي، وبدأ الأهلي المباراة بتشكيل مكون من عصام الحضري، أشرف أمين، شادي محمد، وائل جمعة، سعيد عبد العزيز، حسام غالي، هادي خشبة، محمد جودة، علاء إبراهيم، أحمد أبو مسلم، خالد بيبو. بينما بدأ ريال مدريد المباراة بتشكيل مكون من سيزار سانشيز، فرناندو هييرو، جيريمي نجيتاب، إيتور كارانكا، روبرتو كارلوس، كلود ماكيليلي، إيفان هيليغيرا، زين الدين زيدان، لويس فيغو، راؤول غونزاليس، سافيو.

### مئوية النادي الأهلي
في 24 أبريل 2007 واجه الأهلي نادي برشلونة الإسباني باحتفاله بمرور 100 عام على تأسيس النادي، وخسر الأهلي حينها بنتيجة 4–0، وسجَّل في المباراة كلًّا من خافيير سافيولا الذي سجَّل الهدف الأول والثاني، وصامويل إيتو الذي سجَّل الهدف الثالث والرابع.

### مباراة السلام ضد الإرهاب
في 30 ديسمبر 2017 واجه الأهلي نادي أتلتيكو مدريد الإسباني على ملعب برج العرب في مباراة عُرفت باسم «السلام ضد الإرهاب» بمبادرة من تركي آل الشيخ، وذهبت عائدات المباراة لأسر ضحايا العمليات الإرهابية في مصر، ولعب الأهلي المباراة بتشكيل مكون من النجوم العرب بالإضافة إلى بعض المحترفين المصريين في الخارج وبعض من لاعبي الأهلي الأساسيين، وبدأ النادي الأهلي المباراة بتشكيل مكون من أحمد عادل عبد المنعم، باسم علي، أحمد سامي، رامي ربيعة، صبري رحيل، محمود عبد العزيز، هشام محمد، محمد فاروق، محمود كهربا، فهد المولد، حسن الراهب. بينما بدأ أتلتيكو مدريد المباراة بتشكيل مكون من يان أوبلاك، خوان فران، لوكاس هيرنانديز، رافائيل مونوز، سيرجي، توماس بارتي، غابي، يانيك فيريرا كاراسكو، كايدي باري، أنخيل كوريا، فرناندو توريس. سجَّل الأهلي أولًا عن طريق مؤمن زكريا، وفي الشوط الثاني سجَّل أحمد الشيخ الهدف الثاني للأهلي، وقلَّص أتلتيكو مدريد الفارق عن طريق ساؤول نيغيز، وسجَّل كيفن غاميرو الهدف الثاني والثالث، لتنتهي المباراة بفوز أتلتيكو مدريد على الأهلي بنتيجة 2–3.

## منشآت النادي

### فروع النادي

#### فرع الجزيرة

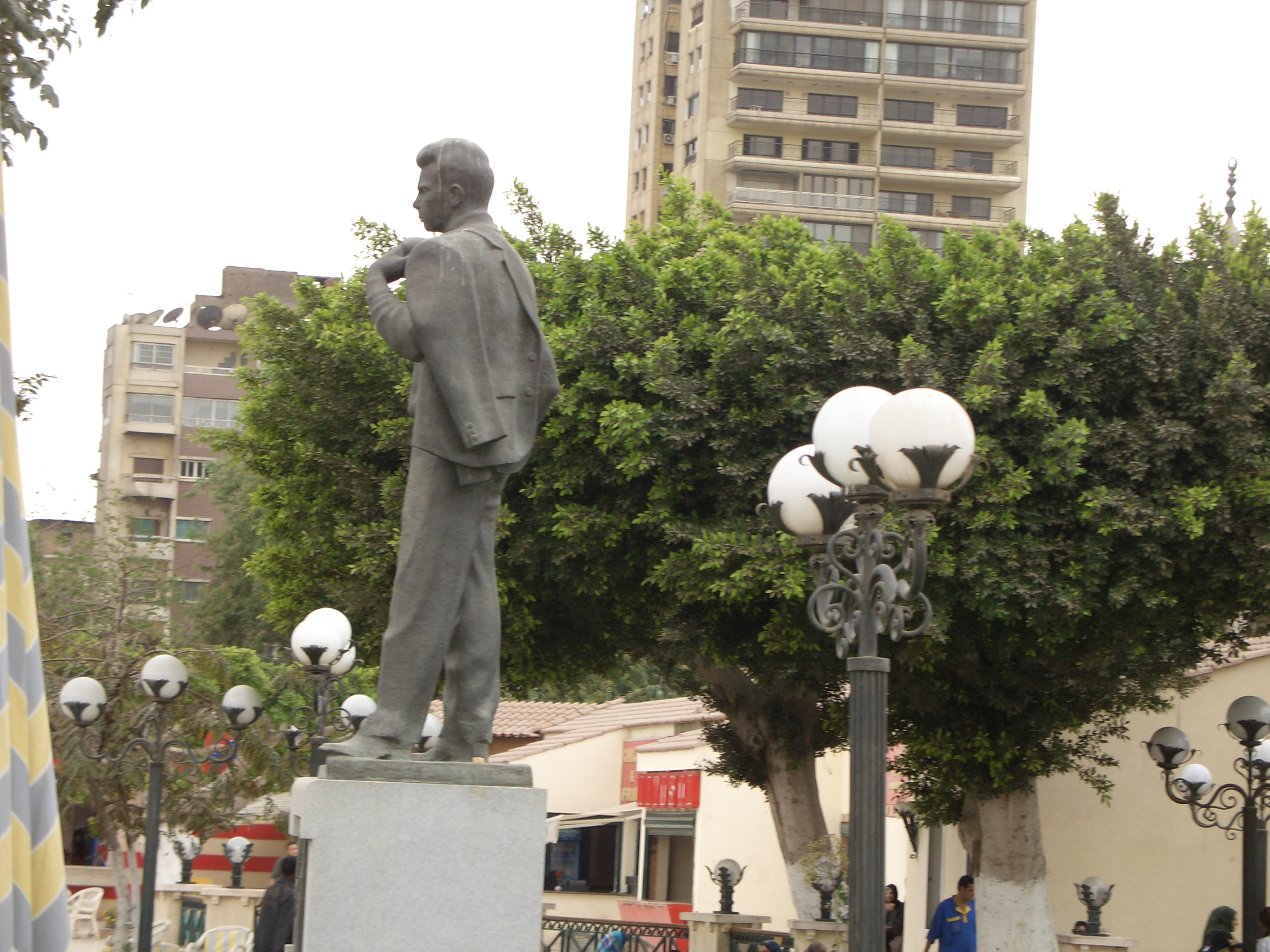
تمثال صالح سليم أحد معالم فرع الجزيرة بالنادي الأهلي

افتُتِح فرع الجزيرة للأهلي في 26 فبراير 1909، ويضم ملعب مختار التتش وحمامي سباحة أحدهما أولمبي، ويضم أيضًا ملاعب للتنس وللإسكواش، وصالة الأمير عبد الله الفيصل للألعاب الرياضية، بالإضافة إلى صالة الشهداء، ومرسى على نهر النيل للأعضاء، ومبنى إداري، وصالة جيم ومكتبة فرعية تابعة للمكتبة الرئيسية في فرع مدينة نصر.

#### فرع مدينة نصر
أُنشئَ فرع النادي الأهلي بمدينة نصر عام 1993، ويضم ملاعب التدريب ومباريات فرق الشباب الخاصة بالأهلي لكرة القدم، بالإضافة إلى وجود حمامات سباحة، والعديد من ملاعب التنس وتنس الطاولة، ويوجد في الفرغ المكتبة الرئيسية للنادي الأهلي، وصالة جيم ومضمار لألعاب القوى.

#### فرع الشيخ زايد
تم بناء هذا الفرع في عهد محمود طاهر، وهو مقام على مساحة 130 فدان، ويضم مبنى اجتماعي، وملعبان مصنوعان من النجيل الصناعي لتدريبات فرق الأكاديمية، وملعبان لكرة القدم الخماسية، و6 ملاعب للكرة الطائرة وكرة السلة وكرة اليد، و6 ملاعب للتنس.

#### فرع التجمع الخامس
قام الأهلي بتوقيع عقود الأرض مع هيئة المجتمعات العمرانية الجديدة، ثم الانتهاء من المخطط العام للفرع الذس أُنشئ في مدينة التجمع الخامس، وفق أفضل التصميمات المعمارية والهندسيَّة، وأُسنِدت مهمة تدشين المرحلة الأولى من أعمال البناء للهيئة الهندسية للقوات المسلحة المصرية، وفي 16 فبراير 2020 افتُتِح الفرع في تواجد أشرف صبحي وزير الشباب والرياضة، وفي تواجد أيضًا خالد عبد العال محافظ القاهرة.

#### فرع الأقصر
يوجد فرع الأهلي الخامس بمدينة طيبة الجديدة الموجودة في محافظة الأقصر، ويشمل حمامي سباحة، أحدهما أولمبي والآخر مخصص للأطفال، وملاعب لمختلف الألعاب، وصالة مغطاة، وملعب لكرة القدم الخماسية ومبنى إداري.

#### فرع العلمين الجديدة
في نوفمبر 2022 تم تخصيص قطعة أرض بمساحة 43 فدان على طريق "C4" بمدينة العلمين الجديدة بمحافظة مطروح، ليصبح الفرع السادس من فروع النادي.

### الملاعب

#### ستاد القاهرة الدولي

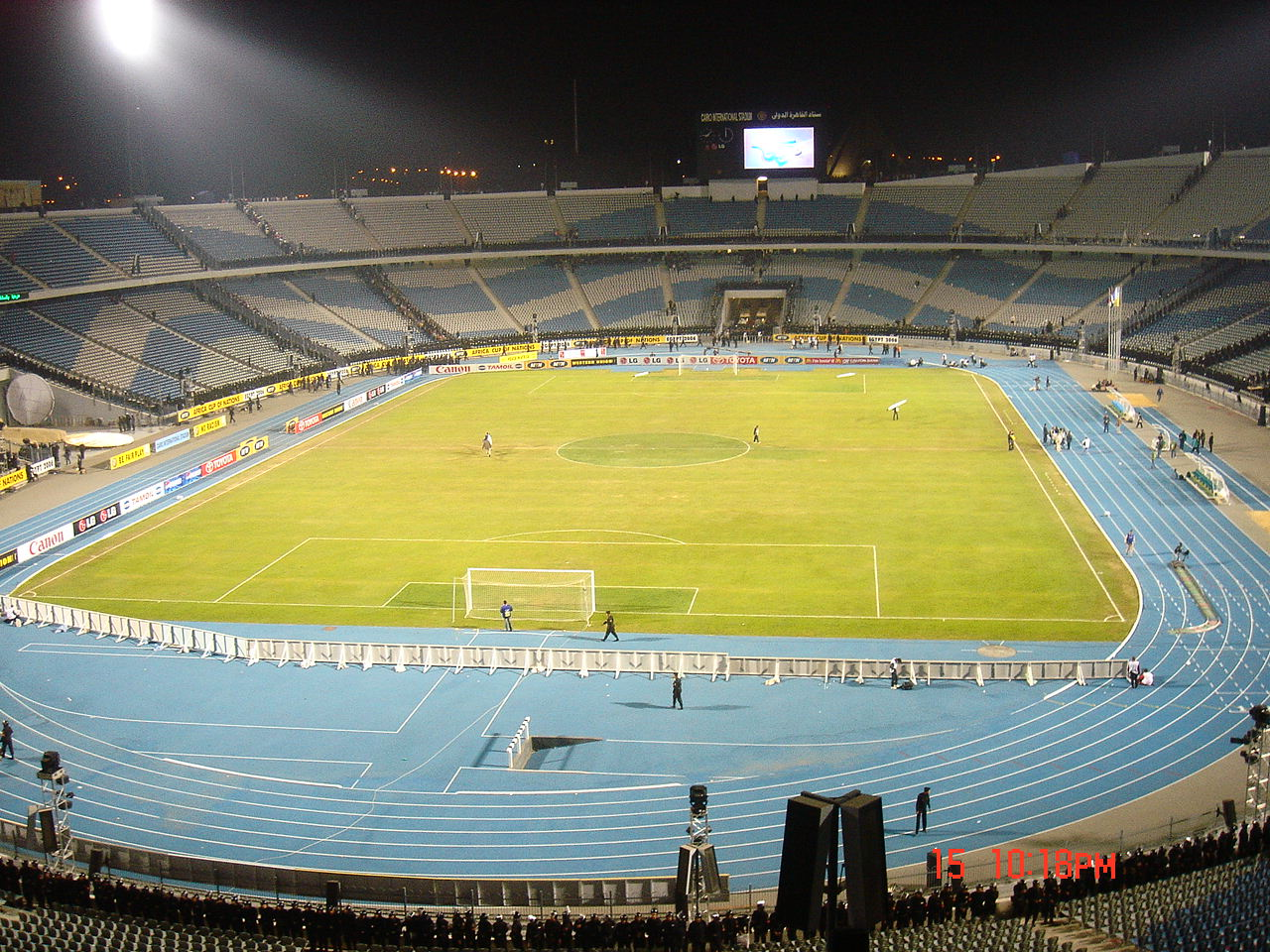
ستاد القاهرة الدولي

ستاد القاهرة الدولي هو الملعب الرئيسي للنادي الأهلي، ونادي الزمالك المصري والمنتخب المصري لكرة القدم، ويعتبر ستاد القاهرة الدولي هو الأول من نوعه ذي المعايير الأولمبية في منطقة الشرق الأوسط وإفريقيا ويقع في منطقة مدينة نصر شمال شرق القاهرة قام بتصميمه المهندس المعماري الألماني فيرنر مارش وهو نفس المهندس الذي قام بتصميم الملعب الأولمبي في برلين، وقد اكتمل بناؤه عام 1960 وافتتحه الرئيس الراحل جمال عبد الناصر في احتفالات ثورة يوليو في نفس العام، وهو يتسع لعدد 75,000 متفرج، وستاد القاهرة الدولي هو ثاني أكبر ملعب في الوطن العربي، بعد ملعب برج العرب.

#### ملعب مختار التتش

ملعب مختار التتش

ملعب مختار التتش هو ملعب التمرين والمباريات الودية الخاص بالنادي الأهلي، ويقع في مقر النادي الأهلي بالجزيرة، ويتسع ل8,000 متفرج وكان الملعب عبارة عن قطعة أرض ترابية تم إنشاؤها في عام 1909 وأُطلق عليها (الحوش) وكان يجمع طلاب المدارس الابتدائية والثانوية ليمارسوا هذه الرياضة الحديثة، وتقرر بعد ذلك بعدة سنوات توسعة الحوش بعد طلب أندية إنجليزية خوض مبارياتها في بطولة كأس السلطان حسين على أرضه، ثم قامت إداراة الأهلي بخطوة كبرى لتطوير ملعب فريق الكرة في عام 1924 عندما شيدت (الملعب الكبير) بمضمار للعدو كان هو الأول في تاريخ الأندية المصرية، ثم تم بعد ذلك بثلاث سنوات بناء المدرج الأول في الجهة القبلية الغربية، وفي عام 1929 تم إطلاق اسم “الأمير فاروق” على ملعب النادي الأهلي بعد إضافة بعض المدرجات الخشبية، إلأ أن الفضل في إنشاء مدرجات الدرجة الثالثة يعود لمختار التتش، وبحلول عام 1956 تم الإنتهاء من إضاءة الملعب ليلًا، وجاء عام 1965 الذي توفي فيه أسطورة الأهلي مختار التتش ليقرر النادي إطلاق اسمه على ملعب فريق الكرة للأبد تخليدًا لذكراه، واستمر (التتش) هو ملعب النادي الأهلي الرسمي حتى تم نقل مباريات الفريق رسميًّا إلى ستاد القاهرة.

#### ستاد السلام

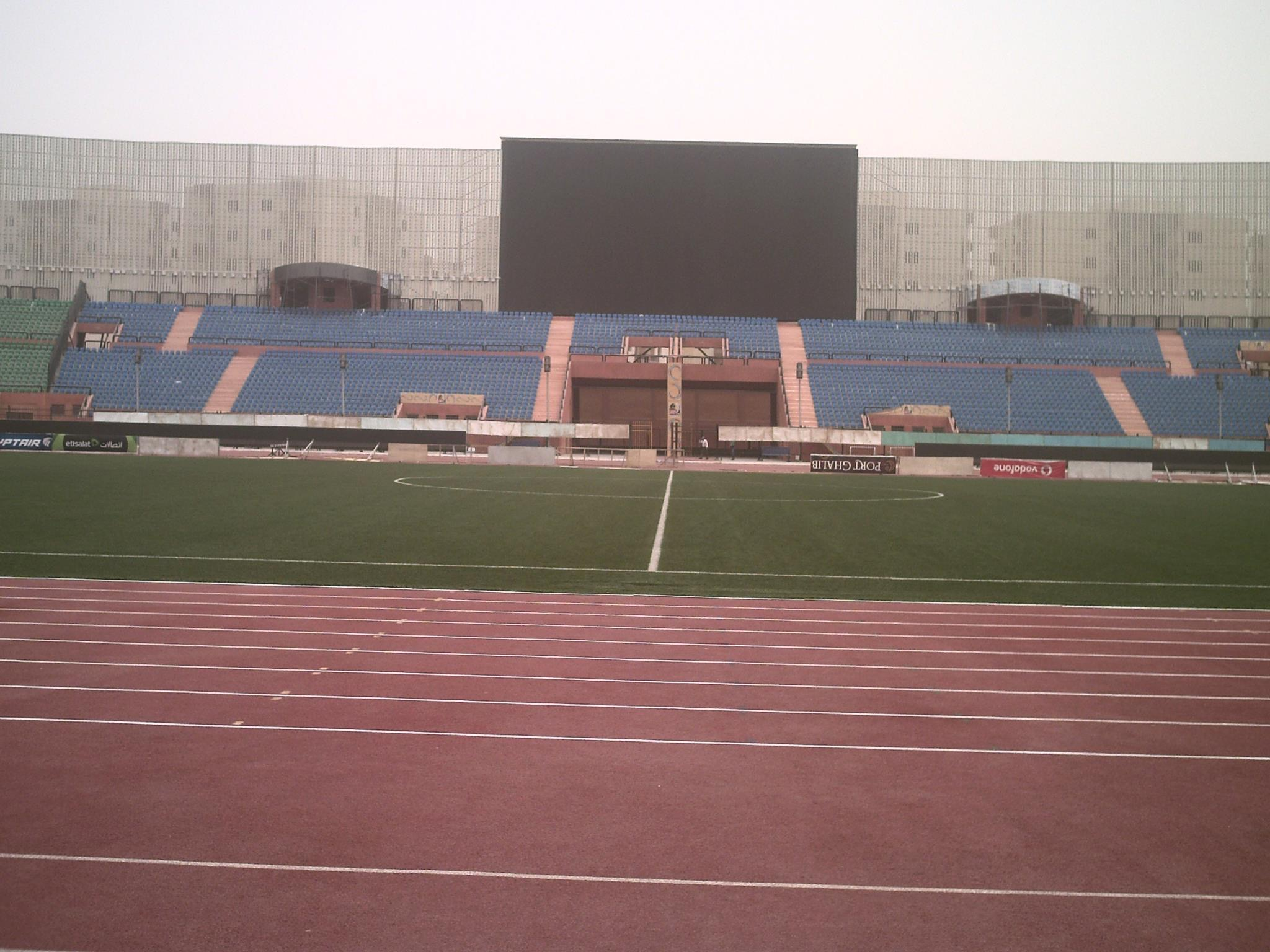
ستاد السلام

حصل الأهلي في عام 2019 على حق انتفاع ستاد السلام، بعدما حصل نادي الإنتاج الحربي على 300 مليون جنيه، وتم الانتهاء من إنشاء الملعب عام 2009، ويقع الملعب في مدينة السلام الموجودة بمحافظة القاهرة، ويتسع الملعب إلى 25,000 متفرج، وهو مصنوع من النجيل الطبيعي.

## الأطقم
اشتهر الأهلي طوال تاريخه بالقميص الأحمر الذي كان في البداية عباراة عن خطوط رأسية بيضاء وحمراء وذلك لأنه كان مأخوذًا من علم مصر في العهد الملكي ثم تحول القميص بعد ذلك إلى نصف أبيض ونصف أحمر ثم تحول إلى اللون الأحمر الكامل ولذلك يشتهر النادي بأسماء مثل (القلعة الحمراء) و(المارد الأحمر) و(الشياطين الحمر).

### الشركات المصنعة للزي والرعاية
| المدة     | المصنع للزي | الراعي                   |
| --------- | ----------- | ------------------------ |
| 1978–1979 | أمبرو       | مجموعة منصور             |
| 1979–1980 | أمبرو       | أولد سبايس               |
| 1980–1983 | بوما        | حلوان للاستيراد والتصدير |
| 1983–1989 | بوما        | كوكا كولا                |
| 1989–1993 | أمبرو       | كوكا كولا                |
| 1993–2000 | أديداس      | كوكا كولا                |
| 2000–2001 | نايك        | كوكا كولا                |
| 2002      | نايك        | فودافون                  |
| 2002–2009 | بوما        | فودافون                  |
| 2009–2011 | أديداس      | فودافون                  |
| 2011–2015 | أديداس      | اتصالات                  |
| 2016–2018 | سبورتا      | فودافون                  |
| 2018–2022 | أمبرو       | وي                       |
| 2022–     | أديداس      | اتصالات                  |

المصدر:

### الأطقم عبر التاريخ

#### الأطقم الأساسية
| كلاسيكي   | 1994      | 2002      | 2005–2008 | 2008–2009 | 2009–2010 | 2010–2011 | 2011–2012 | 2012–2014 |
| 2014–2015 | 2015–2016 | 2016–2017 | 2017–2018 | 2018–2019 | 2019–2020 | 2020–2021 | 2021–2022 | 2022–2023 |
| 2023–2024 |           |           |           |           |           |           |           |           |

#### الأطقم الاحتياطية
| 1994      | 2002      | 2005–2008 | 2009–2010 | 2010–2011 | 2011–2012 | 2012–2014 | 2014–2015 | 2015–2016 | 2016–2017 | 2017–2018 |
| 2018–2019 | 2019–2020 | 2020–2021 | 2021–2022 | 2022–2023 | 2023–2024 |           |           |           |           |           |

#### الأطقم الثانوية
| 2017–2018 | 2019–2020 | 2020–2021 | 2022–2023 | 2023–2024 |

## جماهير النادي

شعار ألتراس أهلاوي

تعتبر جماهير النادي أحد أهم ركائز نجاحه، وكانت في مناسبات عدة من أسباب تفوق ونجاح النادي من خلال وقوفها خلفه ومؤازرتها له سواء في مصر أو خارجها، ويعد الأهلي النادي الأكثر شعبية في مصر وإفريقيا وحسب دراسة قامت بها ثلاث شركات للأبحاث وهي أسبوس ونلسون سبورت وبليند فاير، يصل عدد جماهير النادي في مصر إلى 80% من مشجعي كرة القدم في مصر، وله مجموعات تشجيع أشهرها ألتراس أهلاوي وألتراس ديفيلز (بالإسكندرية).

## الإعلام

### القناة التلفزيونية

شعار قناة الأهلي السابق

شعار قناة الأهلي الحالي

تعتبر قناة النادي الأهلي أول قناة خاصة بنادي في مصر وصدرت بالتعاون مع شبكة راديو وتلفزيون العرب صيف 2008 وإن كانت تواجه بعض المشاكل في حقوق البث الفضائي، وبدأت بثها التجريبى الأول بإذاعة مباراة الأهلي وروما يوم 6 أغسطس 2008، ويعمل بها كمقدمي برامج عدد من لاعبي الأهلي القُدامى مثل هاني رمزي وأيمن شوقي 

### المجلة
تأسست مجلة النادي الأهلي عام 1974 في عهد الرئيس عبد المحسن مرتجي ويكون رئيس مجلس إدارتها هو رئيس النادي وهو محمود الخطيب حاليًا ورئيس تحريرها الحالي هو إبراهيم المنيسي.

## ديربي القاهرة

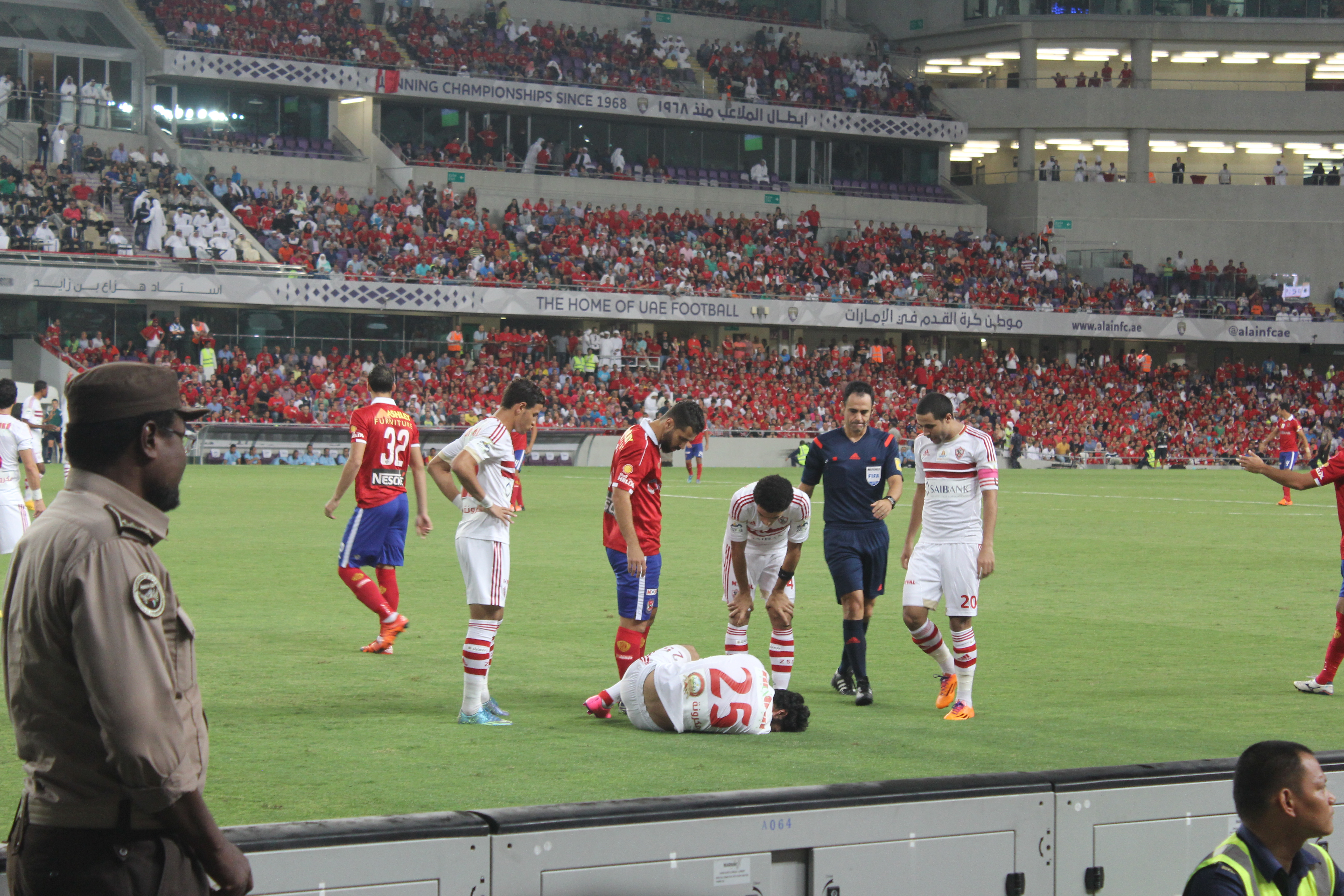
لقطة من مباراة النادي الأهلي والزمالك خلال كأس السوبر المصري 2015 يوم 15 أكتوبر 2015

ديربي القاهرة أو مباراة القمة هو اسم يطلق على مباراة كرة القدم التي تقام بين النادي الأهلي المصري ونادي الزمالك المصري وتعد هذه المباراة هي المباراة الأهم في مصر والأهم عربيًا وإفريقيًّا بل ومن أهم مباريات الديربي في العالم سواء أقيمت المباراة في الدوري المصري الممتاز أم في كأس مصر أم في دوري أبطال إفريقيا أو كأس السوبر المصري أو كأس السوبر الإفريقي، وحسب موقع فوتبول ديربيز المختص في مباريات الديربي حول العالم يقع ديربي القاهرة في المركز الثامن وسط ديربيات العالم بتصنيف بلغ 8,4 درجة.
أقيمت أول مباراة بين الفريقين في 9 فبراير 1917 وكانت مباراة ودية انتهت بفوز الأهلي 1–0، ويعد الهداف التاريخي للديربي هو عبد الكريم صقر حيث سجل 17 هدفًا منها 10 للأهلي و7 للزمالك، ويعد أكبر فوز في تاريخ الديربي مناصفة بين الأهلي والزمالك حيث فاز الأهلي على الزمالك بنتيجة 6-0 عام 1926 وفاز الزمالك على الأهلي 6–0 مرتين، أولهما في 2 يناير 1942 في إطار بطولة دوري منطقة القاهرة والمرة الثانية كانت في نهائي كأس مصر يوم 2 يونيو عام 1944، بينما يعد أكبر فوز للأهلي على الزمالك هو فوزه بنتيجة 6–1 في الدوري الممتاز في 16 مايو 2002 بعدما تألق لاعب الأهلي خالد بيبو وسجل أربعة أهداف ليكون أكثر لاعب يسجل عددًا من الأهداف في مباراة واحدة من مباريات الديربي.

## بطولات وإنجازات الفريق
آخر تحديث كان بتاريخ 10 مارس 2024

### البطولات

#### محلية
- الدوري المصري الممتاز (44 لقب، رقم قياسي):

1948–49، 1949–50، 1950–51، 1952–53، 1953–54، 1955–56، 1956–57، 1957–58، 1958–59، 1960–61، 1961–62، 1974–75، 1975–76، 1976–77، 1978–79، 1979–80، 1980–81، 1981–82، 1984–85، 1985–86، 1986–87، 1988–89، 1993–94، 1994–95، 1995–96، 1996–97، 1997–98، 1998–99، 1999–00، 2004–05، 2005–06، 2006–07، 2007–08، 2008–09، 2009–10، 2010–11، 2013–14، 2015–16، 2016–17، 2017–18، 2018–19، 2019–20، 2022–23، 2023–24
- كأس مصر (39 لقب، رقم قياسي):

1923–24، 1924–25، 1926–27، 1927–28، 1929–30، 1930–31، 1936–37، 1939–40، 1941–42، 1942–43 (مناصفة مع الزمالك)، 1944–45، 1945–46، 1946–47، 1948–49، 1949–50، 1950–51، 1952–53، 1955–56، 1957–58 (مناصفة مع الزمالك)، 1960–61، 1965–66، 1977–78، 1980–81، 1982–83، 1983–84، 1984–85، 1988–89، 1990–91، 1991–92، 1992–93، 1995–96، 2000–01، 2002–03، 2005–06، 2006–07، 2016–17، 2019–20، 2021–22، 2022–23

- كأس السوبر المصري (14 لقب، رقم قياسي):

2003، 2005، 2006، 2007، 2008، 2010، 2012، 2014، 2015، 2017، 20182021، 2022، 2023

- دوري منطقة القاهرة (15 لقب، رقم قياسي):

1924–25، 1926–27، 1927–28، 1930–31، 1934–35، 1935–36، 1936–37، 1937–38، 1938–39، 1941–42، 1942–43، 1945–46، 1947–48، 1949–50، 1957–58
- كأس السلطان حسين (7 لقب، رقم قياسي):

1923، 1925، 1926، 1927، 1929، 1931، 1938
- كأس الجمهورية العربية المتحدة (لقب وحيد، رقم قياسي):

1960–61
- كأس الاتحاد المصري التنشيطية (لقب وحيد، رقم قياسي)

1989

#### قارية
- دوري أبطال إفريقيا (12 لقبا، رقم قياسي):

1982، 1987، 2001، 2005، 2006، 2008، 2012، 2013، 2019–20، 2020–21، 2022–23، 2023–24
- كأس الكؤوس الإفريقية (4 ألقاب، رقم قياسي):

1984، 1985، 1986، 1993
- كأس الكونفيدرالية الإفريقية (لقب وحيد):

2014
- كأس السوبر الإفريقي (8 ألقاب، رقم قياسي):

2002، 2006، 2007، 2009، 2013، 2014، 2021 (مايو)، 2021 (ديسمبر)
- الكأس الأفروآسيوية للأندية (لقب وحيد):

1988

#### عربية
- البطولة العربية للأندية الفائزة بالكؤوس (لقب وحيد):

1995
- كأس السوبر العربي (لقبين، رقم قياسي):

1997، 1998
- كأس العرب للأندية الأبطال (لقب وحيد):

1996

### الجوائز
- المركز الأول في التصنيف الشهري للاتحاد الدولي لتاريخ وإحصاءات كرة القدم (مرتين):

يونيو 2006، يوليو 2007
- نادي القرن الإفريقي:

2000
- جائزة جلوب سوكر للنادي الأكثر تتويجًا في الشرق الأوسط (مرة واحدة):

2020
- أفضل نادي إفريقي في العام (6 مرات):

2005، 2006، 2008، 2012، 2013، 2023
- شهادة المطابقة مع المواصفات الدولية (ISO 9001:2015):

2020

## إحصائيات ومعلومات
آخر تحديث للإحصائيات كان بتاريخ 10 مارس 2024.

### أكبر فوز وأكبر خسارة
- أكبر فوز: الأهلي 13–0 الجونة (14 أغسطس 2015).
- أكبر فوز إفريقي: الأهلي  9–0  أطلع برة (23 أغسطس 2019).[217][218][219]
- أكبر فوز عربي: الأهلي  9–1  المطابع (1989).[390]
- أكبر فوز ودي: الأهلي  9–0  سوكر سمارت (8 يوليو 2019).[391][392]
- أكبر خسارة:
  - فاروق (الزمالك) 6–0 الأهلي (2 يناير 1942).[10]
  - فاروق (الزمالك) 6–0 الأهلي (2 يونيو 1944).[9]
- أكبر خسارة إفريقية: ماميلودي صن داونز  5–0  الأهلي (6 أبريل 2019).[210][211]
- أكبر خسارة وديَّة: الأهلي  1–6  برشلونة (أبريل 1961).[393]

### أرقام قياسية

#### الفريق
حقق النادي الأهلي في تاريخه العديد من الأرقام القياسية على مستوى لعبة كرة القدم ويعد من أكثر الأندية تحقيقًا للأرقام القياسية ومن أهم هذه الأرقام:

##### عالميًّا
- أكثر نادٍ حصولًا على الألقاب في العالم: 151 بطولة (رسمية وغير رسمية).
- ثاني أكثر نادٍ حصولًا على الألقاب القارية في العالم: 26 بطولة قارية.
- صاحب الرقم القياسي على مستوى العالم في عدد المباريات المتتالية بدون هزيمة في البطولات الدولية والمحلية: 55 مباراة متتالية على مدار 17 شهرًا.[394]
- أكثر نادٍ حصولًا على المركزِ الثَّالثِ في كأس العالم للأندية: 4 مرَّات.[395]

##### قاريًّا
- أكثر نادٍ فوزًا ببطولة دوري أبطال إفريقيا: 12 مرات.
- أكثر نادٍ فوزًا ببطولة كأس السوبر الإفريقي: 8 مرات.
- أكثر نادٍ فوزًا ببطولة كأس الكؤوس الإفريقية: 4 مرات.
- أول نادٍ مصري يحقق الثلاثية المحلية القارية (الدوري المصري الممتاز، كأس مصر، دوري أبطال إفريقيا): موسم 2005–06.
- أول نادٍ مصري يحقق لقب كأس الكونفيدرالية الإفريقية: 2014.[396]

##### عربيًّا
- أكثر نادٍ فوزًا ببطولة كأس السوبر العربي بالتساوي مع الشباب السعودي: مرتين
- أول نادٍ مصري يحقق لقب كأس العرب للأندية الأبطال: 1996
- أول نادٍ مصري والنادي المصري الوحيد الذي يحقق لقب البطولة العربية للأندية الفائزة بالكؤوس: 1994
- أول نادٍ مصري والنادي المصري الوحيد الذي يحقق لقب كأس السوبر العربي: 1997

##### محليًّا
- أكثر نادٍ فوزًا ببطولة الدوري المصري الممتاز: 43 مرة.[246][247]
- أكثر نادٍ فوزًا ببطولة كأس مصر: 39 مرة.[397]
- أكثر نادٍ فوزًا ببطولة كأس السوبر المصري: 14 مرة.[398]
- أكثر نادٍ فوزًا ببطولة دوري منطقة القاهرة: 15 مرة.
- أكثر نادٍ فوزًا ببطولة كأس السلطان حسين: 7 مرات.
- أكثر نادٍ فوزًا ببطولة كأس السوبر العربي: مرتان.
- أكثر نادٍ فوزًا ببطولة كأس الجمهورية العربية المتحدة: مرة واحدة (الأهلي هو النادي الوحيد الذي فاز بالبطولة حيث أقيمت مرة واحدة).
- أكثر نادٍ فوزًا ببطولة كأس الاتحاد المصري التنشيطية (بطولة غير رسمية): مرة واحدة.
- أول نادٍ مصري يحقق لقب الدوري المصري الممتاز: موسم 1948–49.
- أول نادٍ مصري يحقق لقب كأس الجمهورية العربية المتحدة: موسم 1960–61.
- أول نادٍ مصري يحقق الثلاثية المحلية (دوري منطقة القاهرة، كأس السلطان حسين، كأس مصر): موسم 1924–25.
- صاحب الرقم القياسي في مصر في عدد المباريات المحلية بدون هزيمة: 54 مباراة.[399]

#### اللاعبون
حقق لاعبو الأهلي العديد من الأرقام القياسية المحلية والقارية ومن أهمها:
- محمود الخطيب:

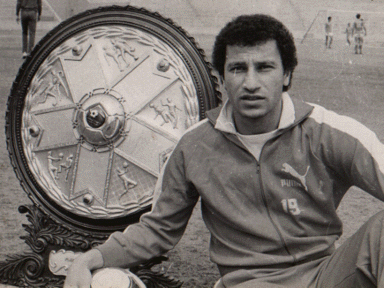
محمود الخطيب

  - أول لاعب مصري واللاعب المصري الوحيد حتّى الآن بجانب محمد صلاح الذي يحصل على جائزة أفضل لاعب إفريقي من الاتحاد الإفريقي لكرة القدم، وذلك في عام 1983.[400]
  - هداف النادي الأهلي في البطولات الإفريقية: 37 هدفًا.[401]
- محمد بركات:
  - أول لاعب مصري يحصل على جائزة أفضل لاعب إفريقي من هيئة الإذاعة البريطانية BBC وذلك عام 2005.[402][403]
  - أول لاعب مصري يحصل على جائزة أحسن لاعب إفريقي محلي داخل القارة في عام 2005.[404][405]

- محمد أبو تريكة:

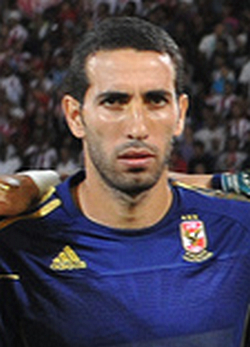
محمد أبو تريكة

  - أكثر لاعب يحصل على جائزة أفضل لاعب إفريقي محلي داخل القارة حيث حصل عليها 4 مرات في 2006، 2008، 2012، 2013.[406]
  - هداف النادي الأهلي في دوري أبطال إفريقيا: 31 هدفًا.[407]
  - كان الهداف التاريخي لبطولة دوري أبطال إفريقيا حتى عام 2015، عندما أصبح الكونغولي تريسور مبوتو الهداف التاريخي للبطولة بإحرازه 32 هدفًا،[408] ثم وصوله بعد ذلك إلى 34 هدفًا.[409]

- وائل جمعة:

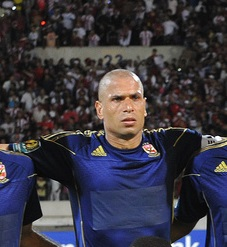
وائل جمعة

  - أكثر لاعب حصولًا على البطولات الإفريقية حيث تُوِّج بدوري أبطال إفريقيا ست مرات،[410] وبكأس السوبر الإفريقي خمس مرات.[411][412]

##### هدافو الدوري
| الموسم  | اسم اللاعب     | عدد الأهداف | المصدر     |
| ------- | -------------- | ----------- | ---------- |
| 1958–59 | السيد الضظوي   | 15          | [ en 134 ] |
| 1977–78 | محمود الخطيب   | 11          | [ en 135 ] |
| 1980–81 | محمود الخطيب   | 11          | [ en 136 ] |
| 1990–91 | محمد رمضان     | 14          | [ en 137 ] |
| 1998–99 | حسام حسن       | 15          | [ en 138 ] |
| 2002–03 | أحمد بلال      | 19          | [ en 139 ] |
| 2004–05 | عماد متعب      | 15          | [ en 140 ] |
| 2005–06 | محمد أبو تريكة | 18          | [ en 141 ] |
| 2006–07 | فلافيو أمادو   | 17          | [ en 142 ] |
| 2008–09 | فلافيو أمادو   | 12          | [ en 143 ] |
| 2017–18 | وليد أزارو     | 18          | [ en 144 ] |
| 2020–21 | محمد شريف      | 21          | [ en 145 ] |
| 2023–24 | وسام أبو علي   | 18          | [ 413 ]    |

##### مسجلو الهاتريك في البطولات القارية
| البطولة                         | اسم اللاعب     | الفريق الخصم          | النتيجة النهائية | المصدر     |
| ------------------------------- | -------------- | --------------------- | ---------------- | ---------- |
| كأس إفريقيا للأندية البطلة 1983 | محمود الخطيب   | ديناموز هراري         | 4–1              | [ 414 ]    |
| كأس إفريقيا للأندية البطلة 1983 | زكريا ناصف     | كانون ياوندي          | 5–0              | [ 415 ]    |
| كأس الكؤوس الإفريقية 1985       | محمود الخطيب   | دراغونز دي أوميه      | 4–0              | [ 416 ]    |
| كأس إفريقيا للأندية البطلة 1987 | محمود الخطيب   | ليوباردز              | 6–0              | [ 417 ]    |
| دوري أبطال إفريقيا 1999         | حسام حسن       | ماجي ماجي             | 3–0              | [ 418 ]    |
| دوري أبطال إفريقيا 2001         | خالد بيبو      | ماميلودي صن داونز     | 3–0              | [ 419 ]    |
| دوري أبطال إفريقيا 2012         | محمد أبو تريكة | الملعب المالي         | 3–1              | [ en 146 ] |
| دوري أبطال إفريقيا 2017         | وليد أزارو     | النجم الرياضي الساحلي | 6–2              | [ 420 ]    |
| دوري أبطال إفريقيا 2019–20      | حسين الشحات    | أطلع برة              | 9–0              | [ 421 ]    |
| دوري أبطال إفريقيا 2022–23      | محمود كهربا    | نادي القطن            | 4–0              | [ 422 ]    |

##### الجوائز الفردية
| الاسم          | الجائزة                            | العام | المصدر                  |
| -------------- | ---------------------------------- | ----- | ----------------------- |
| محمود الخطيب   | جائزة أفضل لاعب إفريقي             | 1983  |                         |
| محمود الخطيب   | جائزة أفضل لاعب عربي               | 1983  | [ 423 ] [ 424 ]         |
| عصام الحضري    | جائزة أفضل حارس إفريقي             | 2001  |                         |
| عصام الحضري    | جائزة أفضل حارس إفريقي             | 2006  |                         |
| عصام الحضري    | جائزة أفضل حارس إفريقي             | 2007  |                         |
| عصام الحضري    | جائزة أفضل حارس إفريقي             | 2008  |                         |
| محمد بركات     | جائزة أفضل لاعب إفريقي داخل القارة | 2005  | [ 153 ]                 |
| مانويل جوزيه   | جائزة أفضل مدرب في إفريقيا         | 2006  | [ 425 ]                 |
| محمد أبو تريكة | جائزة أفضل لاعب عربي               | 2006  | [ 426 ] [ 427 ] [ 428 ] |
| محمد أبو تريكة | جائزة أفضل لاعب عربي               | 2012  | [ 426 ] [ 427 ] [ 428 ] |
| محمد أبو تريكة | جائزة أفضل لاعب إفريقي داخل القارة | 2006  | [ 429 ] [ 430 ] [ 431 ] |
| محمد أبو تريكة | جائزة أفضل لاعب إفريقي داخل القارة | 2008  | [ 429 ] [ 430 ] [ 431 ] |
| محمد أبو تريكة | جائزة أفضل لاعب إفريقي داخل القارة | 2012  | [ 429 ] [ 430 ] [ 431 ] |
| محمد أبو تريكة | جائزة أفضل لاعب إفريقي داخل القارة | 2013  | [ 429 ] [ 430 ] [ 431 ] |
| أحمد حسن       | جائزة أفضل لاعب إفريقي داخل القارة | 2010  | [ 432 ]                 |
| محمد الشناوي   | جائزة أفضل لاعب إفريقي داخل القارة | 2022  | [ 433 ]                 |
| بيرسي تاو      | جائزة أفضل لاعب إفريقي داخل القارة | 2023  | [ 434 ]                 |

### مشاركات النادي الأهلي في كأس العالم للأندية
شارك الأهلي المصري في بطولة كأس العالم للأندية تسع مرات، وهو النادي المصري الوحيد الذي شارك بالبطولة كما أنه أكثر نادٍ إفريقي يشارك بها.
| مشاركات النادي الأهلي في كأس العالم للأندية | مشاركات النادي الأهلي في كأس العالم للأندية | مشاركات النادي الأهلي في كأس العالم للأندية | مشاركات النادي الأهلي في كأس العالم للأندية |
| العام                                       | المدير الفني                                | المركز                                      | المصدر                                      |
| ------------------------------------------- | ------------------------------------------- | ------------------------------------------- | ------------------------------------------- |
| 2005                                        | مانويل جوزيه                                | المركز السادس                               | [ en 147 ]                                  |
| 2006                                        | مانويل جوزيه                                | المركز الثالث                               | [ en 148 ]                                  |
| 2008                                        | مانويل جوزيه                                | المركز السادس                               | [ en 149 ]                                  |
| 2012                                        | حسام البدري                                 | المركز الرابع                               | [ en 150 ]                                  |
| 2013                                        | محمد يوسف                                   | المركز السادس                               | [ en 151 ]                                  |
| 2020                                        | بيتسو موسيماني                              | المركز الثالث                               | [ 436 ] [ en 152 ]                          |
| 2021                                        | بيتسو موسيماني                              | المركز الثالث                               | [ 437 ]                                     |
| 2022                                        | مارسيل كولر                                 | المركز الرَّابع                               | [ 438 ]                                     |
| 2023                                        | مارسيل كولر                                 | المركز الثالث                               | [ 439 ]                                     |

### مشاركات النادي الأهلي في البطولات القارية
- دوري أبطال إفريقيا (11 بطولة) من (34 مشاركة)

فيما يلي سجل مشاركات النادي الأهلي في بطولة دوري أبطال إفريقيا:
| مشاركات النادي الأهلي في دوري أبطال إفريقيا | مشاركات النادي الأهلي في دوري أبطال إفريقيا | مشاركات النادي الأهلي في دوري أبطال إفريقيا | مشاركات النادي الأهلي في دوري أبطال إفريقيا |
| العام                                       | مرحلة الخروج                                | المنافس الأخير                              | المصدر                                      |
| ------------------------------------------- | ------------------------------------------- | ------------------------------------------- | ------------------------------------------- |
| 1976                                        | الدور الثاني                                | مولودية الجزائر (الجزائر)                   | [ en 153 ]                                  |
| 1977                                        | ربع النهائي                                 | هارتس أوف أوك (غانا)                        | [ en 154 ]                                  |
| 1981                                        | نصف النهائي                                 | شبيبة القبائل (الجزائر)                     | [ en 155 ]                                  |
| 1982                                        | البطل                                       | أشانتى كوتوكو (غانا)                        | [ en 156 ]                                  |
| 1983                                        | الوصيف                                      | أشانتى كوتوكو (غانا)                        | [ en 157 ]                                  |
| 1987                                        | البطل                                       | الهلال (السودان)                            | [ en 158 ]                                  |
| 1988                                        | نصف النهائي                                 | وفاق سطيف (الجزائر)                         | [ en 159 ]                                  |
| 1990                                        | الدور الثاني                                | الترجي (تونس)                               | [ en 160 ]                                  |
| 1991                                        | ربع النهائي                                 | ناكيفوبو فيلا (أوغندا)                      | [ en 161 ]                                  |
| 1998                                        | الدور الأول                                 | البن (إثيوبيا)                              | [ en 162 ]                                  |
| 1999                                        | دوري المجموعات                              | أندية المجموعة في دور الثمانية              | [ en 163 ]                                  |
| 2000                                        | دوري المجموعات                              | أندية المجموعة في دور الثمانية              | [ en 164 ]                                  |
| 2001                                        | البطل                                       | صن داونز (جنوب إفريقيا)                     | [ en 165 ]                                  |
| 2002                                        | دوري المجموعات                              | أندية المجموعة في دور الثمانية              | [ en 166 ]                                  |
| 2004                                        | الدور الأول                                 | الهلال (السودان)                            | [ en 167 ]                                  |
| 2005                                        | البطل                                       | النجم الساحلي (تونس)                        | [ en 168 ]                                  |
| 2006                                        | البطل                                       | الصفاقسي (تونس)                             | [ en 169 ]                                  |
| 2007                                        | الوصيف                                      | النجم الساحلي (تونس)                        | [ en 170 ]                                  |
| 2008                                        | البطل                                       | القطن (الكاميرون)                           | [ en 171 ]                                  |
| 2009                                        | الدور الثاني                                | كانو بيلارس (نيجيريا)                       | [ en 172 ]                                  |
| 2010                                        | نصف النهائي                                 | الترجي (تونس)                               | [ en 173 ]                                  |
| 2011                                        | دوري المجموعات                              | أندية المجموعة في دور الثمانية              | [ en 174 ]                                  |
| 2012                                        | البطل                                       | الترجي (تونس)                               | [ en 175 ]                                  |
| 2013                                        | البطل                                       | أورلاندو بايرتس (جنوب إفريقيا)              | [ en 176 ]                                  |
| 2014                                        | الدور الثاني                                | أهلي بنغازي (ليبيا)                         | [ en 177 ]                                  |
| 2015                                        | الدور الثاني                                | المغرب التطواني (المغرب)                    | [ en 178 ]                                  |
| 2016                                        | دوري المجموعات                              | أندية المجموعة في دور الثمانية              | [ en 179 ]                                  |
| 2017                                        | الوصيف                                      | الوداد (المغرب)                             | [ en 180 ]                                  |
| 2018                                        | الوصيف                                      | الترجي (تونس)                               | [ en 181 ]                                  |
| 2019                                        | ربع النهائي                                 | صن داونز (جنوب إفريقيا)                     | [ en 182 ]                                  |
| 2020                                        | البطل                                       | الزمالك (مصر)                               | [ en 183 ]                                  |
| 2021                                        | البطل                                       | كايزر تشيفز (جنوب إفريقيا)                  | [ en 184 ]                                  |
| 2022                                        | الوصيف                                      | الوداد (المغرب)                             | [ en 185 ]                                  |
| 2023                                        | البطل                                       | الوداد (المغرب)                             | [ 441 ]                                     |

- كأس الكونفيدرالية الإفريقية (1 بطولة) من (3 مشاركات)

بدأت هذه البطولة عام 2004 وكانت أولى مشاركات الأهلي في كأس الكونفيدرالية الإفريقية عام 2009 وفيما يلي سجل مشاركات الأهلي في البطولة:
| سجل مشاركات النادي الأهلي في كأس الكونفيدرالية الإفريقية | سجل مشاركات النادي الأهلي في كأس الكونفيدرالية الإفريقية | سجل مشاركات النادي الأهلي في كأس الكونفيدرالية الإفريقية | سجل مشاركات النادي الأهلي في كأس الكونفيدرالية الإفريقية |
| العام                                                    | مرحلة الخروج                                             | المنافس الأخير                                           | المصدر                                                   |
| -------------------------------------------------------- | -------------------------------------------------------- | -------------------------------------------------------- | -------------------------------------------------------- |
| 2009                                                     | الدور الثاني                                             | سانتوس (أنجولا)                                          | [ en 186 ]                                               |
| 2014                                                     | البطل                                                    | سيوي سبورت (ساحل العاج)                                  | [ en 187 ]                                               |
| 2015                                                     | نصف النهائي                                              | أورلاندو بايرتس (جنوب إفريقيا)                           | [ en 188 ]                                               |

- كأس السوبر الإفريقي (8 بطولات) من (11 مشاركة)

| سجل مشاركات النادي الأهلي في كأس السوبر الإفريقي | سجل مشاركات النادي الأهلي في كأس السوبر الإفريقي | سجل مشاركات النادي الأهلي في كأس السوبر الإفريقي | سجل مشاركات النادي الأهلي في كأس السوبر الإفريقي |
| العام                                            | المركز                                           | المنافس                                          | المصدر                                           |
| ------------------------------------------------ | ------------------------------------------------ | ------------------------------------------------ | ------------------------------------------------ |
| 1994                                             | الوصيف                                           | الزمالك (مصر)                                    | [ en 189 ]                                       |
| 2002                                             | البطل                                            | كايزر تشيفز (جنوب إفريقيا)                       | [ en 190 ]                                       |
| 2006                                             | البطل                                            | الجيش الملكي (المغرب)                            | [ en 191 ]                                       |
| 2007                                             | البطل                                            | النجم الساحلي (تونس)                             | [ en 192 ]                                       |
| 2009                                             | البطل                                            | الصفاقسي (تونس)                                  | [ en 193 ]                                       |
| 2013                                             | البطل                                            | ليوباردز (جمهورية الكونغو)                       | [ en 194 ]                                       |
| 2014                                             | البطل                                            | الصفاقسي (تونس)                                  | [ en 195 ]                                       |
| 2015                                             | الوصيف                                           | وفاق سطيف (الجزائر)                              | [ en 196 ]                                       |
| 2021 (مايو)                                      | البطل                                            | نهضة بركان (المغرب)                              | [ en 197 ]                                       |
| 2021 (ديسمبر)                                    | البطل                                            | الرجاء (المغرب)                                  | [ en 198 ]                                       |
| 2023                                             | الوصيف                                           | اتحاد الجزائر (الجزائر)                          |                                                  |

- كأس الكؤوس الإفريقية (4 بطولات) من (5 مشاركات)

كانت أولى مشاركات الأهلي في كأس إفريقيا للأندية أبطال الكؤوس عام 1984، وفيما يلي سجل مشاركاته بها ومرات حصوله على لقبها:
| سجل مشاركات النادي الأهلي في كأس الكؤوس الإفريقية | سجل مشاركات النادي الأهلي في كأس الكؤوس الإفريقية | سجل مشاركات النادي الأهلي في كأس الكؤوس الإفريقية | سجل مشاركات النادي الأهلي في كأس الكؤوس الإفريقية |
| العام                                             | مرحلة الخروج                                      | المنافس الأخير                                    | المصدر                                            |
| ------------------------------------------------- | ------------------------------------------------- | ------------------------------------------------- | ------------------------------------------------- |
| 1984                                              | البطل                                             | كانون ياوندي (الكاميرون)                          | [ en 199 ]                                        |
| 1985                                              | البطل                                             | ليفينتس يونايتد (نيجيريا)                         | [ en 200 ]                                        |
| 1986                                              | البطل                                             | سوجارا (الغابون)                                  | [ en 201 ]                                        |
| 1992                                              | ربع النهائي                                       | أفريكا سبورتس (ساحل العاج)                        | [ en 202 ]                                        |
| 1993                                              | البطل                                             | أفريكا سبورتس (ساحل العاج)                        | [ en 203 ]                                        |

- كأس الاتحاد الإفريقي للأندية (لم يحصل عليها) من (مشاركة وحيدة)

| سجل مشاركات النادي الأهلي في كأس الاتحاد الإفريقي للأندية | سجل مشاركات النادي الأهلي في كأس الاتحاد الإفريقي للأندية | سجل مشاركات النادي الأهلي في كأس الاتحاد الإفريقي للأندية | سجل مشاركات النادي الأهلي في كأس الاتحاد الإفريقي للأندية |
| العام                                                     | مرحلة الخروج                                              | المنافس الأخير                                            | المصدر                                                    |
| --------------------------------------------------------- | --------------------------------------------------------- | --------------------------------------------------------- | --------------------------------------------------------- |
| 2003                                                      | ربع النهائي                                               | إينوغو رينجرز (نيجيريا)                                   | [ en 204 ]                                                |

- الدوري الإفريقي (لم يحصل عليها) من (مشاركة وحيدة)

| سجل مشاركات النادي الأهلي في الدوري الإفريقي | سجل مشاركات النادي الأهلي في الدوري الإفريقي | سجل مشاركات النادي الأهلي في الدوري الإفريقي | سجل مشاركات النادي الأهلي في الدوري الإفريقي |
| العام                                        | مرحلة الخروج                                 | المنافس الأخير                               | المصدر                                       |
| -------------------------------------------- | -------------------------------------------- | -------------------------------------------- | -------------------------------------------- |
| 2023                                         | نصف النهائي                                  | صن داونز (جنوب إفريقيا)                      | [ 442 ]                                      |

- الكأس الأفروآسيوية للأندية (مرة واحدة) من (مشاركة وحيدة)

| سجل مشاركات النادي الأهلي في الكأس الأفروآسيوية للأندية | سجل مشاركات النادي الأهلي في الكأس الأفروآسيوية للأندية | سجل مشاركات النادي الأهلي في الكأس الأفروآسيوية للأندية | سجل مشاركات النادي الأهلي في الكأس الأفروآسيوية للأندية |
| العام                                                   | المركز                                                  | المنافس                                                 | المصدر                                                  |
| ------------------------------------------------------- | ------------------------------------------------------- | ------------------------------------------------------- | ------------------------------------------------------- |
| 1988                                                    | البطل                                                   | طوكيو فيردي (اليابان)                                   | [ en 205 ]                                              |

## إحصائيات اللاعبين

### عالم الشهرة
لعب للأهلي العديد من اللاعبين المميزين، والذين حققوا أيضًا العديد من الألقاب ومن أبرزهم:
| - صالح سليم - محمود الخطيب - مصطفى عبده - طاهر أبو زيد - حسام حسن - محمد أبو تريكة - محمد بركات - عماد متعب - سيباستياو جيلبرتو - فلافيو أمادو - عصام الحضري - حسام عاشور - أسامة عرابي - أحمد فؤاد أنور - أمين شعير - هاني مصطفى - مصطفى يونس - مختار مختار - ماهر همام | - مصطفى كمال منصور - عبد الجليل حميدة - إكرامي الشحات - عادل هيكل - ثابت البطل - أحمد شوبير - شريف إكرامي - أحمد عادل عبد المنعم - حسين حجازي - مختار التتش - أحمد حسن - أحمد السيد - هادي خشبة - أحمد مكاوي - رفعت الفناجيلي - ربيع ياسين - وليد صلاح الدين - عبد المنعم شطة - مجدي عبد الغني | - أحمد فتحي - السيد عطية - صفوت عبد الحليم - خالد بيبو - مؤمن زكريا - وليد سليمان - أيمن شوقي - إبراهيم حسن - أحمد فيليكس - إبراهيم سعيد - وائل جمعة - شادي محمد - حسن حمدي - طه إسماعيل - ميمي الشربيني - حسام غالي - محمد الشناوي - محمد شوقي - علي معلول | صالح سليم أحد نجوم النادي الأهلي. حسام حسن أحد نجوم النادي الأهلي. محمد أبو تريكة أحد نجوم النادي الأهلي. عصام الحضري أحد نجوم النادي الأهلي. |

### التشكيلات التاريخية
| إكرامي جمعة فتحي نجيب عاشور غالي السعيد سليمان شكري جدو السيد المدرب: حسام البدري تشكيلة الأهلي التي لعبت نهائي دوري أبطال إفريقيا 2012 ضد الترجي الرياضي التونسي، والتي فاز بها الأهلي بنتيحة 2–1.          | إكرامي جمعة نجيب فتحي عبد الفضيل عاشور معوض السعيد سليمان أبو تريكة عبد الظاهر المدرب: محمد يوسف تشكيلة الأهلي التي لعبت نهائي دوري أبطال إفريقيا 2013 ضد أورلاندو بايرتس الجنوب إفريقي، والتي فاز بها الأهلي بنتيجة 2–0.             | أحمد عادل سعد نجيب عبد الفضيل باسم عاشور غالي يدان سليمان رمضان متعب المدرب: خوان كارلوس غاريدو تشكيلة الأهلي التي لعبت نهائي كأس الكونفيدرالية الإفريقية 2014 ضد سيوي سبورت الإيفواري، والتي فاز بها الأهلي بنتيجة 1–0. | الشناوي ياسر أيمن هاني معلول حمدي السولية أفشة مروان الشحات أجاي المدرب: بيتسو موسيماني تشكيلة الأهلي التي لعبت نهائي دوري أبطال إفريقيا 2020 ضد الزمالك المصري، والتي فاز بها الأهلي بنتيجة 2–1. | الشناوي بانون ياسر هاني أيمن حمدي أكرم السولية بواليا طاهر أفشة المدرب: بيتسو موسيماني تشكيلة الأهلي التي لعبت مباراة تحديد المركز الثالث في كأس العالم للأندية 2020 ضد بالميراس، والتي فاز بها الأهلي بركلات الترجيح. |
| الشناوي بانون أيمن أكرم معلول السولية حمدي أفشة الشحات طاهر شريف المدرب: بيتسو موسيماني تشكيلة الأهلي التي لعبت نهائي دوري أبطال إفريقيا 2021 ضد كايزر تشيفز الجنوب إفريقي، والتي فاز بها الأهلي بنتيجة 3–0. | الشناوي عبد المنعم ياسر هاني معلول حمدي ديانغ السولية شريف طاهر عبد القادر المُدرِّب: بيتسو موسيماني · تشكيلة الأهلي التي لعبت مُباراة تحديد المركزِ الثَّالثِ في كأس العالم للأندية 2021 ضد الهلال السَّعودي، والتي فاز بها الأهلي بنتيجةِ 4–0. | | | |

## رؤساء النادي
| الرقم | الاسم                                    | من             | إلى            | المصدر  |
| ----- | ---------------------------------------- | -------------- | -------------- | ------- |
| 1     | ميشيل إنس                                | 24 أبريل 1907  | 01 أبريل 1908  | [ 464 ] |
| 2     | عزيز عزت باشا                            | 02 أبريل 1908  | 09 فبراير 1916 | [ 465 ] |
| 3     | عبد الخالق ثروت                          | 09 فبراير 1916 | 14 فبراير 1922 | [ 466 ] |
| 4     | جعفر ولي باشا (الفترة الأولى)            | 14 فبراير 1922 | 07 يوليو 1940  | [ 467 ] |
| 5     | أحمد فؤاد أنور (قائم باعمال الرئيس)      | 07 يونيو 1940  | 02 نوفمبر 1941 | [ 468 ] |
| 6     | جعفر ولي باشا (الفترة الثانية)           | 03 نوفمبر 1941 | 02 يناير 1944  | [ 467 ] |
| 7     | أحمد حسنين باشا                          | 03 يناير 1944  | 19 فبراير 1947 | [ 469 ] |
| 8     | أحمد عبود باشا                           | 19 فبراير 1947 | 19 ديسمبر 1961 | [ 470 ] |
| 9     | صلاح الدين الدسوقي الششتاوي              | 03 ديسمبر 1962 | 15 ديسمبر 1965 | [ 471 ] |
| 10    | الفريق عبد المحسن مرتجي (الفترة الأولى)  | 15 ديسمبر 1965 | 13 يوليو 1967  | [ 472 ] |
| 11    | الدكتور إبراهيم كامل الوكيل              | 18 يوليو 1967  | 8 يوليو 1971   | [ 473 ] |
| 12    | الفريق عبد المحسن مرتجي (الفترة الثانية) | 08 يوليو 1971  | 12 ديسمبر 1980 | [ 472 ] |
| 13    | صالح سليم (الفترة الأولى)                | 12 ديسمبر 1980 | 16 ديسمبر 1988 | [ 474 ] |
| 14    | محمد عبده صالح الوحش                     | 16 ديسمبر 1988 | 06 فبراير 1992 | [ 475 ] |
| 15    | صالح سليم (الفترة الثانية)               | 06 فبراير 1992 | 6 مايو 2002    | [ 474 ] |
| 16    | حسن حمدي                                 | 06 مايو 2002   | 29 مارس 2014   | [ 476 ] |
| 17    | محمود طاهر                               | 29 مارس 2014   | 30 نوفمبر 2017 | [ 477 ] |
| 18    | محمود الخطيب                             | 01 ديسمبر 2017 | حتى الآن       | [ 478 ] |

## قادة الفريق
| م  | الجنسية | الاسم            |
| -- | ------- | ---------------- |
| 1  | مصر     | أحمد فؤاد أنور   |
| 2  | مصر     | حسين حجازي       |
| 3  | مصر     | رياض شوقي        |
| 4  | مصر     | علي الحسني       |
| 5  | مصر     | مختار التتش      |
| 6  | مصر     | محمد علي رسمي    |
| 7  | مصر     | أحمد سليمان      |
| 8  | مصر     | أمين شعير        |
| 9  | مصر     | مصطفى كامل منصور |
| 10 | مصر     | صلاح الصواف      |
| 11 | مصر     | حسين مدكور       |
| 12 | مصر     | محمد الجندي      |
| 13 | مصر     | أحمد مكاوي       |
| 14 | مصر     | عبد الجليل حميدة |
| 15 | مصر     | صالح سليم        |
| 16 | مصر     | رفعت الفناجيلي   |
| 17 | مصر     | طه إسماعيل       |

| م  | الجنسية | الاسم           |
| -- | ------- | --------------- |
| 18 | مصر     | ميمي الشربيني   |
| 19 | مصر     | عصام عبد المنعم |
| 20 | مصر     | هاني مصطفى      |
| 21 | مصر     | أنور سلامة      |
| 22 | مصر     | حسن حمدي        |
| 23 | مصر     | مصطفى يونس      |
| 24 | مصر     | مصطفى عبده      |
| 25 | مصر     | محمود الخطيب    |
| 26 | مصر     | ثابت البطل      |
| 27 | مصر     | طاهر أبو زيد    |
| 28 | مصر     | ربيع ياسين      |
| 29 | مصر     | مجدي عبد الغني  |
| 30 | مصر     | أحمد شوبير      |
| 31 | مصر     | أسامة عرابي     |
| 32 | مصر     | علاء ميهوب      |
| 33 | مصر     | حسام حسن        |
| 34 | مصر     | وليد صلاح الدين |

| م  | الجنسية | الاسم          |
| -- | ------- | -------------- |
| 35 | مصر     | هادي خشبة      |
| 36 | مصر     | سيد عبد الحفيظ |
| 37 | مصر     | عصام الحضري    |
| 38 | مصر     | شادي محمد      |
| 39 | مصر     | أحمد بلال      |
| 40 | مصر     | أسامة حسني     |
| 41 | مصر     | حسام غالي      |
| 41 | مصر     | أحمد السيد     |
| 43 | مصر     | وائل جمعة      |
| 44 | مصر     | عماد متعب      |
| 45 | مصر     | محمد أبو تريكة |
| 46 | مصر     | حسام عاشور     |
| 47 | مصر     | شريف إكرامي    |
| 48 | مصر     | أحمد فتحي      |
| 49 | مصر     | هشام محمد      |
| 50 | مصر     | محمد الشناوي   |
| 51 | مصر     | أيمن أشرف      |

المصدر:

## الألعاب الأخرى

### فريق كرة السلة
النادي الأهلي المصري لكرة السلة هو فريق كرة السلة التابع للنادي الأهلي.
حصل الفريق على الدوري المصري لكرة السلة 5 مرات، وحصل على كأس مصر لكرة السلة 10 مرات، وعلى الصعيد الإفريقي حصل الفريق على كأس الأندية الإفريقية لكرة السلة 3 مرَّات، وحصل على كأس الكؤوس الإفريقية مرتين.

### فريق كرة اليد
النادي الأهلي المصري لكرة اليد هو فريق كرة اليد التابع للنادي الأهلي.
حصل الفريق على 47 بطولة، منها فوزه في كأس السوبر الأفريقى 2017 على حساب الزمالك.

### فريق الكرة الطائرة

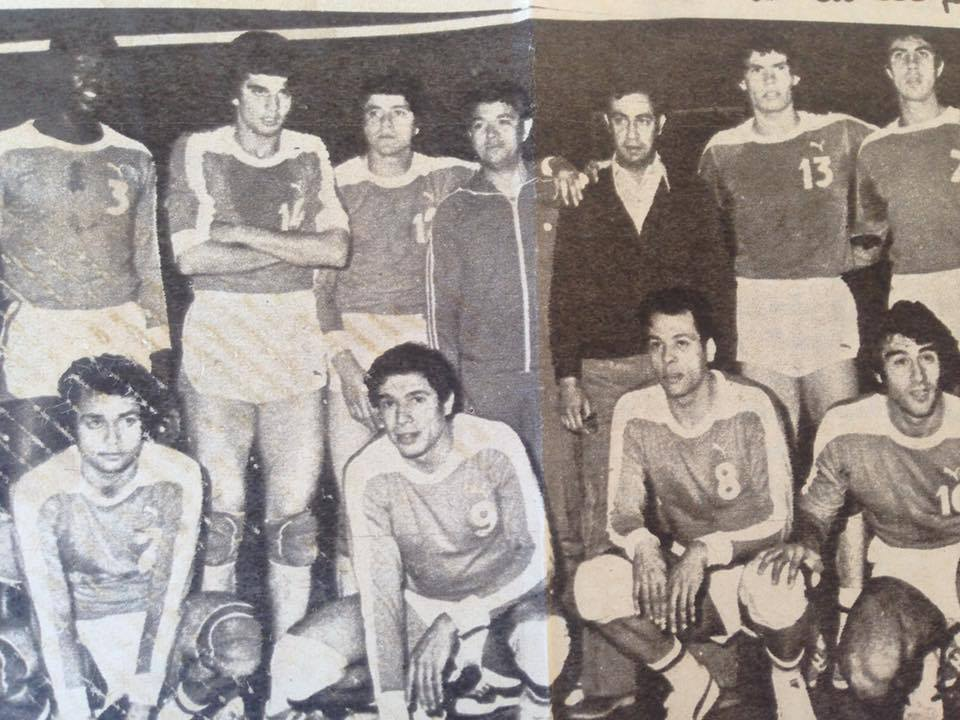
الفريق الأول بالنادي الأهلي للكرة الطائرة خلال فترة السبعينيات.

النادي الأهلي المصري للكرة الطائرة هو فريق الكرة الطائرة التابع للنادي الأهلي.
يعد فريق الطائرة بالأهلي أحد أفضل أندية الطائرة بإفريقيا، حيث حصل على الدوري المصري للكرة الطائرة 32 مرة آخرها عام 2020، وفاز بكأس مصر 21 مرة آخرها عام 2020، وبالبطولة الإفريقية للأندية البطلة للكرة الطائرة 14 مرة، وببطولة إفريقيا للأندية أبطال الكأس 6 مرات، وفاز بالبطولة العربية للأندية البطلة 7 مرات آخرها عام 2020، كما شارك في كأس العالم للأندية 3 مرات، ويعتبر الأهلي الفريق الوحيد في لعبة الكرة الطائرة الذي يفوز بأربع بطولات في موسم واحد، ويعتبر الأهلي أيضًا أكثر فريق في العالم يتوج بالبطولات القارية في لعبة الكرة الطائرة برصيد 20 بطولة قارية.

### فريق كرة الماء
النادي الأهلي المصري لكرة الماء هو فريق كرة الماء التابع للنادي الأهلي.
حصل الفريق على بطولة الدوري المصري لكرة الماء 11 مرة، وحصل على كأس مصر لكرة الماء 6 مرات آخرها عام 2020، وعلى الصعيد الدولي حصل الفريق على بطولة الأندية العربية لكرة الماء 7 مرات آخرها عام 2007، كما حصل الفريق على وصافة البطولة مرة واحدة عام 2002.

### باللغة العربية
1. 1 2 3  نادى المائة في القاهرة..حكاية تأسيس النادى الأهلى..المؤسسون يقترضوا 1000 جنيه لاستكمال الانشاءات.. عزيز عزت باشا أول رئيس مصرى للأهلى عام 1908..أول فوز على الزمالك في 1917..و3 مراحل هامة في تاريخ شعار النادى (محفوظ) (بالعربية). مؤرشف من الأصل في 13 أبريل 2020. وصل لهذا المسار في 14 أبريل 2020.
2. 1 2  112 سنة أهلي... قصة تأسيس النادي الأهلي وتصدره الرياضة المصرية والإفريقية (محفوظ) (بالعربية). مؤرشف من الأصل في 26 أبريل 2019. وصل لهذا المسار في 14 أبريل 2020.
3. 1 2  من هو الرئيس الجديد للنادي الأهلي.. محمود الخطيب؟ (محفوظ). مؤرشف من الأصل في 20 مارس 2019. وصل لهذا المسار في 25 أبريل 2020.
4. 1 2  محمود الخطيب رئيسًا للأهلي (محفوظ). مؤرشف من الأصل في 15 سبتمبر 2018. وصل لهذا المسار في 25 أبريل 2020.
5. ↑  "سعد شلبي مديرا تنفيذيا للنادي الأهلي رسميا". مؤرشف من الأصل في 2021-09-06.
6. ↑  "Dr.Tarek Said's Homepage - Sultan Hussein Cup 1931/1932". drtareksaid.net. مؤرشف من الأصل في 2021-06-22. اطلع عليه بتاريخ 2022-04-25.
7. 1 2 3  صورة.. الزمالك يحتفل بالفوز على الأهلي بسداسية مرتين (محفوظ). مؤرشف من الأصل في 22 أبريل 2020. وصل لهذا المسار في 23 أبريل 2020.
8. 1 2 3  فوز الزمالك على الأهلي 6-0 مرتين الأكبر في نتائج مباريات القمة (محفوظ). مؤرشف من الأصل في 12 نوفمبر 2018. وصل لهذا المسار في 23 أبريل 2020.
9. ↑  تحليل رقمي.. كيف انتهت رحلة 16 سنة لحسام عاشور مع الأهلي؟ (محفوظ). مؤرشف من الأصل في 24 يوليو 2020. وصل لهذا المسار في 24 يوليو 2020.
10. ↑   http://www.rsssf.com/miscellaneous/caf-ranking.html. {{استشهاد ويب}}: |url= بحاجة لعنوان (مساعدة) والوسيط |title= غير موجود أو فارغ (من ويكي بيانات) (مساعدة)
11. ↑  الأهلي والزمالك مع برشلونة وريال مدريد ضمن أندية لم تغب شمسها عن سماء دورياتها أبدا (محفوظ). مؤرشف من الأصل في 28 مايو 2020. وصل لهذا المسار في 28 مايو 2020.
12. ↑  أندية لم تغب عن دورياتها مطلقا (محفوظ). مؤرشف من الأصل في 28 مايو 2020. وصل لهذا المسار في 28 مايو 2020.
13. ↑  أرقام #في_الدوري – 3 إحصائيات تاريخية يتشارك فيها الأهلي والزمالك (محفوظ). مؤرشف من الأصل في 28 مايو 2020. وصل لهذا المسار في 28 مايو 2020.
14. ↑  البداية..نادي الوطنية – الموقع الرسمى للنادى الأهلى نسخة محفوظة 9 يناير 2019 على موقع واي باك مشين.
15. ↑  أول مجلس في تاريخ الأهلي – الموقع الرسمى للنادى الأهلى نسخة محفوظة 9 يناير 2019 على موقع واي باك مشين.
16. ↑  أول ملعب كرة – الموقع الرسمى للنادى الأهلى نسخة محفوظة 9 يناير 2019 على موقع واي باك مشين.
17. ↑  الأهلي يتصدر استفتاء النادي الأكثر شعبية في إفريقيا (محفوظ). (4 أغسطس 2016).
18. ↑  النادي الأهلي الأول عربيا حصولا على الالقاب
19. ↑  ٔهلي-بطل-إفريقيا-النجمة-12-حساب-الترجي "الأهلي بطل إفريقيا.. النجمة 12 على حساب الترجي". سكاي نيوز عربية. مؤرشف من ٔهلي-بطل-إفريقيا-النجمة-12-حساب-الترجي الأصل في 2024-05-26. اطلع عليه بتاريخ 2024-05-26. {{استشهاد ويب}}: تحقق من قيمة |مسار أرشيف= (مساعدة) وتحقق من قيمة |مسار= (مساعدة)
20. ↑  الأهلي المصري "تميمة" الأندية في "8" دول عربية... "9" فرق تحمل نفس الاسم (محفوظ) (بالعربية). مؤرشف من الأصل في 2 أغسطس 2019. وصل لهذا المسار في 14 أبريل 2020.
21. ↑  120 سنة أهلي... تعرف على 30 نادي يحملون اسم الأهلي (محفوظ). مؤرشف من الأصل في 15 سبتمبر 2019. وصل لهذا المسار في 14 أبريل 2020.
22. 1 2  يلا كورة يكشف التفاصيل المالية لاستحواذ الأهلي على ستاد السلام وموقف الإنتاج والمنتخب (محفوظ). مؤرشف من الأصل في 14 مايو 2020. وصل لهذا المسار في 14 مايو 2020.
23. 1 2  ستاد السلام الدولي - وزارة الإنتاج الحربي (محفوظ). مؤرشف من الأصل في 18 أكتوبر 2019. وصل لهذا المسار في 14 مايو 2020.
24. ↑  صفحة الأهلي تحيي ذكرى رحيل صاحب فكرة تأسيس "أعظم نادي في الكون" (محفوظ) (بالعربية). مؤرشف من الأصل في 15 نوفمبر 2019. وصل لهذا المسار في 14 أبريل 2020.
25. ↑  تاريخ الأهلي - الموقع الرسمي للنادي الأهلي نسخة محفوظة 15 أكتوبر 2014 على موقع واي باك مشين.
26. ↑  حجر الأساس – الموقع الرسمى للنادى الأهلى نسخة محفوظة 29 أكتوبر 2017 على موقع واي باك مشين.
27. ↑  البوابة نيوز: طلعت حرب.. مفجر الثورة الاقتصادية نسخة محفوظة 23 سبتمبر 2017 على موقع واي باك مشين.
28. ↑  إسم جديد ورئيس مصري – الموقع الرسمى للنادى الأهلى نسخة محفوظة 29 أكتوبر 2017 على موقع واي باك مشين.
29. ↑  عزيز عزت باشا – الموقع الرسمي للنادي الأهلي (محفوظ). مؤرشف من الأصل في 30 سبتمبر 2018. وصل لهذا المسار في 25 يونيو 2020.
30. ↑  113 سنة أهلى.. 15 معلومة تاريخية عن قلعة البطولات في ذكرى تأسيسها (محفوظ). مؤرشف من الأصل في 27 مايو 2020. وصل لهذا المسار في 25 يوليو 2020.
31. ↑  «التتش».. حكاية «ملعب» شاهد على تاريخ الأهلي (محفوظ). مؤرشف من الأصل في 5 ديسمبر 2017. وصل لهذا المسار في 25 يوليو 2020.
32. ↑  أول فريق كرة – الموقع الرسمى للنادى الأهلى نسخة محفوظة 13 أكتوبر 2017 على موقع واي باك مشين.
33. ↑  دور الأهلي في “تمصير” الكرة..والفوز بأول مباراة قمة – الموقع الرسمى للنادي الأهلي نسخة محفوظة 28 أكتوبر 2017 على موقع واي باك مشين.
34. ↑  شعار الأهلي – الموقع الرسمى للنادى الأهلى نسخة محفوظة 02 نوفمبر 2017 على موقع واي باك مشين.
35. 1 2 3 4 5  الأهلي الوطني... وأول بطولة رسمية – الموقع الرسمي للنادي الأهلي (محفوظ). مؤرشف من الأصل في 12 يناير 2020. وصل لهذا المسار في 5 أغسطس 2020.
36. ↑  المشاركة الرسمية الأولى وموقف للتاريخ – الموقع الرسمي للنادي الأهلي (محفوظ). مؤرشف من الأصل في 19 يوليو 2020. وصل لهذا المسار في 6 أغسطس 2020.
37. ↑  الأهلي وتشكيل منتخب مصر – الموقع الرسمى للنادى الأهلى نسخة محفوظة 15 نوفمبر 2017 على موقع واي باك مشين.
38. ↑  دور الأهلي في تأسيس اتحاد الكرة – الموقع الرسمي للنادي الأهلي (محفوظ). مؤرشف من الأصل في 23 يونيو 2020. وصل لهذا المسار في 6 أغسطس 2020.
39. ↑  اتحاد التنس – الموقع الرسمي للنادي الأهلي (محفوظ). مؤرشف من الأصل في 2 يوليو 2020. وصل لهذا المسار في 6 أغسطس 2020.
40. ↑  أطول فترة رئاسة وانضمام التتش – الموقع الرسمي للنادي الأهلي (محفوظ). مؤرشف من الأصل في 25 يونيو 2020. وصل لهذا المسار في 6 أغسطس 2020.
41. ↑  أول طريق البطولات والأرقام القياسية – الموقع الرسمي للنادي الأهلي (محفوظ). مؤرشف من الأصل في 17 يوليو 2020. وصل لهذا المسار في 6 أغسطس 2020.
42. ↑  زي النهاردة.. الأهلى يتوج بأول بطولة في تاريخه على حساب دراجونز الإنجليزى (محفوظ). مؤرشف من الأصل في 27 يونيو 2020. وصل لهذا المسار في 5 أغسطس 2020.
43. ↑  أول بطولة كأس – الموقع الرسمي للنادي الأهلي (محفوظ). مؤرشف من الأصل في 2 يوليو 2020. وصل لهذا المسار في 7 أغسطس 2020.
44. ↑  بطل القاهرة للأبد – الموقع الرسمي للنادي الأهلي (محفوظ). مؤرشف من الأصل في 30 يونيو 2020. وصل لهذا المسار في 7 أغسطس 2020.
45. ↑  الثلاثية الأولى في تاريخ مصر – الموقع الرسمي للنادي الأهلي (محفوظ). مؤرشف من الأصل في 2 يوليو 2020. وصل لهذا المسار في 12 أغسطس 2020.
46. ↑  كأس السلطان للمرة الثالثة – الموقع الرسمي للنادي الأهلي (محفوظ). مؤرشف من الأصل في 21 يونيو 2020. وصل لهذا المسار في 13 أغسطس 2020.
47. ↑  الثلاثية الثانية – الموقع الرسمي للنادي الأهلي (محفوظ). مؤرشف من الأصل في 12 يناير 2020. وصل لهذا المسار في 12 أغسطس 2020.
48. ↑  جولة أوروبية – الموقع الرسمي للنادي الأهلي (محفوظ). مؤرشف من الأصل في 19 يوليو 2020. وصل لهذا المسار في 12 أغسطس 2020.
49. ↑  هاتريك التتش – الموقع الرسمي للنادي الأهلي (محفوظ). مؤرشف من الأصل في 20 يوليو 2020. وصل لهذا المسار في 12 أغسطس 2020.
50. ↑  ثلاثية رقم 3 – الموقع الرسمي للنادي الأهلي (محفوظ). مؤرشف من الأصل في 19 يوليو 2020. وصل لهذا المسار في 12 أغسطس 2020.
51. ↑  10 ألعاب – الموقع الرسمي للنادي الأهلي (محفوظ). مؤرشف من الأصل في 19 يوليو 2020. وصل لهذا المسار في 12 أغسطس 2020.
52. ↑  كتاب اليوبيل الفضي – الموقع الرسمي للنادي الأهلي (محفوظ). مؤرشف من الأصل في 12 يناير 2020. وصل لهذا المسار في 12 أغسطس 2020.
53. ↑  إذاعة المباريات والفوز بدوري القاهرة – الموقع الرسمي للنادي الأهلي (محفوظ). مؤرشف من الأصل في 12 يناير 2020. وصل لهذا المسار في 12 أغسطس 2020.
54. ↑  الثنائية في اللحظات الأخيرة – الموقع الرسمى للنادى الأهلى نسخة محفوظة 16 نوفمبر 2017 على موقع واي باك مشين.
55. ↑  رقم قياسي للأبد وخماسية القمة – الموقع الرسمي للنادي الأهلي (محفوظ). مؤرشف من الأصل في 13 يناير 2020. وصل لهذا المسار في 12 أغسطس 2020.
56. ↑  رقم قياسي محلي – الموقع الرسمي للنادي الأهلي (محفوظ). مؤرشف من الأصل في 23 يونيو 2020. وصل لهذا المسار في 12 أغسطس 2020.
57. ↑  اعتزال التتش – الموقع الرسمي للنادي الأهلي (محفوظ). مؤرشف من الأصل في 13 يناير 2020. وصل لهذا المسار في 12 أغسطس 2020.
58. ↑  بطل الكأس رغم اعتزال التتش – الموقع الرسمي للنادي الأهلي (محفوظ). مؤرشف من الأصل في 23 يونيو 2020. وصل لهذا المسار في 12 أغسطس 2020.
59. ↑  بداية السباحة – الموقع الرسمي للنادي الأهلي (محفوظ). مؤرشف من الأصل في 22 يونيو 2020. وصل لهذا المسار في 12 أغسطس 2020.
60. ↑  رئيس جديد ورياضة جديدة – الموقع الرسمى للنادى الأهلى نسخة محفوظة 18 أكتوبر 2017 على موقع واي باك مشين.
61. ↑  انضمام المايسترو – الموقع الرسمي للنادي الأهلي (محفوظ). مؤرشف من الأصل في 24 يونيو 2020. وصل لهذا المسار في 13 أغسطس 2020.
62. 1 2  أول دوري – الموقع الرسمي للنادي الأهلي (محفوظ). مؤرشف من الأصل في 3 يوليو 2020. وصل لهذا المسار في 13 أغسطس 2020.
63. ↑  الثلاثية على الترسانة – الموقع الرسمي للنادي الأهلي (محفوظ). مؤرشف من الأصل في 25 يونيو 2020. وصل لهذا المسار في 13 أغسطس 2020.
64. ↑  بطل الثنائية بصعوبة – الموقع الرسمي للنادي الأهلي (محفوظ). مؤرشف من الأصل في 12 يناير 2020. وصل لهذا المسار في 13 أغسطس 2020.
65. ↑  عودة الدوري ورباعية في الزمالك – الموقع الرسمي للنادي الأهلي (محفوظ). مؤرشف من الأصل في 22 يونيو 2020. وصل لهذا المسار في 13 أغسطس 2020.
66. ↑  الدوري رقم 5 – الموقع الرسمي للنادي الأهلي (محفوظ). مؤرشف من الأصل في 13 أغسطس 2020. وصل لهذا المسار في 13 أغسطس 2020.
67. ↑  بطل ثنائية 56 – الموقع الرسمي للنادي الأهلي (محفوظ). مؤرشف من الأصل في 21 يونيو 2020. وصل لهذا المسار في 13 أغسطس 2020.
68. ↑  بطل الدوري بفارق قياسي – الموقع الرسمى للنادى الأهلى نسخة محفوظة 04 نوفمبر 2017 على موقع واي باك مشين.
69. ↑  رقم قياسي مع الثلاثية – الموقع الرسمى للنادى الأهلى نسخة محفوظة 01 نوفمبر 2017 على موقع واي باك مشين.
70. ↑  التاسعة..والضظوي هداف الدوري – الموقع الرسمى للنادى الأهلى نسخة محفوظة 04 نوفمبر 2017 على موقع واي باك مشين.
71. ↑  نجوم الأهلي يدعمون المنتخب – الموقع الرسمي للنادي الأهلي (محفوظ). مؤرشف من الأصل في 22 يونيو 2020. وصل لهذا المسار في 13 أغسطس 2020.
72. ↑  عودة الثنائية – الموقع الرسمي للنادي الأهلي (محفوظ). مؤرشف من الأصل في 22 يونيو 2020. وصل لهذا المسار في 13 أغسطس 2020.
73. ↑  نهاية عصر عبود باشا الذهبي – الموقع الرسمي للنادي الأهلي (محفوظ). مؤرشف من الأصل في 21 يونيو 2020. وصل لهذا المسار في 13 أغسطس 2020.
74. ↑  الأهلي يهزم بطل أوروبا – الموقع الرسمي للنادي الأهلي (محفوظ). مؤرشف من الأصل في 24 يونيو 2020. وصل لهذا المسار في 13 أغسطس 2020.
75. ↑  الفريق مرتجي – الموقع الرسمي للنادي الأهلي (محفوظ). مؤرشف من الأصل في 17 يوليو 2020. وصل لهذا المسار في 13 أغسطس 2020.
76. ↑  وسام الرياضة للمايسترو – الموقع الرسمي للنادي الأهلي (محفوظ). مؤرشف من الأصل في 17 يوليو 2020. وصل لهذا المسار في 13 أغسطس 2020.
77. ↑  الأهلي وحرب 1967 – الموقع الرسمي للنادي الأهلي. اطلع عليه بتاريخ 15 أغسطس 2020 نسخة محفوظة 2020-07-17 على موقع واي باك مشين.
78. ↑  المبنى الاجتماعي – الموقع الرسمي للنادي الأهلي. اطلع عليه بتاريخ 15 أغسطس 2020 نسخة محفوظة 2020-06-22 على موقع واي باك مشين.
79. ↑  صالح كابتن الإسماعيلي! – الموقع الرسمي للنادي الأهلي alahlyegypt.com. اطلع عليه بتاريخ 11 سبتمبر 2020 نسخة محفوظة 22 يونيو 2020 على موقع واي باك مشين.
80. ↑  أهلاوي وحيد في منتخب إفريقيا – الموقع الرسمي للنادي الأهلي. اطلع عليه بتاريخ 15 أغسطس 2020 نسخة محفوظة 2020-06-26 على موقع واي باك مشين.
81. ↑  عودة الفريق مرتجي رئيسا – الموقع الرسمى للنادى الأهلى نسخة محفوظة 02 نوفمبر 2017 على موقع واي باك مشين.
82. ↑  هيديكوتي والثورة الكروية – الموقع الرسمى للنادى الأهلى نسخة محفوظة 01 نوفمبر 2017 على موقع واي باك مشين.
83. ↑  الأهلي ونصر أكتوبر – الموقع الرسمي للنادي الأهلي. اطلع عليه بتاريخ 15 أغسطس 2020 نسخة محفوظة 22 يونيو 2020 على موقع واي باك مشين.
84. ↑  الجيل الذهبي وعودة البطولات – الموقع الرسمى للنادى الأهلى نسخة محفوظة 02 نوفمبر 2017 على موقع واي باك مشين.
85. ↑  هدفين فقط طوال الموسم! – الموقع الرسمي للنادي الأهلي. اطلع عليه بتاريخ 15 أغسطس 2020 نسخة محفوظة 17 يوليو 2020 على موقع واي باك مشين.
86. ↑  أول مشاركة قارية 1976 – الموقع الرسمي للنادي الأهلي (محفوظ). مؤرشف من الأصل في 18 يوليو 2020. وصل لهذا المسار في 15 أغسطس 2020.
87. ↑  تطور إفريقي – الموقع الرمي للنادي الأهلي. اطلع عليه بتاريخ 15 أغسطس 2020 نسخة محفوظة 17 يوليو 2020 على موقع واي باك مشين.
88. ↑  الفوز على بايرن – الموقع الرسمي للنادي الأهلي. اطلع عليه بتاريخ 15 أغسطس 2020 نسخة محفوظة 19 يوليو 2020 على موقع واي باك مشين.
89. ↑  فارق هدف واحد وعودة تاريخية! – الموقع الرسمي للنادي الأهلي. اطلع عليه بتاريخ 15 أغسطس 2020 نسخة محفوظة 19 يوليو 2020 على موقع واي باك مشين.
90. ↑  موسم بلا هزيمة – الموقع الرسمي للنادي الأهلي. اطلع عليه بتاريخ 15 أغسطس 2020 نسخة محفوظة 23 يونيو 2020 على موقع واي باك مشين.
91. ↑  المايسترو رئيسًا – الموقع الرمي للنادي الأهلي. اطلع عليه بتاريخ 15 أغسطس 2020] نسخة محفوظة 21 يونيو 2020 على موقع واي باك مشين.
92. ↑  عودة الثنائية وانسحاب إضطراري – الموقع الرسمى للنادى الأهلى نسخة محفوظة 02 نوفمبر 2017 على موقع واي باك مشين.
93. ↑  الأهلي ونصف نهائي إفريقيا.. أولها "انسحاب" ورابعها تخطي نادٍ تونسي (محفوظ). مؤرشف من الأصل في 6 أكتوبر 2017. وصل لهذا المسار في 23 يوليو 2020.
94. ↑  بداية غزو إفريقيا – الموقع الرمسي للنادي الأهلي. اطلع عليه بتاريخ 15 أغسطس 2020 نسخة محفوظة 2020-06-21 على موقع واي باك مشين.
95. ↑  إنجاز بيبو – الموقع الرسمي للنادي الأهلي. اطلع عليه بتاريخ 15 أغسطس 2020 نسخة محفوظة 2020-01-13 على موقع واي باك مشين.
96. ↑  بطل الكأس في الوقت القاتل – الموقع الرسمي للنادي الأهلي. اطلع عليه بتاريخ 15 أغسطس 2020 نسخة محفوظة 2020-06-23 على موقع واي باك مشين.
97. ↑  لقب إفريقي جديد – الموقع الرسمي للنادي الأهلي. اطلع عليه بتاريخ 15 أغسطس 2020 نسخة محفوظة 2020-06-22 على موقع واي باك مشين.
98. ↑  أهلي المبادئ وأزمة 85 الشهيرة – الموقع الرسمي للنادي الأهلي. اطلع عليه بتاريخ 15 أغسطس 2020 نسخة محفوظة 2019-12-30 على موقع واي باك مشين.
99. ↑  ثلاثية تاريخية – الموقع الرسمي للنادي الأهلي. اطلع عليه بتاريخ 15 أغسطس 2020 نسخة محفوظة 2020-01-12 على موقع واي باك مشين.
100. ↑  ثلاثية ولقب إفريقي رابع – الموقع الرسمي للنادي الأهلي. اطلع عليه بتاريخ 15 أغسطس 2020 نسخة محفوظة 2020-01-29 على موقع واي باك مشين.
101. ↑  هزيمة بطل أوروبا للمرة الثالثة! – الموقع الرسمي للنادي الأهلي. اطلع عليه بتاريخ 15 أغسطس 2020 نسخة محفوظة 2019-12-30 على موقع واي باك مشين.
102. ↑  انتصار الأسبوع الأخير – الموقع الرسمي للنادي الأهلي. اطلع عليه بتاريخ 15أغسطس 2020 نسخة محفوظة 2020-01-12 على موقع واي باك مشين.
103. ↑  بطل إفريقيا مجددًا – الموقع الرسمي للنادي الأهلي. اطلع عليه بتاريخ 15 أغسطس 2020 نسخة محفوظة 12 يناير 2020 على موقع واي باك مشين.
104. ↑  اعتزال بيبو – الموقع الرسمي للنادي الأهلي. اطلع عليه بتاريخ 15 أغسطس 2020 نسخة محفوظة 12 يناير 2020 على موقع واي باك مشين.
105. ↑  ثوب جديد، ثنائية ولقب آسيوي – الموقع الرسمي للنادي الأهلي. اطلع عليه بتاريخ 15 أغسطس 2020 نسخة محفوظة 12 يناير 2020 على موقع واي باك مشين.
106. ↑  نجوم الأهلي في كأس العالم – الموقع الرسمى للنادى الأهلى نسخة محفوظة 17 يونيو 2018 على موقع واي باك مشين.
107. ↑  رأس رمضان – الموقع الرسمى للنادى الأهلى نسخة محفوظة 17 يونيو 2018 على موقع واي باك مشين.
108. ↑  ثنائية شوقي – الموقع الرسمى للنادى الأهلى نسخة محفوظة 17 يونيو 2018 على موقع واي باك مشين.
109. ↑  عودة صالح – الموقع الرسمى للنادى الأهلى نسخة محفوظة 17 يونيو 2018 على موقع واي باك مشين.
110. ↑  نهائي كأس مصر 1993 - من الذاكرة... يوسف وغريب وشوبير في مواجهة الأهلي والمحلة (محفوظ). مؤرشف من الأصل في 16 يونيو 2020. وصل لهذا المسار في 16 يونيو 2020.
111. ↑  أرشيف اليورو: الأهلي بطل كأس مصر للمرة الثالثة على التوالي (محفوظ). مؤرشف من الأصل في 16 يونيو 2020. وصل لهذا المسار في 16 يونيو 2020.
112. ↑  رقم قياسي إفريقي – الموقع الرسمى للنادى الأهلى نسخة محفوظة 16 نوفمبر 2017 على موقع واي باك مشين.
113. ↑  إنطلاق جيل التسعينات الذهبي – الموقع الرسمى للنادى الأهلى نسخة محفوظة 17 يونيو 2018 على موقع واي باك مشين.
114. ↑  تفوق عربي – الموقع الرسمى للنادى الأهلى نسخة محفوظة 03 يناير 2018 على موقع واي باك مشين.
115. ↑  بطل الدوري مع هاريس – الموقع الرسمى للنادى الأهلى نسخة محفوظة 19 يونيو 2018 على موقع واي باك مشين.
116. ↑  بطولة الأندية العربية الثانية عشرة لأبطال الدوري - القاهرة 1996 (محفوظ). مؤرشف من الأصل في 30 سبتمبر 2017. وصل لهذا المسار في 21 يونيو 2020.
117. ↑  ثلاثية هولمان – الموقع الرسمى للنادى الأهلى نسخة محفوظة 19 يونيو 2018 على موقع واي باك مشين.
118. ↑  موسم العودة تاريخية – الموقع الرسمى للنادى الأهلى نسخة محفوظة 19 يونيو 2018 على موقع واي باك مشين.
119. ↑  استمرار المدرسة الألمانية – الموقع الرسمى للنادى الأهلى نسخة محفوظة 19 يونيو 2018 على موقع واي باك مشين.
120. ↑  فارق ال15 نقطة – الموقع الرسمى للنادى الأهلى نسخة محفوظة 19 يونيو 2018 على موقع واي باك مشين.
121. ↑  تسوبيل يختم بالسباعية – الموقع الرسمى للنادى الأهلى نسخة محفوظة 19 يونيو 2018 على موقع واي باك مشين.
122. ↑  نادي القرن – الموقع الرسمى للنادى الأهلى نسخة محفوظة 18 يوليو 2018 على موقع واي باك مشين.
123. ↑  أرشيف اليورو: الأهلى بطل كأس مصر 2001!! (محفوظ). مؤرشف من الأصل في 19 يونيو 2020. وصل لهذا المسار في 19 يونيو 2020.
124. ↑  عودة الكأس – الموقع الرسمي للنادي الأهلي (محفوظ). مؤرشف من الأصل في 21 يونيو 2020. وصل لهذا المسار في 15 أغسطس 2020.
125. ↑  زي النهاردة.. الأهلي يفوز على ريال مدريد بهدف صنداي (محفوظ). مؤرشف من الأصل في 10 مايو 2020. وصل لهذا المسار في 26 أبريل 2020.
126. ↑  من التاريخ - الأهلي يهزم ريال مدريد احتفالا بلقب القرن (محفوظ). مؤرشف من الأصل في 12 ديسمبر 2018. وصل لهذا المسار في 26 أبريل 2020.
127. ↑  فيديو من الذاكرة- عندما كان خالد بيبو عريس نهائي دوري أبطال افريقيا 2001 (محفوظ). مؤرشف من الأصل في 19 يونيو 2020. وصل لهذا المسار في 19 يونيو 2020.
128. ↑  سوبر أهلي (1) .. كايزر تشيفز الضحية.. وسوبر 2002 في الجزيرة (محفوظ). مؤرشف من الأصل في 29 يونيو 2020. وصل لهذا المسار في 23 يوليو 2020.
129. ↑  قصة هدف..الحضرى يدخل التاريخ في تتويج الأهلى بأول سوبر أفريقى (محفوظ). مؤرشف من الأصل في 21 فبراير 2018. وصل لهذا المسار في 23 يوليو 2020.
130. ↑  (فيديو من الذاكرة).. عندما دخل عصام الحضري التاريخ بهدف"خبيث" في كايزر تشيفز (محفوظ). مؤرشف من الأصل في 23 يوليو 2020. وصل لهذا المسار في 23 يوليو 2020.
131. ↑  «زي النهارده».. وفاة المايسترو صالح سليم 6 مايو 2002 (محفوظ). مؤرشف من الأصل في 6 يونيو 2020. وصل لهذا المسار في 23 يوليو 2020.
132. ↑  18 عاما على وفاة الأسطورة صالح سليم (محفوظ). مؤرشف من الأصل في 29 مايو 2020. وصل لهذا المسار في 23 يوليو  2020.
133. ↑  حسن حمدي - الموقع الرسمي للنادي الأهلي (محفوظ). مؤرشف من الأصل في 29 يونيو 2020.
134. ↑  "بيبو وبشير.. بيبو والجون".. ذكريات المصريين عن ماتش ال "6/1".. فاكرين؟ (محفوظ). مؤرشف من الأصل في 16 مارس 2018. وصل لهذا المسار في 23 يوليو 2020.
135. ↑  "بيبو وبشير.. بيبو والجون".. الأهلى يحيى ذكرى 6/1 في شباك الزمالك (محفوظ). مؤرشف من الأصل في 23 يوليو 2020. وصل لهذا المسار في 23 يوليو 2020.
136. ↑  3 نجوم أحرزوا «هاتريك» بقمة الأهلي والزمالك وخالد بيبو «سوبر» (محفوظ). مؤرشف من الأصل في 1 أبريل 2019. وصل لهذا المسار في 23 يوليو 2020.
137. ↑  أرشيف اليورو: الأهلى بطل كأس مصر للمرة "33"!! (محفوظ). مؤرشف من الأصل في 29 يونيو 2020. وصل لهذا المسار في 23 يوليو 2020.
138. ↑  كأس مصر لموسم 2002/2003 (محفوظ). مؤرشف من الأصل في 14 ديسمبر 2017. وصل لهذا المسار في 23 يوليو 2020.
139. ↑  المرحلة الانتفالية والفوز بالكأس – الموقع الرسمي للنادي الأهلي (محفوظ). مؤرشف من الأصل في 18 يوليو 2020. وصل لهذا المسار في 15 أغسطس 2020.
140. ↑  بداية الإعصار البرتغالي – الموقع الرسمي للنادي الأهلي (محفوظ). مؤرشف من الأصل في 18 يوليو 2020. وصل لهذا المسار في 15 أغسطس 2020.
141. ↑  الدوري المصري الممتاز 2004/2005 (محفوظ). مؤرشف من الأصل في 21 يونيو 2020. وصل لهذا المسار في 23 يوليو 2020.
142. ↑  Al Ahly Cairo 1-0 ENPPI (محفوظ). مؤرشف من الأصل في 24 يوليو 2020. وصل لهذا المسار في 23 يوليو 2020.
143. ↑  زي النهاردة.. الأهلي يدك النجم بثلاثية ويتوج بدورى أبطال إفريقيا (محفوظ). مؤرشف من الأصل في 13 نوفمبر 2019. وصل لهذا المسار في 29 أبريل 2020.
144. ↑  حكاية نهائي (5).. الأهلي بطل 2005.. إعصار قياسي بقيادة جوزيه ينتهى بالمونديال (محفوظ). مؤرشف من الأصل في 11 نوفمبر 2018. وصل لهذا المسار في 29 أبريل 2020.
145. ↑  الحضري "بطل ركلات الترجيح" يقود الأهلي للفوز بكأس السوبر الإفريقي على حساب الجيش الملكي (محفوظ). مؤرشف من الأصل في 14 مايو 2020. وصل لهذا المسار في 14 مايو 2020.
146. ↑  سوبر أهلي (2) في 2006.. الأهلي يهزم الإصابات والحظ والجيش الملكي (محفوظ). مؤرشف من الأصل في 14 مايو 2020. وصل لهذا المسار في 14 مايو 2020.
147. ↑  الأهلي المصري يفوز بكأس السوبر الإفريقي (محفوظ). مؤرشف من الأصل في 14 مايو 2020. وصل لهذا المسار في 14 مايو 2020.
148. ↑  زي النهاردة ..الأهلي يخسر من اتحاد جدة في كأس العالم للأندية (محفوظ). مؤرشف من الأصل في 14 مايو 2020. وصل لهذا المسار في 14 مايو 2020.
149. ↑  انتهى : الأهلي 1 - 2 سيدني (محفوظ). مؤرشف من الأصل في 14 مايو 2020. وصل لهذا المسار في 14 مايو 2020.
150. ↑  وائل جمعة يستعيد ذكريات 55 مباراة مع جوزيه بدون هزيمة: شىء كبير يا عمري (محفوظ). مؤرشف من الأصل في 10 مايو 2020. وصل لهذا المسار في 29 أبريل 2020.
151. 1 2  بركات الأفضل – الموقع الرسمي للنادي الأهلي (محفوظ). مؤرشف من الأصل في 19 يوليو 2020. وصل لهذا المسار في 13 أغسطس 2020.
152. ↑  كأس السوبر المصري 2006 (محفوظ). مؤرشف من الأصل في 18 يونيو 2020. وصل لهذا المسار في 18 يونيو 2020.
153. ↑  جدول الدوري المصري الممتاز 2005/2006 (محفوظ). مؤرشف من الأصل في 18 يونيو 2020. وصل لهذا المسار في 18 يونيو 2020.
154. ↑  زي النهارده.. الأهلي يدمر موسم الزمالك بثلاثية في نهائي الكأس (محفوظ). مؤرشف من الأصل في 5 مايو 2020. وصل لهذا المسار في 5 مايو 2020.
155. ↑  هدف محمد أبوتريكة في الصفاقسى التونسي بنهائي 2006 (محفوظ). مؤرشف من الأصل في 14 أغسطس 2018. وصل لهذا المسار في 26 أبريل 2020.
156. ↑  في مثل هذا اليوم.. الأهلي يحقق أول فوز لفرق إفريقيا في كأس العالم للأندية (محفوظ). مؤرشف من الأصل في 30 مايو 2020. وصل لهذا المسار في 30 مايو 2020.
157. ↑  إنترناسيونال البرازيلي إلى المباراة النهائية بعد تغلبه على الأهلي المصري وبشق الأنفس 2/1 (محفوظ). مؤرشف من الأصل في 30 مايو 2020. وصل لهذا المسار في 30 مايو 2020.
158. ↑  #زى_النهاردة: الأهلي ثالث العالم في كأس العالم باليابان (محفوظ). مؤرشف من الأصل في 30 مايو 2020. وصل لهذا المسار في 30 مايو 2020.
159. ↑  زي النهاردة.. الأهلي يحقق برونزية كأس العالم للأندية (محفوظ). مؤرشف من الأصل في 30 مايو 2020. وصل لهذا المسار في 30 مايو 2020.
160. ↑  في مثل هذا اليوم .. الأهلي بطلا لكأس السوبر الإفريقي 2007 (محفوظ). مؤرشف من الأصل في 1 يونيو 2020. وصل لهذا المسار في 1 يونيو 2020.
161. ↑  قصة مباراة.. الأهلي يهزم الزمالك 4 / 3 في أمتع مباريات القمة (محفوظ). مؤرشف من الأصل في 29 أبريل 2020. وصل لهذا المسار في 29 أبريل 2020.
162. ↑  أهداف الأهلي 1 مقابل 1 الإسماعيلي-كأس السوبر المصري بتاريخ 29 أغسطس 2007 (محفوظ). مؤرشف من الأصل في 27 أكتوبر 2019.
163. ↑  مرة من 2007.. العرجون يدلي باعترفاته ل"ياللا كورة" عن نهائي الأهلي والنجم (محفوظ). مؤرشف من الأصل في 4 نوفمبر 2018. وصل لهذا المسار في 1 يونيو 2020.
164. ↑  دوري أبطال إفريقيا 2008 - الموقع الرسمي للنادي الأهلي (محفوظ). مؤرشف من الأصل في 23 يوليو 2020. وصل لهذا المسار في 23 يوليو 2020.
165. ↑  الأهلي يخسر من باتشوكا المكسيكي 2-4 في بطولة العالم للأندية (محفوظ). مؤرشف من الأصل في 10 يونيو 2020. وصل لهذا المسار في 23 يوليو 2020.
166. ↑  أديلايد 1-0 الأهلي (مونديال الأندية 2008) (محفوظ). مؤرشف من الأصل في 23 يوليو 2020. وصل لهذا المسار في 23 يوليو 2020.
167. ↑  الأهلي يتوج بطلاً للسوبر الإفريقي (محفوظ). مؤرشف من الأصل في 5 مايو 2020. وصل لهذا المسار في 5 مايو 2020.
168. ↑  الأهلي المصري أحرز كأس السوبر بعد الفوز على الصفاقسي 2/1 (محفوظ). مؤرشف من الأصل في 5 مايو 2020. وصل لهذا المسار في 5 مايو 2020.
169. ↑  مباراة لا تنسي .. الأهلي وطلائع الجيش 3-1 (محفوظ). مؤرشف من الأصل في 18 ديسمبر 2017. وصل لهذا المسار في 1 يونيو 2020.
170. ↑  خبطة تريكة وضرب ريشة.. ملحمة "الفاصلة" بين الأهلي والإسماعيلي (محفوظ). مؤرشف من الأصل في 16 نوفمبر 2019. وصل لهذا المسار في 1 يونيو 2020.
171. ↑  الدوري المصري الممتاز 2009/2010 (محفوظ). مؤرشف من الأصل في 20 فبراير 2018. وصل لهذا المسار في 1 يونيو 2020.
172. ↑  الأهلي 1 – 0 حرس الحدود – كأس سوبر مصر 2010 (محفوظ). مؤرشف من الأصل في 1 يونيو 2020. وصل لهذا المسار في 1 يونيو 2020.
173. ↑  الحكم الغاني يذبح الأهلي.. والترجي إلى الدور النهائي بهدف من "لمسة يد" للنيجيري إينرامو (محفوظ). مؤرشف من الأصل في 30 مايو 2017. وصل لهذا المسار في 29 أبريل 2020.
174. ↑  بطولة الدوري المصري الممتاز 2010–2011 (محفوظ). مؤرشف من الأصل في 28 فبراير 2017. وصل لهذا المسار في 10 يونيو 2020.
175. ↑  رأس «جدو» تجلب «السوبر» السابعة للأهلي بالفوز على إنبي «2-1» (محفوظ). مؤرشف من الأصل في 29 أبريل 2020. وصل لهذا المسار في 29 أبريل 2020.
176. ↑  الأهلي المصري يتوج بطلا لمسابقة دوري الأبطال للمرة السابعة بعد فوزه على الترجي 2-1 في رادس (محفوظ). مؤرشف من الأصل في 23 ديسمبر 2017. وصل لهذا المسار في 29 أبريل 2020.
177. ↑  الأهلي في نصف النهائي بالفوز على هيروشيما وأبو تريكة يتساوى مع ميسي (محفوظ). مؤرشف من الأصل في 18 يونيو 2020. وصل لهذا المسار في 18 يونيو 2020.
178. ↑  زي النهاردة.. الأهلي يحتفل بفوزه على هيروشيما بمونديال الأندية (محفوظ). مؤرشف من الأصل في 18 يونيو 2020. وصل لهذا المسار في 18 يونيو 2020.
179. ↑  ٔهلي-المصري-يخسر-رغم-إجادته الأهلي المصري يخسر رغم إجادته (محفوظ). مؤرشف من الأصل في 18 يونيو 2020. وصل لهذا المسار في 18 يونيو 2020.
180. ↑  الأهلي يتلقى خماسية تاريخية من مونتيري ليحتل مركزه المفضل بالمونديال (محفوظ). مؤرشف من الأصل في 18 يونيو 2020. وصل لهذا المسار في 18 يونيو 2020.
181. ↑  مونتيري المكسيكي يُعيد الأهلي إلى مصر بـ"فضيحة (محفوظ). مؤرشف من الأصل في 18 يونيو 2020. وصل لهذا المسار في 18 يونيو 2020.
182. ↑  بالفيديو .. زي النهاردة .. الأهلي يخسر بخماسية مذلة على يد مونتيري المكسيكي (محفوظ). مؤرشف من الأصل في 18 يونيو 2020. وصل لهذا المسار في 18 يونيو 2020.
183. ↑  الأهلي المصري يتوج بكأس السوبر الافريقي للمرة الخامسة في تاريخه (محفوظ). مؤرشف من الأصل في 18 يونيو 2020. وصل لهذا المسار في 18 يونيو 2020.
184. ↑  تقرير مباراة الأهلي وليوباردز 2–1 (محفوظ). مؤرشف من الأصل في 21 فبراير 2017. وصل لهذا المسار في 18 يونيو 2020.
185. ↑  دوري أبطال إفريقيا: 2 نوفمبر 2013 - اورلاندو بيراتس ضد الأهلي www.kooora.com. اطلع عليه بتاريخ 19 أغسطس 2020 نسخة محفوظة 2020-07-15 على موقع واي باك مشين.
186. ↑  زي النهاردة.. الأهلي يصعق أورلاندو بيراتس ويتوج بآخر ألقابه في دوري أبطال إفريقيا (محفوظ). مؤرشف من الأصل في 26 أبريل 2020. وصل لهذا المسار في 26 أبريل 2020.
187. ↑  بطولة الدوري المصري الممتاز 2013–14 (محفوظ). مؤرشف من الأصل في 10 يونيو 2020. وصل لهذا المسار في 10 يونيو 2020.
188. ↑  #أرشيف_اليورو: الأهلي بطل السوبر المصري 2014 (محفوظ). مؤرشف من الأصل في 10 يونيو 2020. وصل لهذا المسار في 10 يونيو 2020.
189. ↑  بالصور.. الأهلي يخسر أمام بنغازي ويودع بطولة «دوري الأبطال» (محفوظ). مؤرشف من الأصل في 27 يوليو 2014. وصل لهذا المسار في 23 يوليو 2020.
190. ↑  ٔهلي-المصري-يودع-دوري-ا ٔبطال-إفريقيا الأهلي المصري يودع دوري أبطال إفريقيا (محفوظ). مؤرشف من الأصل في 23 يوليو 2020. وصل لهذا المسار في 23 يوليو 2020.
191. ↑  بالفيديو ... الأهلي يخسر من سيوى سبورت 1/2 ويقترب من كأس الكونفدرالية (محفوظ). مؤرشف من الأصل في 23 يوليو 2020. وصل لهذا المسار في 23 يوليو 2020.
192. ↑  انتهت.. سيوي سبورت 2 - الأهلي 1 (محفوظ). مؤرشف من الأصل في 17 ديسمبر 2015. وصل لهذا المسار في 23 يوليو 2020.
193. ↑  حكاية بطولة .. الأهلي يمنح مصر لقبها الأول في الكونفدرالية (محفوظ). مؤرشف من الأصل في 23 يوليو 2020. وصل لهذا المسار في 23 يوليو 2020.
194. ↑  بالفيديو والصور - الأهلي يخطف بطولة الكونفدرالية بهدف قاتل أمام سيوي سبورت (محفوظ). مؤرشف من الأصل في 23 يوليو 2020. وصل لهذا المسار في 23 يوليو 2020.
195. ↑  الأهلي يفوز بالسوبر المصري بعد هزيمة الزمالك في الإمارات 3-2.. و"وقفة رمضان" تثير غضب لاعبي الأبيض (محفوظ). مؤرشف من الأصل في 22 ديسمبر 2015. وصل لهذا المسار في 4 مايو 2020.
196. ↑  ٔهلي-يهزم-الزمالك-ويحرز-السوبر-المصري الأهلي يهزم الزمالك ويحرز السوبر المصري (محفوظ). مؤرشف من الأصل في 3 مايو 2020. وصل لهذا المسار في 4 مايو 2020.
197. ↑  الأهلي يفوز على الزمالك 3-2 ويتوج بكأس السوبر المصرية (محفوظ). مؤرشف من الأصل في 18 يوليو 2018. وصل لهذا المسار في 4 مايو 2020.
198. ↑  الأهلي يهزم الزمالك 2-3 ويتوّج بطلاً للسوبر المصري (محفوظ). مؤرشف من الأصل في 13 يناير 2018. وصل لهذا المسار في 4 مايو 2020.
199. ↑  جدول ترتيب الدوري المصري الممتاز 2015/2016 (محفوظ). مؤرشف من الأصل في 16 أغسطس 2018. وصل لهذا المسار في 17 يونيو 2020.
200. ↑  جدول ترتيب فرق الدوري المصري بعد انتهاء موسم 2016 / 2017 (محفوظ). مؤرشف من الأصل في 9 مارس 2018. وصل لهذا المسار في 17 يونيو 2020.
201. ↑  ملخص مباراة الأهلي والمصري في نهائي كأس مصر (محفوظ). مؤرشف من الأصل في 3 سبتمبر 2017. وصل لهذا المسار في 4 مايو 2020.
202. ↑  الوداد يهزم الأهلي ويتوج بدوري أبطال إفريقيا (محفوظ). مؤرشف من الأصل في 25 أبريل 2020. وصل لهذا المسار في 25 أبريل 2020.
203. ↑  جدول ترتيب الدوري المصري 2017-2018 - الأهلي ينهي موسمه بفوزه على المصري بثنائية (محفوظ). مؤرشف من الأصل في 2 ديسمبر 2018. وصل لهذا المسار في 16 يونيو 2020.
204. ↑  إنجازات "الخطيب" تتحدث عن نفسها في رئاسة الأهلي (محفوظ). مؤرشف من الأصل في 25 أبريل 2020. وصل لهذا المسار في 25 أبريل 2020.
205. ↑  سنة أولى رئاسة.. إنجازات الخطيب في الأهلي (محفوظ). مؤرشف من الأصل في 25 أبريل 2020. وصل لهذا المسار في 25 أبريل 2020.
206. ↑  دوري أبطال إفريقيا: 2 نوفمبر 2018 - الأهلي ضد الترجي الرياضي www.kooora.com. اطلع عليه بتاريخ 12 سبتمبر 2020 نسخة محفوظة 12 سبتمبر 2020 على موقع واي باك مشين.
207. ↑  نتيجة نهائي دوري أبطال إفريقيا 2018، الجوائز وطريق الترجي نحو اللقب (محفوظ). مؤرشف من الأصل في 25 أبريل 2020. وصل لهذا المسار في 25 أبريل 2020.
208. 1 2  سقوط مدّوٍ للأهلي أمام صن داونز في ذهاب ربع نهائي دوري أبطال إفريقيا (محفوظ). مؤرشف من الأصل في 25 أبريل 2020. وصل لهذا المسار في 25 أبريل 2020.
209. 1 2  أهداف مباراة الأهلي وصن دوانز في دوري أبطال إفريقيا (محفوظ). مؤرشف من الأصل في 7 أبريل 2019. وصل لهذا المسار في 25 أبريل 2020.
210. ↑  ٔهلي-بطلا-للدوري-الا ٔطول-تاريخ-مصر رسميا.. الأهلي بطلا للدوري الأطول في تاريخ مصر (محفوظ). مؤرشف من الأصل في 3 مايو 2020. وصل لهذا المسار في 4 مايو 2020.
211. ↑  الأهلى يضرب الزمالك 3 / 2 ويتوج بالسوبر الـ11 (محفوظ). مؤرشف من الأصل في 24 ديسمبر 2019. وصل لهذا المسار في 4 مايو 2020.
212. ↑  الأهلي يتوج بالسوبر الـ11 بثلاثية في الزمالك (محفوظ). مؤرشف من الأصل في 23 سبتمبر 2019. وصل لهذا المسار في 29 مايو 2020.
213. ↑  للمرة 11.. الأهلي بطل السوبر المصري في «قمة الإثارة» (محفوظ). مؤرشف من الأصل في 2 أكتوبر 2019. وصل لهذا المسار في 29 مايو 2020.
214. ↑  دوري أبطال إفريقيا: 11 أغسطس 2019 - نادي أطلع برة ضد الأهلي www.kooora.com. اطلع عليه بتاريخ 12 سبتمبر 2020 نسخة محفوظة 2020-09-12 على موقع واي باك مشين.
215. 1 2  9-صفر.. الأهلي يسجل أكبر فوز في تاريخ مصر بدوري أبطال إفريقيا (محفوظ). مؤرشف من الأصل في 25 أبريل 2020. وصل لهذا المسار في 25 أبريل 2020.
216. 1 2  بالفيديو... أهداف مباراة الأهلي واطلع برة (9-0) في دوري أبطال إفريقيا (محفوظ). مؤرشف من الأصل في 14 سبتمبر 2019. وصل لهذا المسار في 25 أبريل 2020.
217. 1 2  نهاية اللقاء.. الأهلي 9-0 اطلع برة (محفوظ). مؤرشف من الأصل في 22 سبتمبر 2019. وصل لهذا المسار في 25 أبريل 2020.
218. ↑  دوري أبطال إفريقيا: 14 سبتمبر 2019 - كانو سبورت ضد الأهلي www.kooora.com. اطلع عليه بتاريخ 12 سبتممبر 2020 نسخة محفوظة 12 سبتمبر 2020 على موقع واي باك مشين.
219. ↑  الأهلي يفوز 4-0 على كانو سبورت، ويتأهل لدور المجموعات في دوري الأبطال – الموقع الرسمي للنادي الأهلي (محفوظ). مؤرشف من الأصل في 1 أكتوبر 2019. وصل لهذا المسار في 25 أبريل 2020.
220. ↑  المجموعات – دوري أبطال إفريقيا 2012 www.kooora.com. اطلع عليه بتاريخ 12 سبتمبر 2020 نسخة محفوظة 2020-09-12 على موقع واي باك مشين.
221. ↑  الأهلي يخسر من النجم الساحلي 1-0 بـ«مجموعات» دوري أبطال إفريقيا (محفوظ). مؤرشف من الأصل في 24 ديسمبر 2019. وصل لهذا المسار في 25 أبريل 2020.
222. ↑  النجم الساحلي 1-0 الأهلي في دوري أبطال إفريقيا.. أبناء سوسة يستمرون في ترسيخ العقدة (محفوظ). مؤرشف من الأصل في 25 أبريل 2020. وصل لهذا المسار في 25 أبريل 2020.
223. ↑  أهداف مباراة الأهلي المصري والهلال السوداني 2-1 في دوري أبطال إفريقيا (محفوظ). مؤرشف من الأصل في 7 ديسمبر 2019. وصل لهذا المسار في 25 أبريل 2020.
224. ↑  أهداف الأهلي المصري وبلاتينيوم الزيمبابوي 2-0 في دوري أبطال إفريقيا (محفوظ). مؤرشف من الأصل في 29 ديسمبر 2019. وصل لهذا المسار في 25 أبريل 2020.
225. ↑  نهاية المباراة: الأهلي (2)-(0) بلاتينيوم.. دوري أبطال إفريقيا (محفوظ). مؤرشف من الأصل في 15 مارس 2020. وصل لهذا المسار في 25 أبريل 2020.
226. ↑  الزمالك يحصد كأس السوبر المصري بعد الفوز على الأهلي بركلات الترجيح (محفوظ). مؤرشف من الأصل في 16 أبريل 2020. وصل لهذا المسار في 25 أبريل 2020.
227. ↑  الزمالك يتوج بكأس السوبر المصري على حساب غريمه الأهلي (محفوظ). مؤرشف من الأصل في 16 فبراير 2017. وصل لهذا المسار في 25 أبريل 2020.
228. ↑  بلاتينوم ستارز 1-1 الأهلي المصري.. تعادل محبط للمارد الأحمر في زيمبابوي (محفوظ). مؤرشف من الأصل في 25 أبريل 2020. وصل لهذا المسار في 25 أبريل 2020.
229. ↑  نهاية المباراة... «الأهلي 1 - 1 بلاتينيوم» (محفوظ). مؤرشف من الأصل في 25 أبريل 2020. وصل لهذا المسار في 25 أبريل 2020.
230. ↑  نهاية المباراة: الأهلي (1) - (0) النجم الساحلي.. أجايي يسجل (محفوظ). مؤرشف من الأصل في 27 يناير 2020. وصل لهذا المسار في 25 أبريل 2020.
231. ↑  نسر الأهلي يحلق في الصدارة الإفريقية بإسقاط نجم تونس (محفوظ). مؤرشف من الأصل في 27 يناير 2020. وصل لهذا المسار في 25 أبريل 2020.
232. ↑  أهداف مباراة الأهلي والهلال السوداني في دوري أبطال إفريقيا (محفوظ). مؤرشف من الأصل في 2 فبراير 2020. وصل لهذا المسار في 25 أبريل 2020.
233. ↑  ٔهلي-والهلال-السوداني-واقتحام-مفاجي ٔ-للملعب تعادل الأهلي والهلال السوداني.. و"اقتحام مفاجئ" للملعب (محفوظ). مؤرشف من الأصل في 25 أبريل 2020. وصل لهذا المسار في 25 أبريل 2020.
234. ↑  الأهلي يفوز على صن داونز 2-0 في ذهاب ربع نهائي دوري أبطال إفريقيا (محفوظ). مؤرشف من الأصل في 25 أبريل 2020. وصل لهذا المسار في 25 أبريل 2020.
235. ↑  أهداف مباراة الأهلي وصن داونز 1-1 في دوري أبطال إفريقيا (محفوظ). مؤرشف من الأصل في 8 مارس 2020. وصل لهذا المسار في 25 أبريل 2020.
236. ↑  الوداد المغربي معلقا على تأجيل مباراة الأهلي: قرار سليم وصحة الجميع أهم (محفوظ). مؤرشف من الأصل في 18 أبريل 2020. وصل لهذا المسار في 25 أبريل 2020.
237. ↑  رسميًّا – الكاف يعلن تأجيل مباريات نصف نهائي دوري أبطال إفريقيا والكونفدرالية لأجل غير مسمى (محفوظ). مؤرشف من الأصل في 25 أبريل 2020. وصل لهذا المسار في 25 أبريل 2020.
238. ↑  كهربا يصعق.. الأهلي يبدأ مرحلة "ما بعد كورونا" برباعية في سموحة وديا (محفوظ). مؤرشف من الأصل في 24 يوليو 2020. وصل لهذا المسار في 24 يوليو 2020.
239. ↑  فيديو.. الأهلى يسحق سموحة برباعية نظيفة في أولى مواجهاته الودية (محفوظ). مؤرشف من الأصل في 24 يوليو 2020. وصل لهذا المسار في 24 يوليو 2020.
240. ↑  شاهد.. رباعية الأهلي في مرمى سموحة (محفوظ). مؤرشف من الأصل في 24 يوليو 2020. وصل لهذا المسار في 24 يوليو 2020.
241. ↑  انتصار أول للمارد الأحمر بعد العودة arabia.as.com. اطلع عليه بتاريخ 30 أغسطس 2020 نسخة محفوظة 31 أغسطس 2020 على موقع واي باك مشين.
242. ↑  الأهلي يعود بقوة .. أولى ثلاث نقاط في مشوار العودة أمام إنبي www.goal.com. اطلع عليه بتاريخ 30 أغسطس 2020 نسخة محفوظة 31 أغسطس 2020 على موقع واي باك مشين.
243. ↑  نهاية المباراة.. الأهلي 2-0 إنبي www.almasryalyoum.com. اطلع عليه بتاريخ 30 أغسطس 2020 نسخة محفوظة 31 أغسطس 2020 على موقع واي باك مشين.
244. 1 2 3  الأهلي يُتوج رسميًّا ببطولة الدوري للموسم الخامس على التوالي – الموقع الرسمي للنادي الأهلي. اطلع عليه بتاريخ 18 سبتمبر 2020 نسخة محفوظة 2020-09-18 على موقع واي باك مشين.
245. 1 2  رسميًا.. الأهلى بطلا للدورى الـ 42 بعد خسارة الزمالك أمام أسوان اليوم السابع. اطلع عليه بتاريخ 18 سبتمبر 2020 نسخة محفوظة 2020-09-18 على موقع واي باك مشين.
246. ↑  الأهلي يطلق موقعه الرسمي الجديد بثلاث لغات shorouknews. اطلع عليه بتاريخ 3 أكتوبر 2020 نسخة محفوظة 3 أكتوبر 2020 على موقع واي باك مشين.
247. ↑  المدير الفنى الجديد للأهلى "موسيمانى" مع عائلته.. صور اليوم السابع. اطلع عليه بتاريخ 2 أكتوبر 2020 نسخة محفوظة 2 أكتوبر 2020 على موقع واي باك مشين.
248. ↑  الأهلي يضع قدمًا في نهائي دوري الأبطال بالفوز على الوداد بعقر داره المصري اليوم. اطلع عليه بتاريخ 18 أكتوبر 2020 نسخة محفوظة 18 أكتوبر 2020 على موقع واي باك مشين.
249. ↑  الأهلي يكسر رقم الوداد الصامد على ملعبه منذ 4 سنوات الموجز. اطلع عليه بتاريخ 18 أكتوبر 2020 نسخة محفوظة 18 أكتوبر 2020 على موقع واي باك مشين.
250. ↑  الأهلي يُكرر فوزه على الوداد ويتأهل لنهائي دوري الأبطال المصري اليوم. اطلع عليه بتاريخ 24 أكتوبر 2020 نسخة محفوظة 24 أكتوبر 2020 على موقع واي باك مشين.
251. ↑  أشهر 8 تعليقات لعصام الشوالي تداولتها جماهير الكرة المصرية.. أخرها «القاضية مُمكن» اليوم السابع. اطلع عليه بتاريخ 1 يناير 2020 نسخة محفوظة 1 يناير 2021 على موقع واي باك مشين.
252. 1 2  "نراكم في المونديال".. رسائل بايرن وصنداونز وسيتي للأهلي بعد التتويج يالا كورة. اطلع عليه بتاريخ 28 نوفمبر 2020 نسخة محفوظة 28 نوفمبر 2020 على موقع واي باك مشين.
253. ↑  بالفيديو | الثلاثية اكتملت.. الأهلي بطلًا لـ كأس مصر بركلات الترجيح أمام طلائع الجيش بطولات. اطلع عليه بتاريخ 6 ديسمبر 2020 نسخة محفوظة 6 ديسمبر 2020 على موقع واي باك مشين.
254. ↑  نهاية المباراة: الأهلي (3)-(2) طلائع الجيش.. نهائي كأس مصر المصري اليوم. اطلع عليه بتاريخ 6 ديسمبر 2020 نسخة محفوظة 6 ديسمبر 2020 على موقع واي باك مشين.
255. ↑  «محدش أحسن من حد».. «الأهلي VS الزمالك» بطولتين خلال أسبوع في 2020 وات ذا سبورت. اطلع عليه بتاريخ 7 يناير 2021 نسخة محفوظة 6 ديسمبر 2020 على موقع واي باك مشين.
256. ↑  التساوي مع برشلونة وبايرن .. ماذا حقق الأهلي بعد تتويجه بكأس مصر؟ جول. اطلع عليه بتاريخ 7 يناير 2021 نسخة محفوظة 7 يناير 2021 على موقع واي باك مشين.
257. ↑  بطولتين في 8 أيام.. «موسيماني» يكتب التاريخ مع الأهلي البشاير. اطلع عليه بتاريخ 7 يناير 2021 نسخة محفوظة 2021-01-07 على موقع واي باك مشين.
258. ↑  "بعد جدل حسابات الأهلي الرسمية".. عبدالحفيظ يؤكد: حققنا الثلاثية "3 مرات" يالا كورة. اطلع عليه بتاريخ 1 يناير 2020 نسخة محفوظة 7 ديسمبر 2020 على موقع واي باك مشين.
259. ↑  الأهلي يحقق الثلاثية التاريخية.. وموسيماني يكرر إنجاز جوزيه أخبار اليوم. اطلع عليه بتاريخ 1 يناير 2020 نسخة محفوظة 9 ديسمبر 2020 على موقع واي باك مشين.
260. ↑  قرعة كأس العالم للأندية.. الأهلي في طريق بايرن ميونيخ العين الإخبارية. اطلع عليه بتاريخ 21 يناير 2021 نسخة محفوظة 2021-01-19 على موقع واي باك مشين.
261. ↑  بعد انتهاء قرعة كاس العالم للأندية.. الفائز من مباراة الأهلي والدحيل يواجه بايرن ميونيخ المصري اليوم. اطلع عليه بتاريخ 21 يناير 2021 نسخة محفوظة 20 يناير 2021 على موقع واي باك مشين.
262. ↑  نتائج قرعة كأس العالم للأندية.. الأهلي يواجه الدحيل وبايرن ميونخ ينتظره في نصف النهائي بطولات. اطلع عليه بتاريخ 21 يناير 2021 نسخة محفوظة 21 يناير 2021 على موقع واي باك مشين.
263. ↑  أيمن أشرف رجل مباراة الأهلي والدحيل يالا كورة. اطلع عليه بتاريخ 7 فبراير 2021 نسخة محفوظة 2021-02-07 على موقع واي باك مشين.
264. ↑  أيمن أشرف رجل مباراة الأهلي والدحيل في الجول. اطلع عليه بتاريخ 7 يناير 2021 نسخة محفوظة 2021-02-04 على موقع واي باك مشين.
265. ↑  أيمن أشرف يفوز بجائزة رجل المباراة في لقاء الأهلي والدحيل – الموقع الرسمي للنادي الأهلي. اطلع عليه بتاريخ 7 يناير 2021 نسخة محفوظة 2021-02-07 على موقع واي باك مشين.
266. ↑  الأهلي يفوز على الدحيل.. ويواجه بايرن ميونخ بنصف نهائي كأس العالم للأندية سي إن إن بالعربية. نسخة محفوظة 2021-02-05 على موقع واي باك مشين.
267. ↑  لعب من أجل ما لا يملكه صاحب الملعب .. كيف هد الأهلي الدحيل في 45 دقيقة؟ (تحليل) يالا كورة. نسخة محفوظة 2021-02-05 على موقع واي باك مشين.
268. ↑  كأس العالم للأندية: الأهلي يخسر أمام بايرن ميونيخ ويكتفي باللعب على المركز الثالث بي بي سي عربي. اطلع عليه بتاريخ 11 فبراير 2021 نسخة محفوظة 2021-02-08 على موقع واي باك مشين.
269. ↑  الأهلي المصري يحرز برونزية مونديال الأندية على حساب بالميراس البرازيلي بركلات الترجيح RTarabic. اطلع عليه بتاريخ 11 فبراير 2021 نسخة محفوظة 2021-02-11 على موقع واي باك مشين.
270. ↑  البرونزية الثانية وأرقام قياسية.. الأهلي يكتب التاريخ أخبار اليوم. اطلع عليه بتاريخ 11 فبراير 2021 نسخة محفوظة 2021-02-11 على موقع واي باك مشين.
271. ↑  الأهلي في المونديال| الشناوي يفوز بجائزة «رجل المباراة» في لقاء بالميراس أخبار اليوم. اطلع عليه بتاريخ 14 فبراير 2021 نسخة محفوظة 2021-02-14 على موقع واي باك مشين.
272. ↑  محمد الشناوي رجل مباراة الأهلي وبالميراس في كأس العالم للأندية بطولات. اطلع عليه بتاريخ 14 فبراير 2021 نسخة محفوظة 2021-02-12 على موقع واي باك مشين.
273. ↑  الشناوي يحصد جائزة أفضل لاعب في مباراة الأهلي وبالميراس بعد تألقه في ركلات الترجيح RTarabic. اطلع عليه بتاريخ 14 فبراير 2021 نسخة محفوظة 2021-02-12 على موقع واي باك مشين.
274. 1 2  الأهلي يرصع عرشه الإفريقي بنجمة السوبر.. ويضم بركان لقائمة ضحاياه يلا كورة. اطلع عليه بتاريخ 29 مايو 2021 نسخة محفوظة 2021-05-28 على موقع واي باك مشين.
275. ↑  الكاف يختار نجم الأهلي رجل مباراة السوبر الإفريقي arabic.sport360. اطلع عليه بتاريخ 29 مايو 2021 نسخة محفوظة 3 يونيو 2021 على موقع واي باك مشين.
276. ↑  الأهلي المصري يتوج بطلا لدوري أبطال إفريقيا للمرة العاشرة في تاريخه (فيديو) RT بالعربي. اطلع عليه بتاريخ 24 يوليو 2021 نسخة محفوظة 2021-07-21 على موقع واي باك مشين.
277. ↑  قفشة رجل مباراة الأهلي وكايزر تشيفز في نهائي إفريقيا صدى البلد. اطلع عليه بتاريخ 24 يوليو 2021 نسخة محفوظة 2021-07-17 على موقع واي باك مشين.
278. ↑  "طلائع الجيش يتوج بكأس السوبر المصري على حساب الأهلي". العربية.نت. مؤرشف من الأصل في 2021-09-23. اطلع عليه بتاريخ 2021-12-23.
279. ↑  "الأهلي VS. الرجاء الرياضي  1 - 1". سوكر واي. مؤرشف من الأصل في 2021-12-21. اطلع عليه بتاريخ 2021-12-23.
280. ↑  "بطل جديد؟.. الأهلي والزمالك يودعان كأس الرابطة المصرية". العين الإخباريَّة. 28 يناير 2022. مؤرشف من الأصل في 2023-04-03. اطلع عليه بتاريخ 2023-04-03.
281. ↑  محمد إسماعيل (5 فبراير 2022). "اليوم.. الأهلى يتحدى الغيابات أمام مونتيري المكسيكي | مبتدا". مبتدا. مؤرشف من الأصل في 2022-02-05. اطلع عليه بتاريخ 2022-02-06.
282. ↑  "كأس العالم للأندية 2021 FIFA مُقدم من Alibaba Cloud: بالميراس - الأهلي". فيفا. مؤرشف من الأصل في 2022-02-08. اطلع عليه بتاريخ 2022-02-19.
283. ↑  "كأس العالم للأندية 2021 FIFA مُقدم من Alibaba Cloud". فيفا. مؤرشف من الأصل في 2022-02-12. اطلع عليه بتاريخ 2022-02-19.
284. ↑  عبد اللطيف فوزي (13 فبراير 2022). "جدول ترتيب هدافي كأس العالم للأندية بعد نهاية المسابقة". العين الرياضية. مؤرشف من الأصل في 2022-02-13. اطلع عليه بتاريخ 2022-02-19.
285. ↑  "دوري أبطال إفريقيا". مؤرشف من الأصل في 2023-04-03. اطلع عليه بتاريخ 2023-04-03.
286. ↑  "رسميا.. الزمالك بطل الدوري المصري الممتاز للمرة 14 | يلا كورة". يلا كورة. 22 أغسطس 2022. مؤرشف من الأصل في 2023-04-03. اطلع عليه بتاريخ 2023-04-03.
287. ↑  عمر علاء (28 أغسطس 2022). "الأهلي يحقق أسوأ مركز له في ترتيب الدوري منذ 30 عاما | المصري اليوم". المصري اليوم. مؤرشف من الأصل في 2023-04-03. اطلع عليه بتاريخ 2023-04-03.
288. ↑  "بطولة كأس السوبر المصري - 2021/2022 | FilGoal". في الجول. مؤرشف من الأصل في 2023-04-03. اطلع عليه بتاريخ 2023-04-03.
289. ↑  لُبنى عبد الله (31 ديسمبر 2022). "حصاد الأهلى في 2022.. برونزية وسوبر لحظات الفرحة والدورى وإفريقيا لحظات الدموع". اليوم السَّابع. مؤرشف من الأصل في 2023-04-03. اطلع عليه بتاريخ 2023-04-03.
290. ↑  "كأس العالم للأندية FIFA 2023: البلد المُضيف والمواعيد ونظام البطولة". فيفا. مؤرشف من الأصل في 2023-03-15. اطلع عليه بتاريخ 2023-03-15.
291. ↑  مهاب ممدوح (16 ديسمبر 2022). "بعد اقتراب مشاركة الأهلي.. ماذا فعل الوصيف من قبل في كأس العالم للأندية؟". كورة بلس. مؤرشف من الأصل في 2022-12-19. اطلع عليه بتاريخ 2023-03-15.
292. ↑  "الأهلي vs. أوكلاند سيتي - 1 فبراير 2023 - Soccerway". سوكر واي. مؤرشف من الأصل في 2023-01-12. اطلع عليه بتاريخ 2023-03-15.
293. ↑  "سياتيل ساوندرز vs. الأهلي - 4 فبراير 2023 - Soccerway". سوكر واي. مؤرشف من الأصل في 2023-02-04. اطلع عليه بتاريخ 2023-03-15.
294. ↑  "الأهلي vs. ريال مدريد - 8 فبراير 2023 - Soccerway". سوكر واي. مؤرشف من الأصل في 2023-02-11. اطلع عليه بتاريخ 2023-03-15.
295. ↑  "الأهلي vs. فلامينجو - 11 فبراير 2023 - Soccerway". سوكر واي. مؤرشف من الأصل في 2023-02-11. اطلع عليه بتاريخ 2023-03-15.
296. ↑  "الأهلي vs. بيراميدز - 10 أبريل 2023 - Soccerway". سوكر واي. مؤرشف من الأصل في 2023-05-12. اطلع عليه بتاريخ 2023-04-10.
297. ↑  "بيراميدز vs. الأهلي - 5 مايو 2023 - Soccerway". سوكر واي. مؤرشف من الأصل في 2023-05-08. اطلع عليه بتاريخ 2023-05-07.
298. ↑  "الأهلي المصري يتوج بلقب دوري أبطال إفريقيا 2023 (فيديو)". أر تي بالعربي. مؤرشف من الأصل في 2023-06-12. اطلع عليه بتاريخ 2023-06-13.
299. ↑  "الأهلي vs. اتحاد العاصمة - 15 سبتمبر 2023 - Soccerway". سوكر واي. مؤرشف من الأصل في 2024-12-02. اطلع عليه بتاريخ 2024-11-30.
300. ↑  بلال محمد (26 يوليو 2023). "كيف حقق الأهلي لقب الدوري المصري 2022-2023؟". جول. مؤرشف من الأصل في 2025-01-21. اطلع عليه بتاريخ 2024-11-28.
301. ↑  "الأهلي في المونديال| علي معلول يتصدر قائمة هدافي بطولة كأس العالم للأندية". الموقع الرَّسمي للنَّادي الأهلي. مؤرشف من الأصل في 2024-12-04. اطلع عليه بتاريخ 2024-11-30.
302. ↑  "من هو عماد النحاس المدرب الجديد للأهلي المصري؟". مؤرشف من الأصل في 2025-04-29.
303. 1 2 3 4  بالصور والفيديو: أحداث الأربعاء الدامي للكرة المصرية باستاد بورسعيد - المصري اليوم - 23:57 م 1 فبراير2012 "نسخة مؤرشفة". مؤرشف من الأصل في 2013-10-19. اطلع عليه بتاريخ 2020-04-24.{{استشهاد ويب}}:  صيانة الاستشهاد: BOT: original URL status unknown (link)
304. 1 2 3  طنطاوي يتوعد المتورطين بأحداث بورسعيد والإخوان تتهم «فلول» مبارك بتدبيرها - الجزيرة نت - 1:42 ص 2 فبراير2012 "نسخة مؤرشفة". مؤرشف من الأصل في 2012-02-05. اطلع عليه بتاريخ 2020-06-01.{{استشهاد ويب}}:  صيانة الاستشهاد: BOT: original URL status unknown (link)
305. ↑  صورة للّافتة نسخة محفوظة 12 أبريل 2016 على موقع واي باك مشين.
306. ↑  بكاء ودعوات للقصاص.. والمحافظ وشيوخ السلفية في جنازة شهيد الأحداث بالسويس - بوابة الشروق - 2 فبراير 2012 نسخة محفوظة 05 مارس 2016 على موقع واي باك مشين.
307. ↑  أعضاء مجلس الإدارة – الموقع الرسمي للنادي الأهلي. اطلع عليه بتاريخ 16 أكتوبر 2020 نسخة محفوظة 16 أكتوبر 2020 على موقع واي باك مشين.
308. ↑  شعار الأهلي – الموقع الرسمي للنادي الأهلي. اطلع عليه بتاريخ 18 أغسطس 2020 نسخة محفوظة 2020-07-17 على موقع واي باك مشين.
309. ↑  قصة شعار.. النسر رمز قوة الأهلي على مدار تاريخه (محفوظ). مؤرشف من الأصل في 16 فبراير 2018. وصل لهذا المسار في 25 أبريل 2020.
310. ↑  تعرف على تاريخ شعار الأهلي .. والتغيرات الثلاثة الطارئة عليه منذ تأسيس النادي الأحمر (محفوظ). مؤرشف من الأصل في 25 أبريل 2020. وصل لهذا المسار في 25 أبريل 2020.
311. ↑  النجمة الرابعة - حكاية النجوم على قميص الأهلي.. متى بدأت وأطول مدة غياب (محفوظ). مؤرشف من الأصل في 4 مايو 2020. وصل لهذا المسار في 4 مايو 2020.
312. ↑  الخطيب يعلن وضع النجمه الرابعة على قميص الأهلي (محفوظ). مؤرشف من الأصل في 31 يوليو 2018. وصل لهذا المسار في 4 مايو 2020.
313. ↑  الأهلي يفوز باستفتاء "ماركا" لأفضل شعار في العالم (محفوظ). مؤرشف من الأصل في 5 مايو 2020. وصل لهذا المسار في 5 مايو 2020.
314. ↑  ماركا الإسبانية تهنىء الأهلي بعد فوز شعاره بالأفضل في العالم (محفوظ). مؤرشف من الأصل في 5 مايو 2020. وصل لهذا المسار في 5 مايو 2020.
315. ↑  الأهلي يتصدر استفتاء صحيفة «ماركا الإسبانية» بأفضل شعار (محفوظ). مؤرشف من الأصل في 5 مايو 2020. وصل لهذا المسار في 5 مايو 2020.
316. ↑  شعار الأهلي يتفوق على الرجاء ويفوز باستفتاء صحيفة ماركا (محفوظ). مؤرشف من الأصل في 5 مايو 2020. وصل لهذا المسار في 5 مايو 2020.
317. ↑  رسميا.. الأهلي يفوز باستفتاء "ماركا" كأجمل شعار في العالم (محفوظ). مؤرشف من الأصل في 4 مايو 2020. وصل لهذا المسار في 5 مايو 2020.
318. ↑  بعد حصوله على لقب الأفضل عالميًا.. 5 معلومات عن شعار النادي الأهلي (محفوظ). مؤرشف من الأصل في 5 مايو 2020. وصل لهذا المسار في 5 مايو 2020.
319. ↑  لازم تعرف.. زوج أم كلثوم "ملحن" نشيد الأهلي اليوم السابع. اطلع عليه بتاريخ 5 سبتمبر 2020 نسخة محفوظة 2019-10-21 على موقع واي باك مشين.
320. ↑  قناة الأهلي تنطلق بأوركسترا لنشيد النادي التاريخي من دار الأوبرا الكابتن. اطلع عليه بتاريخ 5 سبتمبر 2020 نسخة محفوظة 2020-07-29 على موقع واي باك مشين.
321. ↑  زي النهاردة.. الأهلي يهزم ريال مدريد في مباراة الاحتفال بلقب نادي القرن اليوم السابع. اطلع عليه بتاريخ 16 سبتمبر 2020 نسخة محفوظة 2020-09-16 على موقع واي باك مشين.
322. ↑  زي النهاردة.. برشلونة يهزم الأهلي برباعية في ذكرى "المئوية".. فيديو اليوم السابع. اطلع عليه بتاريخ 16 سبتمبر 2020 نسخة محفوظة بتاريخ 9 مايو 2020 نسخة محفوظة 27 مايو 2020 على موقع واي باك مشين.
323. ↑  تشكيل الأهلي.. كهربا يقود الهجوم أمام أتلتيكو yallakora. اطلع عليه بتاريخ 16 سبتمبر 2020 نسخة محفوظة 16 سبتمبر 2020 على موقع واي باك مشين.
324. ↑  تشكيل أتلتيكو مدريد.. توريس يقود الهجوم أمام الأهلي yallakora. اطلع عليه بتاريخ 16 سبتمبر 2020 نسخة محفوظة 16 سبتمبر 2020 على موقع واي باك مشين.
325. ↑  الأهلى يخسر من أتلتيكو وينتصر للسلام ضد الإرهاب (صور) اليوم السابع. اطلع عليه بتاريخ 16 سبتمبر 2020 نسخة محفوظة بتاريخ 7 مارس 2018 نسخة محفوظة 7 مارس 2018 على موقع واي باك مشين.
326. ↑  فرع الجزيرة - الموقع الرسمي للنادي الأهلي (محفوظ). مؤرشف من الأصل في 11 مايو 2020. وصل لهذا المسار في 14 مايو 2020.
327. ↑  فرع مدينة نصر - الموقع الرسمي للنادي الأهلي (محفوظ). مؤرشف من الأصل في 11 مايو 2020. وصل لهذا المسار في 14 مايو 2020.
328. ↑  فرع الشيخ زايد - الموقع الرسمي للنادي الأهلي (محفوظ). مؤرشف من الأصل في 11 مايو 2020.
329. ↑  فرع التجمع الخامس – الموقع الرسمي للنادي الأهلي. اطلع عليه بتاريخ 16 أكتوبر 2020 نسخة محفوظة 16 أكتوبر 2020 على موقع واي باك مشين.
330. ↑  صور .. الأهلي يفتتح فرع التجمع الخامس في حضور وزير الرياضة ومحافظ القاهرة اليوم السابع. اطلع عليه بتاريخ 16 أكتوبر 2020 نسخة محفوظة 17 فبراير 2020 على موقع واي باك مشين.
331. ↑  8 معلومات عن فرع الأهلي الجديد بالأقصر (محفوظ). مؤرشف من الأصل في 21 مارس 2020. وصل لهذا المسار في 14 مايو 2020.
332. ↑  "الأهلي وصل الأقصر".. شعار يرفعه محبو القلعة الحمراء في شوارع المحافظة (محفوظ). مؤرشف من الأصل في 21 مايو 2020. وصل لهذا المسار في 14 مايو 2020.
333. ↑  السيد فؤاد (5 نوفمبر 2022). "جهاز مدينة العلمين يوافق على تخصيص 43 فدانا لصالح النادي الأهلي". المال. مؤرشف من الأصل في 2022-12-01. اطلع عليه بتاريخ 2022-12-01.
334. ↑  س وج.. كل ما تريد معرفته عن استاد القاهرة (محفوظ). مؤرشف من الأصل في 8 مارس 2020. وصل لهذا المسار في 14 مايو 2020.
335. ↑  ثاني أكبر ملعب عربي.. 10 معلومات عن استاد القاهرة مستضيف القمة (محفوظ). مؤرشف من الأصل في 14 مايو 2020. وصل لهذا المسار في 14 مايو 2020.
336. ↑  معلومات عن ملعب مختار التتش (محفوظ). مؤرشف من الأصل في 4 أكتوبر 2019. وصل لهذا المسار في 14 مايو 2020.
337. ↑  «التتش».. حكاية «ملعب» شاهد على تاريخ الأهلي (محفوظ). مؤرشف من الأصل في 5 ديسمبر 2017. وصل لهذا المسار في 14 مايو 2020.
338. ↑  رحلة تطور قميص النادي الأهلي منذ النشأة (محفوظ). مؤرشف من الأصل في 14 مايو 2020. وصل لهذا المسار في 14 مايو 2020.
339. ↑  بالصور - رحلة تطور قميص النادي الأهلي منذ النشأة في الجول. اطلع عليه بتاريخ 2 أكتوبر 2020 نسخة محفوظة 5 يوليو 2020 على موقع واي باك مشين.
340. ↑  صِلة: 80% من متابعي الكرة في مصر يشجعون الأهلي | مصر العربية نسخة محفوظة 20 سبتمبر 2017 على موقع واي باك مشين.
341. ↑  الأهلي: احصائية الـ"50 مليون" مشجع قامت بها 3 شركات عالمية...مصراوى نسخة محفوظة 03 أغسطس 2017 على موقع واي باك مشين.
342. ↑  «ألتراس ديفلز» يعتذر للأهلي وجماهيره ويوضح أسباب الخلاف مع «ألتراس أهلاوي» المصري اليوم. اطلع عليه بتاريخ 3 أكتوبر 2020 نسخة محفوظة 19 يوليو 2018 على موقع واي باك مشين.
343. ↑  معلومات عن قناة الأهلي (محفوظ). مؤرشف من الأصل في 25 أبريل 2020. وصل لهذا المسار في 23 أبريل 2020.
344. ↑  ضم الخطيب والعامري والدرندلي لمجلس إدارة ‹‹مجلة النادي الأهلي›› – الموقع الرسمي للنادي الأهلي (محفوظ). مؤرشف من الأصل في 3 مارس 2018. وصل لهذا المسار في 13 أغسطس 2020.
345. ↑  زي النهاردة .. أول مباراة في تاريخ مواجهات الأهلي والزمالك (محفوظ). مؤرشف من الأصل في 21 مايو 2020. وصل لهذا المسار في 21 مايو 2020.
346. ↑  هدافو القمة... صقر يحلق في قائمة تاريخية www.yallakora.com. اطلع عليه بتاريخ 18 أغسطس 2020 نسخة محفوظة 2020-08-18 على موقع واي باك مشين. [وصلة مكسورة]
347. ↑  البيان. "وثيقة تؤكد فوز الأهلي على الزمالك بنتيجة 6-0 عام 1926". www.albayan.ae. مؤرشف من الأصل في 2022-11-09. اطلع عليه بتاريخ 2022-11-09.
348. ↑  "الأهلي يحتفل بذكرى فوزه على الزمالك 6-0 | المصري اليوم". www.almasryalyoum.com. مؤرشف من الأصل في 2022-11-09. اطلع عليه بتاريخ 2022-11-09.
349. ↑  "الأهلي يحيي ذكرى الفوز بسداسية على الزمالك في دوري منطقة القاهرة - بوابة الشروق". www.shorouknews.com (بar-eg). Archived from the original on 2022-11-18. Retrieved 2022-11-09.{{استشهاد ويب}}:  صيانة الاستشهاد: لغة غير مدعومة (link)
350. ↑  قمة الأهلي والزمالك... بيبو "السوبر هاتريك" الوحيد (محفوظ). مؤرشف من الأصل في 31 مارس 2019. وصل لهذا المسار في 23 أبريل 2020.
351. ↑  الأهلى عن سوبر هاتريك "خالد بيبو" في مباراة 6/1: "سيظل رقمًا صامدًا" (محفوظ). مؤرشف من الأصل في 4 أكتوبر 2018. وصل لهذا المسار في 23 أبريل 2020.
352. 1 2  زي النهاردة.. الأهلي بطل السلطانية عام 1929 وكأس مصر 1946 (محفوظ). مؤرشف من الأصل في 22 يونيو 2020. وصل لهذا المسار في 22 يونيو 2020.
353. ↑  (فيديو من الذاكرة).. كيف أحرز الأهلي كأس مصر 1978 بأقدام لاعبيه المصابين وحرفية مدرب عبقري (محفوظ). مؤرشف من الأصل في 26 يونيو 2020. وصل لهذا المسار في 26 يونيو 2020.
354. ↑  أرشيف اليورو: الأهلى بطل كأس مصر "78"!! (محفوظ). مؤرشف من الأصل في 26 يونيو 2020. وصل لهذا المسار في 26 يونيو 2020.
355. ↑  زي النهاردة.. الأهلي يفوز على المقاولون 3/2 ويتوج بالكأس في أول ظهور لركلات الترجيح (محفوظ). مؤرشف من الأصل في 26 يونيو 2020. وصل لهذا المسار في 26 يونيو 2020.
356. ↑  أرشيف اليورو: الأهلي بطل الكأس 1983!! (محفوظ). مؤرشف من الأصل في 26 يونيو 2020. وصل لهذا المسار في 26 يونيو 2020.
357. ↑  ذكريات اليورو : الأهلي بطل كأس مصر للمرة "25".. ويحتفظ بالكأس للمرة الثالثة على التوالي (محفوظ). مؤرشف من الأصل في 26 يونيو 2020. وصل لهذا المسار في 26 يونيو 2020.
358. ↑  كأس "ميهوب 84".. هل استحقها الأهلي؟ الشهود وتاريخ صادق يكشفون الحقيقة (محفوظ). مؤرشف من الأصل في 26 يونيو 2020. وصل لهذا المسار في 26 يونيو 2020.
359. ↑  أرشيف اليورو: الأهلي بطل كأس مصر للمرة الرابعة على التوالي!! (محفوظ). مؤرشف من الأصل في 26 يونيو 2020. وصل لهذا المسار في 26 يونيو 2020.
360. ↑  صورة نادرة.. طاهر أبو زيد يحمل كأس مصر عام 1989 (محفوظ). مؤرشف من الأصل في 23 يناير 2019. وصل لهذا المسار في 26 يونيو 2020.
361. ↑  زي النهاردة : الأهلي بطل كأس مصر "1991".. أسوان أول فريق صعيدي في نهائي البطولة (محفوظ). مؤرشف من الأصل في 26 يونيو 2020. وصل لهذا المسار في 26 يونيو 2020.
362. ↑  زي النهاردة : الأهلي بطل الكأس .. وثنائية لأيمن شوقي (محفوظ). مؤرشف من الأصل في 26 يونيو 2020. وصل لهذا المسار في 26 يونيو 2020.
363. ↑  أرشيف اليورو: الأهلى بطل كأس مصر للمرة الثالثة على التوالي!! (محفوظ). مؤرشف من الأصل في 16 يونيو 2020. وصل لهذا المسار في 26 يونيو 2020.
364. ↑  يوسف وغريب وشوبير في مواجهة الأهلي والمحلة (محفوظ). مؤرشف من الأصل في 26 يونيو 2020.
365. ↑  أهداف الأهلي 3 المنصورة 1 نهائي كأس مصر 96 (محفوظ). مؤرشف من الأصل في 24 ديسمبر 2019. وصل لهذا المسار في 26 يونيو 2020.
366. ↑  أرشيف اليورو: الأهلى بطل كأس مصر 2001!! (محفوظ). مؤرشف من الأصل في 19 يونيو 2020. وصل لهذا المسار في 6 يونيو 2020.
367. ↑  أرشيف اليورو: الأهلى بطل كأس مصر للمرة "33"!! (محفوظ). مؤرشف من الأصل في 5 مايو 2020. وصل لهذا المسار في 26 يونيو 2020.
368. ↑  زي النهاردة.. الأهلي يدمر موسم الزمالك بثلاثية في نهائي الكأس (محفوظ). مؤرشف من الأصل في 21 يونيو 2020. وصل لهذا المسار في 26 يونيو 2020.
369. ↑  فلاش باك: ماراثون نهائي كأس مصر 2007 بين الأهلي والزمالك (محفوظ). مؤرشف من الأصل في 26 يونيو 2020.
370. ↑  ملخص مباراة الأهلي والمصري في نهائي كأس مصر (محفوظ). مؤرشف من الأصل في 26 يونيو 2020. وصل لهذا المسار في 26 يونيو 2020.
371. ↑  موسيماني: لاعبو الأهلي يصنعون التاريخ.. وشكرًا للخطيب – الموقع الرسمي. اطلع عليه بتاريخ 6 ديسمبر 2020 نسخة محفوظة 6 ديسمبر 2020 على موقع واي باك مشين.
372. ↑  "الأهلي يصعق الزمالك بثنائية ويتوج بكأس مصر". العربية نت. 8 مارس 2024. مؤرشف من الأصل في 2024-03-08. اطلع عليه بتاريخ 2024-03-09.
373. ↑  كأس السوبر المصري 2018 (محفوظ). مؤرشف من الأصل في 26 يونيو 2020. وصل لهذا المسار في 26 يونيو 2020.
374. ↑  الأهلي يضرب الزمالك 3/2 ويتوج بالسوبر الـ11 (محفوظ). مؤرشف من الأصل في 22 يونيو 2020. وصل لهذا المسار في 28 يونيو 2020.
375. ↑  الأهلي المصري يتوج بطلا لمسابقة دوري الأبطال للمرة السابعة بعد فوزه على الترجي 2-1 في رادس (محفوظ). مؤرشف من الأصل في 18 يونيو 2020. وصل لهذا المسار في 26 يونيو 2020.
376. ↑  زي النهاردة.. الأهلي يفوز بالأميرة الإفريقية الثامنة (محفوظ). مؤرشف من الأصل في 11 نوفمبر 2019. وصل لهذا المسار في 26 يونيو 2020.
377. ↑  هدف متعب القاتل في سيوي سبورت 1-0 كأس الاتحاد الإفريقي 2014 (محفوظ). مؤرشف من الأصل في 25 أبريل 2020. وصل لهذا المسار في 26 يونيو 2020.
378. ↑  كأس السوبر الإفريقي 2002 (محفوظ). مؤرشف من الأصل في 19 أغسطس 2018. وصل لهذا المسار في 24 أبريل 2020.
379. ↑  سوبر أهلي (2) في 2006.. الأهلي يهزم الإصابات والحظ والجيش الملكي (محفوظ). مؤرشف من الأصل في 21 يونيو 2020. وصل لهذا المسار في 5 سبتمبر 2020.
380. ↑  في مثل هذا اليوم .. الأهلي بطلا لكأس السوبر الإفريقي 2007 (محفوظ). مؤرشف من الأصل في 21 يونيو 2020. وصل لهذا المسار في 26 يونيو 2020.
381. ↑  بطولة كأس السوبر الإفريقي 2009 (محفوظ). مؤرشف من الأصل في 26 يونيو 2020. وصل لهذا المسار في 26 يونيو 2020.
382. ↑  قصة مباراة.. الأهلي يهزم الصفاقسي 3/2 ويتوج بالسوبر الإفريقي (محفوظ). مؤرشف من الأصل في 26 يونيو 2020. وصل لهذا المسار في 26 يونيو 2020.
383. ↑  "الأهلي المصري يتوّج بطلاً للـ"سوبر الإفريقي"". beIN SPORTS. مؤرشف من الأصل في 2021-12-23. اطلع عليه بتاريخ 2021-12-22.
384. ↑  الكأس الأفروآسيوية للفرق 1988 (محفوظ). مؤرشف من الأصل في 26 يونيو 2020. وصل لهذا المسار في 26 يونيو 2020.
385. ↑  FilGoal | أخبار | الأهلي أفضل فريق في العالم لشهر يونيو نسخة محفوظة 21 سبتمبر 2017 على موقع واي باك مشين.
386. ↑  بالأرقام .. لماذا فاز الأهلي بلقب نادي القرن الإفريقي - الأهلي.كوم نسخة محفوظة 01 نوفمبر 2017 على موقع واي باك مشين.
387. ↑  الأهلي يتسلم شهادة "الأيزو" كأول نادٍ رياضي في مصر وإفريقيا يالا كورة. اطلع عليه بتاريخ 28 يناير 2021 نسخة محفوظة 2021-01-26 على موقع واي باك مشين.
388. ↑  بالفيديو .. أكبر 10 انتصارات في تاريخ الأهلي محلياً وعربياً وقارياً سوبر كورة. اطلع عليه بتاريخ 22 أكتوبر 2020 نسخة محفوظة 22 أكتوبر 2020 على موقع واي باك مشين.
389. ↑  الأهلي يفوز على "سوكر سمارت" الإسباني 9-0.. وهدف استثنائي لأزارو (فيديو) yallakora. اطلع عليه بتاريخ 5 سبتمبر 2020 نسخة محفوظة 2020-09-05 على موقع واي باك مشين.
390. ↑  الأهلي يفوز على سوكر سمارت 9-0 في أولى وديات معسكر إسبانيا اليوم السابع. اطلع عليه بتاريخ 5 سبتمبر 2020 نسخة محفوظة 2019-07-09 على موقع واي باك مشين.
391. ↑  تاريخ مواجهات الأهلي والإسبان.. انتصار تاريخي وهزائم قاسية (فيديو) المصري اليوم. اطلع عليه بتاريخ 8 أكتوبر 2020 نسخة محفوظة 15 يوليو 2018 على موقع واي باك مشين.
392. ↑  تقرير للبي بي سي "الخالي من الهزيمة" نسخة محفوظة 14 مارس 2007 على موقع واي باك مشين.
393. ↑  أحمد مختار (12 فبراير 2022). "كأس العالم.. الأهلي الأكثر تتويجا بالبرونزية | صحيفة الرياضية". الرياضية. مؤرشف من الأصل في 2022-02-12. اطلع عليه بتاريخ 2022-02-19.
394. ↑  الأهلي أول بطل مصري لكأس الكونفدرالية .. ويتسيد العالم (محفوظ). مؤرشف من الأصل في 23 أبريل 2020. وصل لهذا المسار في 23 أبريل 2020.
395. ↑  الأهلي.. البطل التاريخي ل«كأس مصر» – الموقع الرسمي للنادي الأهلي. اطلع عليه بتاريخ 30 أغسطس 2020 نسخة محفوظة 17 فبراير 2020 على موقع واي باك مشين.
396. ↑  قبل السوبر رقم 17.. الأهلى الأكثر سيطرة بـ11 لقبًا والزمالك 3 ألقاب. اطلع عليه بتاريخ 30 أغسطس 2020 نسخة محفوظة 19 فبراير 2020 على موقع واي باك مشين.
397. ↑  تاريخ الاهلى مع الارقام القياسيه شاهد وتمتع نسخة محفوظة 21 سبتمبر 2017 على موقع واي باك مشين.
398. ↑  110 سنة أهلي.. الخطيب المصري الوحيد المتوج بجائزة أفضل لاعب إفريقي - سوبر كورة نسخة محفوظة 21 سبتمبر 2017 على موقع واي باك مشين.
399. ↑  تقرير خاص | متعب ثالث هدافي الأهلي بإفريقيا | Goal.com نسخة محفوظة 25 أكتوبر 2017 على موقع واي باك مشين.
400. ↑  بي بي سي تكرم محمد بركات – القبس الإلكتروني نسخة محفوظة 21 سبتمبر 2017 على موقع واي باك مشين.
401. ↑  BBCArabic.com | أخبار الرياضة | بركات يتسلم جائزة بي بي سي نسخة محفوظة 21 سبتمبر 2017 على موقع واي باك مشين.
402. ↑  ايتو أفضل لاعب في افريقيا والأهلي المصري النادي الأقوى نسخة محفوظة 21 سبتمبر 2017 على موقع واي باك مشين.
403. ↑  موقع اخبار الدوري المصري (محفوظ). مؤرشف من الأصل في 25 سبتمبر 2017.
404. ↑  أبو تريكة ملك جائزة أفضل لاعب داخل إفريقيا - ياللاكورة نسخة محفوظة 21 سبتمبر 2017 على موقع واي باك مشين.
405. ↑  أبو تريكة الهداف التاريخي لأبطال إفريقيا نسخة محفوظة 18 أغسطس 2017 على موقع واي باك مشين.
406. ↑  الكونغولي «مبوتو » يُجرد «أبو تريكة» من لقب هداف إفريقيا | المصري اليوم نسخة محفوظة 22 سبتمبر 2017 على موقع واي باك مشين.
407. ↑  بروفايل اللاعب تريسور مبوتو - - مونديال 11 نسخة محفوظة 09 أكتوبر 2017 على موقع واي باك مشين.
408. ↑  «القائد» وائل جمعة أكثر لاعبي إفريقيا تتويجًا بدوري الأبطال بـ6 بطولات | المصري اليوم نسخة محفوظة 21 سبتمبر 2017 على موقع واي باك مشين.
409. ↑  وائل جمعه - إنجازات اللاعب - مونديال 11 - Mundial 11 - إحصائيات - نتائج - أرقام - أخبار - هيد تو هيد نسخة محفوظة 22 سبتمبر 2017 على موقع واي باك مشين.
410. ↑  حلم عاشور يهدد عرش وائل جمعة نسخة محفوظة 21 سبتمبر 2017 على موقع واي باك مشين.
411. ↑  "الدوري الممتاز| وسام أبو علي يتوج بلقب هداف المسابقة برصيد 18 هدف". الموقع الرسمي للنادي الأهلي. 17 أغسطس 2024. مؤرشف من الأصل في 2024-12-01. اطلع عليه بتاريخ 2024-11-28.
412. ↑  قبل مواجهة بلاتينيوم ستارز.. ماذا يفعل الأهلي مع أندية زيمبابوي؟ elcaptain.dostor.org. اطلع عليه بتاريخ 9 سبتمبر 2020 نسخة محفوظة 2020-09-09 على موقع واي باك مشين.
413. ↑  هل يفعلها الأهلي ويؤكد تفوقه على الأندية الكاميرونية؟ www.cairostadium.com. اطلع عليه بتاريخ 9 سبتمبر 2020 نسخة محفوظة 2020-09-09 على موقع واي باك مشين.
414. ↑  أولهم الخطيب وآخرهم أزارو.. حسين الشحات ينضم إلى قائمة أصحاب هاتريك في مشاركات الأهلي الإفريقية www.elablad.news. اطلع عليه بتاريخ 9 سبتمبر 2020 نسخة محفوظة 2020-03-24 على موقع واي باك مشين.
415. ↑  فيديو.. دراما كروية.. هاتريك الخطيب يقود الأهلى لاكتساح ليوباردز بسداسية www.youm7.com. اطلع عليه بتاريخ 9 سبتمبر 2020 نسخة محفوظة 2020-09-09 على موقع واي باك مشين.
416. ↑  مهاجم المصري يسجل رقم غائب عن الفرق المصرية منذ 20 عاما www.elcaptain.dostor.org. اطلع عليه بتاريخ 9 سبتمبر 2020 نسخة محفوظة 2020-09-09 على موقع واي باك مشين.
417. ↑  خماسية وهاتريك بيبو.. التاريخ ينحاز للأهلي في مواجهات صن داونز sport.elwatannews.com. اطلع عليه بتاريخ 9 سبتمبر 2020 نسخة محفوظة 2020-09-09 على موقع واي باك مشين.
418. ↑  بعد ثلاثية أزارو.. تعرف على قائمة "الهاتريك" في تاريخ الأهلي إفريقيا www.youm7.com. اطلع عليه بتاريخ 7 سبتمبر 2020 نسخة محفوظة 27 أكتوبر 2017 على موقع واي باك مشين.
419. ↑  شاهد .. هاتريك "حسين الشحات" في شباك فريق اطلع برة www.youm7.com. اطلع عليه بتاريخ 7 سبتمبر 2020 نسخة محفوظة 26 سبتمبر 2019 على موقع واي باك مشين.
420. ↑  سمير السَّيِّد (17 مارس 2023). "الأهلي ضد القطن.. هاتريك كهربا وقذيفة بيرسي تاو في 3 دقائق (فيديو) - سبورت 360". سبورت 360. مؤرشف من الأصل في 2023-03-17. اطلع عليه بتاريخ 2023-03-17.
421. ↑  "بالصور الخطيب يتسلم جائزة افضل لاعب عربي بعد 32 عاما". يوروسبورت عربية. 18 نوفمبر 2015. مؤرشف من الأصل في 2017-01-09. اطلع عليه بتاريخ 2017-01-08.
422. ↑  "بعد 32 عاما.. الخطيب يتسلم جائزة افضل لاعب عربي". صوت الأمة. مؤرشف من الأصل في 2017-01-09. اطلع عليه بتاريخ 2017-01-08.
423. ↑  أفضل مدرب في إفريقيا.. جوزيه وشحاتة وكوبر ضمن السجل الذهبي.. وريناد الأبرز مصراوي. اطلع عليه بتاريخ 18 يناير 2021 نسخة محفوظة 22 مارس 2020 على موقع واي باك مشين.
424. ↑  "بالفيديو.. "أبو تريكة" يتسلم جائزة أفضل لاعب عربي من "الحدث" اللبنانية". مصرس. مؤرشف من الأصل في 2017-01-09. اطلع عليه بتاريخ 2017-01-08.
425. ↑  أرض كنعان - أبو تركية يحرز الكرة الذهبية لأفضل لاعب عربي لعام 2012م (محفوظ). مؤرشف من الأصل في 9 يناير 2017. وصل لهذا المسار في 8 يناير 2017.
426. ↑  بالصور: أبوتريكة أفضل لاعب عربي في استفتاء صحيفة "الحدث" (محفوظ) (بar-EG). مؤرشف من الأصل في 13 يناير 2017. وصل لهذا المسار في 11 يناير 2017.
427. ↑  أبو تريكة ملك جائزة أفضل لاعب داخل إفريقيا يلا كورة. اطلع عليه بتاريخ 10 مارس 2021 نسخة محفوظة 14 يناير 2021 على موقع واي باك مشين.
428. ↑  أبو تريكة .. الجوائز الفردية التي حصل عليها الماجيكو - سبورت 360 عربي سبورت 360. اطلع عليه بتاريخ 10 مارس 2021 نسخة محفوظة 2018-08-16 على موقع واي باك مشين.
429. ↑  وياه وأبو تريكة وإيتو .. من هم أفضل اللاعبين في تاريخ قارة إفريقيا؟ جول. اطلع عليه بتاريخ 10 مارس 2021 نسخة محفوظة 2020-06-16 على موقع واي باك مشين.
430. ↑  كما انفردنا: أحمد حسن يفوز بجائزة أفضل لاعب إفريقي محلي لعام 2010 جول. اطلع عليه بتاريخ 18 يناير 2021 نسخة محفوظة 23 ديسمبر 2010 على موقع واي باك مشين.
431. ↑  ٔز-الكاف-محمد-الشناوي-ا ٔفضل-لاعب-محلي-إفريقيا "محمد الشناوي يحصل على جائزة أفضل لاعب محلي في إفريقيا". سكاي نيوز عربية. مؤرشف من ٔز-الكاف-محمد-الشناوي-ا ٔفضل-لاعب-محلي-إفريقيا الأصل في 2023-06-22. اطلع عليه بتاريخ 2023-12-25. {{استشهاد ويب}}: تحقق من قيمة |مسار أرشيف= (مساعدة) وتحقق من قيمة |مسار= (مساعدة)
432. ↑  "بيرسي تاو يفوز بجائزة أفضل لاعب داخل إفريقيا لعام 2023". القاهرة 24 (بar-eg). 11 Dec 2023. Archived from the original on 2023-12-26. Retrieved 2023-12-25.{{استشهاد ويب}}:  صيانة الاستشهاد: لغة غير مدعومة (link)
433. ↑  التحرير الإخبـاري نسخة محفوظة 25 سبتمبر 2017 على موقع واي باك مشين.
434. ↑  FIFA.com. كأس العالم للأندية FIFA قطر ٢٠٢٠ - أخبار - الأهلي يحقق المرتبة الثالثة على حساب بالميراس - FIFA.com (محفوظ) (بar-SA). مؤرشف من الأصل في 11 فبراير 2021. وصل لهذا المسار في 11 فبراير 2021.
435. ↑  FIFA.com. كأس العالم للأندية 2021 FIFA مُقدم من Alibaba Cloud (محفوظ). مؤرشف من الأصل في 12 فبراير 2022. وصل لهذا المسار في 19 فبراير 2021.
436. ↑  "كأس العالم FIFA المغرب 2022". فيفا. مؤرشف من الأصل في 2023-01-25. اطلع عليه بتاريخ 2023-03-14.
437. ↑  ٔهلي-المصري-يحرز-برونزية-مونديال-الا ٔندية "ShieldSquare Captcha". www.skynewsarabia.com (بالإنجليزية). Archived from ٔهلي-المصري-يحرز-برونزية-مونديال-الا ٔندية the original on 2023-12-24. Retrieved 2023-12-24. {{استشهاد ويب}}: تحقق من قيمة |مسار أرشيف= (help) and تحقق من قيمة |مسار= (help)
438. ↑  مشوار الأهلي في نهائيات دوري الأبطال (محفوظ) (بالعربية). مؤرشف من الأصل في 14 أبريل 2020. وصل لهذا المسار في 14 أبريل 2020.
439. ↑  "https://www.beinsports.com/ar/دوري-أبطال-أفريقيا/فيديو/الأهلي-المصري-يتوج-بلقب-/2110825". beIN SPORTS. 11 يونيو 2023. مؤرشف من الأصل في 2023-06-12. اطلع عليه بتاريخ 2023-06-12. {{استشهاد ويب}}: روابط خارجية في |عنوان= (مساعدة)
440. ↑  "الأهلي يتعادل مع صن داونز سلبيا ويفشل في الصعود لنهائي الدوري الإفريقي". اليوم السابع. 1 نوفمبر 2023. مؤرشف من الأصل في 2023-12-13. اطلع عليه بتاريخ 2023-12-25.
441. ↑  أفضل 10 لاعبين في تاريخ نادي الأهلي المصري (الجزء الأول) وات ذا سبورت. اطلع عليه بتاريخ 25 نوفمبر 2020 نسخة محفوظة 21 أكتوبر 2020 على موقع واي باك مشين.
442. ↑  أفضل 10 لاعبين في تاريخ نادي الأهلي المصري (الجزء الثانى) وات ذا سبورت. اطلع عليه بتاريخ 25 نوفمبر 2020 نسخة محفوظة 26 نوفمبر 2020 على موقع واي باك مشين.
443. ↑  أفضل 10 أساطير للأهلي والزمالك.. المعلم والثعلبين فرسان ميت عقبة.. بيبو وتريكة ومارادونا عباقرة المارد الأحمر.. وحسام حسن والحضرى عميل مزدوج سوبر كورة. اطلع عليه بتاريخ 25 نوفمبر 2020 نسخة محفوظة 29 أكتوبر 2020 على موقع واي باك مشين.
444. ↑  الحارس الطائر.. وحش إفريقيا.. البطل والسد العالي حراس الأهلي الأبرز على مدار التاريخ الهلال اليوم. اطلع عليه بتاريخ 25 نوفمبر 2020 نسخة محفوظة 29 أكتوبر 2018 على موقع واي باك مشين.
445. ↑  حجازي "الرائد" والتتش "صاحب أول بطولة".. وصالح سليم "المايسترو" والخطيب "الحريف" وحسام حسن "الهداف، في ذكرى تأسيسه الـ 113.. قصة 5 لاعبين أفذاذ صنعوا تاريخ الأهلي البوابة نيوز. اطلع عليه بتاريخ 25 نوفمبر 2020 نسخة محفوظة 20 يونيو 2020 على موقع واي باك مشين.
446. ↑  أهم 10 لاعبين في تاريخ مصر.. صلاح وتريكة وبيبو في القمة.. وميدو وغالي وشيكا خارج القائمة صدى البلد. اطلع عليه بتاريخ 25 نوفمبر 2020 نسخة محفوظة 4 ديسمبر 2018 على موقع واي باك مشين.
447. ↑  تعرف على أبرز نجوم الأهلي في تاريخ لقاءات القمة المصري اليوم. اطلع عليه بتاريخ 25 نوفمبر 2020 نسخة محفوظة 3 أبريل 2019 على موقع واي باك مشين.
448. ↑  أبرزهم التوأم.. 28 نجمًا ارتدوا قميصي الأهلي والزمالك عربي as. اطلع عليه بتاريخ 25 نوفمبر 2020 نسخة محفوظة 26 نوفمبر 2020 على موقع واي باك مشين.
449. ↑  إبراهيم سعيد لـ"بندق": ياريت كل المدافعين تكون وائل جمعة اليوم السابع. اطلع عليه بتاريخ 25 نوفمبر 2020 نسخة محفوظة 26 نوفمبر 2020 على موقع واي باك مشين.
450. ↑  قائمة أكثر 10 لاعبين تتويجا بالبطولات في الأهلى.. الخطيب وتريكة خارجها اليوم السابع. اطلع عليه بتاريخ 25 نوفمبر 2020 نسخة محفوظة 10 فبراير 2019 على موقع واي باك مشين.
451. ↑  حكاية 37 قائدا في تاريخ القلعة الحمراء.. الشناوى يدخل قائمة عظماء الأهلى من بوابة الحارس "8" سوبر كورة. اطلع عليه بتاريخ 25 نوفمبر 2020 نسخة محفوظة 14 نوفمبر 2020 على موقع واي باك مشين.
452. ↑  كلاكيت ثالث مرة.. تشكيل مصر التاريخي بدون محمد صلاح العين الإخبارية. اطلع عليه بتاريخ 5 يناير 2020 نسخة محفوظة 5 يناير 2021 على موقع واي باك مشين.
453. ↑  فريق أحلام في الجول - خالد بيومي يختار.. أفضل 11 لاعبا في تاريخ مصر "مفاجأة كبيرة" في الجول. اطلع عليه بتاريخ 5 يناير 2020 نسخة محفوظة 5 يناير 2021 على موقع واي باك مشين.
454. ↑  أحمد سامي. ""من أهم أساطير الأهلي".. حمزة المثلوثي يشيد بـ علي معلول". كورة 11. مؤرشف من الأصل في 2023-05-31. اطلع عليه بتاريخ 2023-05-31.
455. ↑  الترجي الرياضي التونسي VS. الأهلي  1 - 2 soccerway. اطلع عليه بتاريخ 19 نوفمبر 2020 نسخة محفوظة 8 نوفمبر 2015 على موقع واي باك مشين.
456. ↑  الأهلي VS. اورلاندو بيراتس  2 - 0 soccerway. اطلع عليه بتاريخ 19 سبتمبر 2020 نسخة محفوظة 30 يوليو 2019 على موقع واي باك مشين.
457. ↑  عاجل: تشكيل الأهلي في نهائي الكونفدرالية جول. اطلع عليه بتاريخ 21 نوفمبر 2020 نسخة محفوظة 12 فبراير 2018 على موقع واي باك مشين.
458. ↑  الزمالك VS. الأهلي  1 - 2 soccerway. اطلع عليه بتاريخ 30 نوفمبر 2020 نسخة محفوظة 30 نوفمبر 2020 على موقع واي باك مشين.
459. ↑  الأهلي VS. بالميراس  0 - 0 soccerway. اطلع عليه بتاريخ 10 مارس 2021 نسخة محفوظة 2021-02-11 على موقع واي باك مشين.
460. ↑  كايزر تشيفس VS. الأهلي  0 - 3 soccerway. اطلع عليه بتاريخ 24 يوليو 2021 نسخة محفوظة 2021-07-17 على موقع واي باك مشين.
461. ↑  "الهلال vs. الأهلي - 12 فبراير 2022 - Soccerway". سوكر واي. مؤرشف من الأصل في 2022-03-09. اطلع عليه بتاريخ 2022-03-09.
462. ↑  ميتشيل إنس – الموقع الرسمي للنادي الأهلي. اطلع عليه بتاريخ 15 أغسطس 2020 نسخة محفوظة 2020-06-29 على موقع واي باك مشين.
463. ↑  عزيز عزت باشا – الموقع الرسمي للنادي الأهلي. اطلع عليه بتاريخ 15 أغسطس 2020 نسخة محفوظة 2020-06-28 على موقع واي باك مشين.
464. ↑  عبد الخالق ثروت باشا. اطلع عليه بتاريخ 15 أغسطس 2020 نسخة محفوظة 2020-06-29 على موقع واي باك مشين.
465. 1 2  جعفر والي باشا – الموقع الرسمي للنادي الأهلي. اطلع عليه بتاريخ 16 أغسطس 2020 نسخة محفوظة 2020-07-02 على موقع واي باك مشين.
466. ↑  أحمد فؤاد أنور – الموقع الرسمي للنادي الأهلي. اطلع عليه بتاريخ 18 أغسطس 2020 نسخة محفوظة 2018-09-13 على موقع واي باك مشين.
467. ↑  أحمد حسنين باشا – الموقع الرسمي للنادي الأهلي. اطلع عليه بتاريخ 18 أغسطس 2020 نسخة محفوظة 2020-06-29 على موقع واي باك مشين.
468. ↑  أحمد عبود باشا – الموقع الرسمي للنادي الأهلي. اطلع عليه بتاريخ 18 أغسطس 2020 نسخة محفوظة 2020-06-30 على موقع واي باك مشين.
469. ↑  صلاح الدين الدسوقي – الموقع الرسمي للنادي الأهلي. اطلع عليه بتاريخ 18 أغسطس 2020 نسخة محفوظة 2020-06-30 على موقع واي باك مشين.
470. 1 2  الفريق عبد المحسن كامل مرتجي – الموقع الرسمي للنادي الأهلي. اطلع عليه بتاريخ 18 أغسطس 2020 نسخة محفوظة 2020-07-02 على موقع واي باك مشين.
471. ↑  إبراهيم الوكيل – الموقع الرسمي للنادي الأهلي. اطلع عليه بتاريخ 18 أغسطس 2020 نسخة محفوظة 2020-06-30 على موقع واي باك مشين.
472. 1 2  صالح سليم – الموقع الرسمي للنادي الأهلي. اطلع عليه بتاريخ 18 أغسطس 2020 نسخة محفوظة 2020-06-28 على موقع واي باك مشين.
473. ↑  عبده صالح الوحش – الموقع الرسمي للنادي الأهلي. اطلع عليه بتاريخ 18 أغسطس 2020 نسخة محفوظة 2020-06-29 على موقع واي باك مشين.
474. ↑  حسن حمدي – الموقع الرسمي للنادي الأهلي. اطلع عليه بتاريخ 18 أغسطس 2020 نسخة محفوظة 2020-07-23 على موقع واي باك مشين.
475. ↑  محمود طاهر – الموقع الرسمي للنادي الأهلي. اطلع عليه بتاريخ 18 أغسطس 2020 نسخة محفوظة 2020-06-30 على موقع واي باك مشين.
476. ↑  محمود الخطيب – الموقع الرسمي للنادي الأهلي. اطلع عليه بتاريخ 18 أغسطس 2020 نسخة محفوظة 2020-07-01 على موقع واي باك مشين.
477. ↑  111 سنة أهلي.. تعرف على 50 "كابتن" في تاريخ القلعة الحمراء (محفوظ). مؤرشف من الأصل في 22 يوليو 2020. وصل لهذا المسار في 24 يوليو 2020.
478. ↑  كأس مصر لكرة السلة (محفوظ). مؤرشف من الأصل في 17 مايو 2020. وصل لهذا المسار في 3 يونيو 2020.
479. ↑  علاء علي (27 مايو 2023). "الأهلي يتوج بلقب بطولة إفريقيا لكرة السلة على حساب الجمارك السنغالي - بطولات". بطولات. مؤرشف من الأصل في 2023-05-27. اطلع عليه بتاريخ 2023-05-31.
480. ↑  الرياضة (محفوظ). مؤرشف من الأصل في 3 أكتوبر 2018. وصل لهذا المسار في 23 مارس 2019.
481. ↑  سلة الأهلي تحتفل بكأس افريقيا أمام الزمالك غدا (محفوظ). مؤرشف من الأصل في 18 ديسمبر 2016. وصل لهذا المسار في 23 مارس 2019.
482. ↑  "كرة يد.. الأهلي يهزم الزمالك ويتوج بسوبر افريقيا  - ياللاكورة". مؤرشف من الأصل في 2018-04-25. اطلع عليه بتاريخ 2017-04-13.
483. ↑  «رجال طائرة الأهلي» يتوج بلقب الدوري بعد الفوز على الطلائع – الموقع الرسمي للنادي الأهلي. اطلع عليه بتاريخ 11 سبتمبر 2020 نسخة محفوظة 2020-09-11 على موقع واي باك مشين.
484. ↑  «رجال طائرة الأهلي» يتوج ببطولة كأس مصر – الموقع الرسمي للنادي الأهلي. اطلع عليه بتاريخ 11 أكتوبر 2020 نسخة محفوظة 11 أكتوبر 2020 على موقع واي باك مشين.
485. ↑  كرة طائرة.. الأهلي بطلاً للعرب للمرة السابعة على حساب الزمالك مصرواي. اطلع عليه بتاريخ 11 أكتوبر 2020 نسخة محفوظة 28 فبراير 2020 على موقع واي باك مشين.
486. ↑  كيف حلقت طائرة الأهلي المصري في سماء المجد واقتحمت موسوعة جينيس؟ (محفوظ). مؤرشف من الأصل في 27 مايو 2020. وصل لهذا المسار في 3 يونيو 2020.
487. ↑  النادي الأهلي للكرة الطائرة.. الأكثر تتويجاً بالألقاب القارية في العالم (محفوظ). مؤرشف من الأصل في 17 يونيو 2020. وصل لهذا المسار في 17 يونيو 2020.
488. ↑  الأهلي يتوج ببطولة كأس مصر لكرة الماء بعد الفوز على الجزيرة اليوم السابع اطلع عليه بتاريخ 25 يونيو 2020 نسخة محفوظة بتاريخ 11 يناير 2020 نسخة محفوظة 27 يونيو 2020 على موقع واي باك مشين.
489. ↑  الأهلي المصري يفوز بالبطولة العربية لكرة الماء بعد انسحاب الاتحاد السعودي اطلع عليه بتاريخ 25 يونيو 2020 نسخة محفوظة بتاريخ 3 ديسمبر 2020 نسخة محفوظة 25 يونيو 2020 على موقع واي باك مشين.
490. ↑  الأهلي السعودي يقتنص البطولة العربية لكرة الماء من الأهلي المصري اليَوم اطلع عليه بتاريخ 25 يونيو 2020 نسخة محفوظة بتاريخ 25 يونيو 2020 نسخة محفوظة 27 يونيو 2020 على موقع واي باك مشين.

### باللغة الإنجليزية
1. 1 2  CAF African Clubs Ranking rsssf. اطلع عليه بتاريخ 7 أكتوبر 2020 نسخة محفوظة بتاريخ 3 فبراير 2019 نسخة محفوظة 2 أكتوبر 2020 على موقع واي باك مشين.
2. ↑  International Cups Trivia rsssf. اطلع عليه بتاريخ 18 أغسطس 2020 نسخة محفوظة 31 يوليو 2020 على موقع واي باك مشين.
3. ↑  Sultan Hussein cup – Egyptian football net (by Dr. Tarek Said) (محفوظ). مؤرشف من الأصل في 23 ديسمبر 2019. وصل لهذا المسار في 12 أغسطس 2020.
4. ↑  Egyptian Cup 1926–27 - Egyptian football net (by Dr. Tarek Said) (محفوظ). مؤرشف من الأصل في 5 يناير 2020. وصل لهذا المسار في 12 أغسطس 2020.
5. ↑  Egyptian cup 1927–28 - Egyptian football net (by Dr. Tarek Said) (محفوظ). مؤرشف من الأصل في 22 ديسمبر 2019. وصل لهذا المسار في 12 أغسطس 2020.
6. ↑  Cairo Zone League 1934–35 – Egyptian football net (by Dr. Tarek Said) (محفوظ). مؤرشف من الأصل في 24 ديسمبر 2019. وصل لهذا المسار في 12 أغسطس 2020.
7. ↑  Cairo Zone League 1935–36 – Egyptian football net (by Dr. Tarek Said) (محفوظ). مؤرشف من الأصل في 24 ديسمبر 2019. وصل لهذا المسار في 12 أغسطس 2020.
8. ↑  Cairo Zone League 1936–37 – Egyptian football net (by Dr. Tarek Said) (محفوظ). مؤرشف من الأصل في 24 ديسمبر 2019. وصل لهذا المسار في 12 أغسطس 2020.
9. ↑  Egyptian cup 1936–37 – Egyptian football net (by Dr. Tarek Said) (محفوظ). مؤرشف من الأصل في 24 ديسمبر 2019. وصل لهذا المسار في 12 أغسطس 2020.
10. ↑  Sultan Hussein cup 1937–38 – Egyptian football net (by Dr. Tarek Said) (محفوظ). مؤرشف من الأصل في 7 سبتمبر 2019. وصل لهذا المسار في 12 أغسطس 2020.
11. ↑  Cairo Zone League 1941–42 – Egyptian football net (by Dr. Tarek Said) (محفوظ). مؤرشف من الأصل في 22 يناير 2020. وصل لهذا المسار في 12 أغسطس 2020.
12. ↑  Egyptian cup 1941–42 – Egyptian football net (by Dr. Tarek Said) (محفوظ). مؤرشف من الأصل في 22 يناير 2020. وصل لهذا المسار في 12 أغسطس 2020.
13. ↑  Cairo Zone League 1942–43 – Egyptian football net (by Dr. Tarek Said) (محفوظ). مؤرشف من الأصل في 25 ديسمبر 2019. وصل لهذا المسار في 12 أغسطس 2020.
14. ↑  Egyptian cup 1942–43 – Egyptian football net (by Dr Tarek Said) (محفوظ). مؤرشف من الأصل في 21 يناير 2020. وصل لهذا المسار في 12 أغسطس 2020.
15. ↑  Cairo Zone League 1945–46 – Egyptian football net (by Dr. Tarek Said) (محفوظ). مؤرشف من الأصل في 24 ديسمبر 2019. وصل لهذا المسار في 12 أغسطس 2020.
16. ↑  Egyptian cup 1945–46 – Egyptian football net (by Dr. Tarek Said) (محفوظ). مؤرشف من الأصل في 21 يناير 2020. وصل لهذا المسار في 12 أغسطس 2020.
17. ↑  تقرير مباراة تحديد بطل الدوري المصري موسم 1990/1991 (محفوظ). مؤرشف من الأصل في 10 أغسطس 2019. وصل لهذا المسار في 21 يونيو 2020.
18. ↑  جدول ترتيب الدوري المصري الممتاز 1995/1996 (محفوظ). مؤرشف من الأصل في 18 ديسمبر 2019. وصل لهذا المسار في 21 يونيو 2020.
19. ↑  جدول ترتيب الدوري المصري الممتاز 1996/1997 (محفوظ). مؤرشف من الأصل في 2 ديسمبر 2019. وصل لهذا المسار في 21 يونيو 2020.
20. ↑  جدول ترتيب الدوري المصري الممتاز 1997/1998 (محفوظ). مؤرشف من الأصل في 22 نوفمبر 2019. وصل لهذا المسار في 21 يونيو 2020.
21. ↑  جدول ترتيب الدوري المصري الممتاز 1998/1999 (محفوظ). مؤرشف من الأصل في 22 أكتوبر 2019. وصل لهذا المسار في 21 يونيو 2020.
22. ↑  Egyptian football net (by Dr. Tarek Said)-Egyptian Super Cup 2002-2003 (محفوظ). مؤرشف من الأصل في 30 ديسمبر 2019. وصل لهذا المسار في 23 يوليو 2020.
23. ↑  Zamalek 0-0 Al Ahly Cairo (محفوظ). مؤرشف من الأصل في 27 يونيو 2020. وصل لهذا المسار في 23 يوليو 2020.
24. ↑  Egyptian football net (by Dr. Tarek Said)-Egyptian Super Cup 2004–2005 (محفوظ). مؤرشف من الأصل في 30 ديسمبر 2019. وصل لهذا المسار في 23 يوليو 2020.
25. ↑  Egypt 2007/08 (محفوظ) (بالإنجليزية). مؤرشف من الأصل في 25 ديسمبر 2019. وصل لهذا المسار في 23 يوليو 2020.
26. ↑  Al Ahly Cairo 2–0 Zamalek (محفوظ). مؤرشف من الأصل في 23 يوليو 2020. وصل لهذا المسار في 23 يوليو 2020.
27. ↑  Egyptian football net (by Dr. Tarek Said)-Egyptian Super Cup 2007/08 (محفوظ). مؤرشف من الأصل في 30 ديسمبر 2019. وصل لهذا المسار في 23 يوليو 2020.
28. ↑  تقرير مباراة كأس السوبر المصري 2010 (محفوظ). مؤرشف من الأصل في 1 يونيو 2020. وصل لهذا المسار في 1 يونيو 2020.
29. ↑  Elshahat arrow books Al Ahly semi-final with Bayern فيفا. نسخة محفوظة 5 فبراير 2021 على موقع واي باك مشين.
30. ↑  Robert Lewandowski brace as Bayern Munich beat Al Ahly to reach FIFA Club World Cup final Bundesliga. اطلع عليه بتاريخ 11 فبراير 2021 نسخة محفوظة 2021-02-10 على موقع واي باك مشين.
31. ↑  FIFA CLUB WORLD El Shenaway spot-kick saves seize Ahly bronze فيفا. اطلع عليه بتاريخ 11 فبراير 2021 نسخة محفوظة 2021-02-11 على موقع واي باك مشين.
32. ↑  "Hany gem books Ahly semi with Palmeiras". فيفا. 5 فبراير 2022. مؤرشف من الأصل في 2022-02-05. اطلع عليه بتاريخ 2022-02-06.
33. ↑  "FIFA Club World Cup 2022/23". rsssf (بالإنجليزية). Archived from the original on 2023-02-13. Retrieved 2023-03-15.
34. ↑  "AL AHLY FC 3-1 AL ITTIHAD FC". FIFA (بالإنجليزية). Archived from the original on 2024-12-01. Retrieved 2024-11-28.
35. ↑  "FLUMINENSE FC 2-0 AL AHLY FC". FIFA (بالإنجليزية). Archived from the original on 2024-09-26. Retrieved 2024-11-28.
36. ↑  "URAWA REDS 2-4 AL AHLY FC". FIFA (بالإنجليزية). Archived from the original on 2024-09-25. Retrieved 2024-11-28.
37. ↑  "Al Ahly FC vs Modern Sport FC live score, H2H and lineups". Sofascore (بالإنجليزية). Archived from the original on 2024-09-23. Retrieved 2024-11-29.
38. ↑  "El Ahly Cairo - Club profile | Transfermarkt". ترانسفير ماركت. مؤرشف من الأصل في 2022-01-13. اطلع عليه بتاريخ 2022-02-19.
39. ↑  "كرة القدم: الأهلي - الانتقالات". فلاش سكور. مؤرشف من الأصل في 2020-08-17. اطلع عليه بتاريخ 2021-09-09.
40. ↑  El Ahly Cairo - Staff | Transfermarkt transfermarkt. اطلع عليه بتاريخ 28 سبتمبر 2020 نسخة محفوظة 2020-09-28 على موقع واي باك مشين.
41. ↑  Officially … Al-Ahly wins the “Marca” referendum as the most beautiful slogan in the world sis. اطلع عليه بتاريخ 3 أكتوبر 2020 نسخة محفوظة 2020-10-03 على موقع واي باك مشين.
42. ↑  Stadiums in Egypt worldstadiums اطلع عليه بتاريخ 30 أغسطس 2020 نسخة محفوظة 12 أغسطس 2020 على موقع واي باك مشين.
43. ↑  FootballDerbies.com - All you need to know about the world's best football matches. Derby, Local Derby or Rivalry نسخة محفوظة 08 نوفمبر 2017 على موقع واي باك مشين.
44. ↑  الدوري المصري الممتاز 1948–49 (محفوظ). مؤرشف من الأصل في 30 نوفمبر 2019. وصل لهذا المسار في 21 يونيو 2020.
45. ↑  الدوري المصري الممتاز 1949–50 (محفوظ). مؤرشف من الأصل في 25 أكتوبر 2019. وصل لهذا المسار في 21 يونيو 2020.
46. ↑  الدوري المصري الممتاز 1950–51 (محفوظ). مؤرشف من الأصل في 21 نوفمبر 2019. وصل لهذا المسار في 21 يونيو 2020.
47. ↑  الدوري المصري الممتاز 1952–53 (محفوظ). مؤرشف من الأصل في 21 نوفمبر 2019. وصل لهذا المسار في 22 يونيو 2020.
48. ↑  الدوري المصري الممتاز 1953–54 (محفوظ). مؤرشف من الأصل في 25 أكتوبر 2019. وصل لهذا المسار في 22 يونيو 2020.
49. ↑  الدوري المصري الممتاز 1955–56 (محفوظ). مؤرشف من الأصل في 10 أغسطس 2019. وصل لهذا المسار في 22 يونيو 2020.
50. ↑  الدوري المصري الممتاز 1956–57 (محفوظ). مؤرشف من الأصل في 10 أغسطس 2019. وصل لهذا المسار في 22 يونيو 2020.
51. ↑  الدوري المصري الممتاز 1957–58 (محفوظ). مؤرشف من الأصل في 25 أكتوبر 2019. وصل لهذا المسار في 22 يونيو 2020.
52. ↑  الدوري المصري الممتاز 1958–59 (محفوظ). مؤرشف من الأصل في 23 نوفمبر 2019. وصل لهذا المسار في 22 يونيو 2020.
53. ↑  الدوري المصري الممتاز 1960–61 (محفوظ). مؤرشف من الأصل في 10 أغسطس 2019. وصل لهذا المسار في 22 يونيو 2020.
54. ↑  الدوري المصري الممتاز 1961–62 (محفوظ). مؤرشف من الأصل في 9 سبتمبر 2019. وصل لهذا المسار في 22 يونيو 2020.
55. ↑  الدوري المصري الممتاز 1974–75 (محفوظ). مؤرشف من الأصل في 20 ديسمبر 2019. وصل لهذا المسار في 22 يونيو 2020.
56. ↑  الدوري المصري الممتاز 1975–76 (محفوظ). مؤرشف من الأصل في 23 نوفمبر 2019. وصل لهذا المسار في 22 يونيو 2020.
57. ↑  الدوري المصري الممتاز 1976–77 (محفوظ). مؤرشف من الأصل في 21 نوفمبر 2019. وصل لهذا المسار في 22 يونيو 2020.
58. ↑  الدوري المصري الممتاز 1978-79 (محفوظ). مؤرشف من الأصل في 18 ديسمبر 2019. وصل لهذا المسار في 22 يونيو 2020.
59. ↑  الدوري المصري الممتاز 1979–80 (محفوظ). مؤرشف من الأصل في 25 نوفمبر 2019. وصل لهذا المسار في 22 يونيو 2020.
60. ↑  الدوري المصري الممتاز 1980–81 (محفوظ). مؤرشف من الأصل في 21 نوفمبر 2019. وصل لهذا المسار في 22 يونيو 2020.
61. ↑  الدوري المصري الممتاز 1981–82 (محفوظ). مؤرشف من الأصل في 21 نوفمبر 2019. وصل لهذا المسار في 22 يونيو 2020.
62. ↑  الدوري المصري الممتاز 1984–85 (محفوظ). مؤرشف من الأصل في 25 نوفمبر 2019. وصل لهذا المسار في 22 يونيو 2020.
63. ↑  الدوري المصري الممتاز 1985–86 (محفوظ). مؤرشف من الأصل في 26 نوفمبر 2019. وصل لهذا المسار في 22 يونيو 2020.
64. ↑  الدوري المصري الممتاز 1986–87 (محفوظ). مؤرشف من الأصل في 2 ديسمبر 2019. وصل لهذا المسار في 22 يونيو 2020.
65. ↑  الدوري المصري الممتاز 1988–89 (محفوظ). مؤرشف من الأصل في 20 ديسمبر 2019. وصل لهذا المسار في 22 يونيو 2020.
66. ↑  الدوري المصري الممتاز 1993–94 (محفوظ). مؤرشف من الأصل في 22 نوفمبر 2019. وصل لهذا المسار في 22 يونيو 2020.
67. ↑  الدوري المصري الممتاز 1994–95 (محفوظ). مؤرشف من الأصل في 18 ديسمبر 2019. وصل لهذا المسار في 22 يونيو 2020.
68. ↑  الدوري المصري الممتاز 1999–2000 (محفوظ). مؤرشف من الأصل في 18 ديسمبر 2019. وصل لهذا المسار في 22 يونيو 2020.
69. ↑  الدوري المصري الممتاز 2004–05 (محفوظ). مؤرشف من الأصل في 23 نوفمبر 2019. وصل لهذا المسار في 22 يونيو 2020.
70. ↑  الدوري المصري الممتاز 2005–06 (محفوظ). مؤرشف من الأصل في 21 نوفمبر 2019. وصل لهذا المسار في 22 يونيو 2020.
71. ↑  الدوري المصري الممتاز 2006–07 (محفوظ). مؤرشف من الأصل في 18 ديسمبر 2019. وصل لهذا المسار في 22 يونيو 2020.
72. ↑  الدوري المصري الممتاز 2007–08 (محفوظ). مؤرشف من الأصل في 19 ديسمبر 2019. وصل لهذا المسار في 22 يونيو 2020.
73. ↑  الدوري المصري الممتاز 2008–09 (محفوظ). مؤرشف من الأصل في 10 أغسطس 2019. وصل لهذا المسار في 22 يونيو 2020.
74. ↑  الدوري المصري الممتاز 2009–10 (محفوظ). مؤرشف من الأصل في 10 أغسطس 2019. وصل لهذا المسار في 22 يونيو 2020.
75. ↑  الدوري المصري الممتاز 2010–11 (محفوظ). مؤرشف من الأصل في 25 أكتوبر 2019. وصل لهذا المسار في 22 يونيو 2020.
76. ↑  الدوري المصري الممتاز 2013–14 (محفوظ). مؤرشف من الأصل في 10 أغسطس 2019. وصل لهذا المسار في 22 يونيو 2020.
77. ↑  الدوري المصري الممتاز 2015–16 (محفوظ). مؤرشف من الأصل في 10 أغسطس 2019. وصل لهذا المسار في 22 يونيو 2020.
78. ↑  الدوري المصري الممتاز 2016–17 (محفوظ). مؤرشف من الأصل في 25 أكتوبر 2019. وصل لهذا المسار في 22 يونيو 2020.
79. ↑  الدوري المصري الممتاز 2017–18 (محفوظ). مؤرشف من الأصل في 23 نوفمبر 2019. وصل لهذا المسار في 22 يونيو 2020.
80. ↑  الدوري المصري الممتاز 2018–19 (محفوظ). مؤرشف من الأصل في 21 نوفمبر 2019. وصل لهذا المسار في 22 يونيو 2020.
81. ↑  نهائي كأس مصر 1923–24 (محفوظ). مؤرشف من الأصل في 28 أكتوبر 2019. وصل لهذا المسار في 22 يونيو 2020.
82. ↑  نهائي كأس مصر 1924–25 (محفوظ). مؤرشف من الأصل في 1 نوفمبر 2019. وصل لهذا المسار في 22 يونيو 2020.
83. ↑  نهائي كأس مصر 1926–27 (محفوظ). مؤرشف من الأصل في 2 نوفمبر 2019. وصل لهذا المسار في 22 يونيو 2020.
84. ↑  نهائي كأس مصر 1927–28 (محفوظ). مؤرشف من الأصل في 22 أكتوبر 2019. وصل لهذا المسار في 22 يونيو 2020.
85. ↑  كأس مصر 1929–30 (محفوظ). مؤرشف من الأصل في 22 أكتوبر 2019. وصل لهذا المسار في 22 يونيو 2020.
86. ↑  كأس مصر 1930–31 (محفوظ). مؤرشف من الأصل في 21 ديسمبر 2019. وصل لهذا المسار في 25 يونيو 2020.
87. ↑  كأس مصر 1936–37 (محفوظ). مؤرشف من الأصل في 24 أكتوبر 2019. وصل لهذا المسار في 22 يونيو 2020.
88. ↑  كأس مصر 1939–40 (محفوظ). مؤرشف من الأصل في 22 يونيو 2020. وصل لهذا المسار في 22 يونيو 2020.
89. ↑  كأس مصر 1941–42 (محفوظ). مؤرشف من الأصل في 22 نوفمبر 2019. وصل لهذا المسار في 22 يونيو 2020.
90. ↑  كأس مصر 1942–43 (محفوظ). مؤرشف من الأصل في 21 نوفمبر 2019. وصل لهذا المسار في 22 يونيو 2020.
91. ↑  كأس مصر 1944–45 (محفوظ). مؤرشف من الأصل في 22 يونيو 2020. وصل لهذا المسار في 22 يونيو 2020.
92. ↑  كأس مصر 1946–47 (محفوظ). مؤرشف من الأصل في 22 أكتوبر 2019. وصل لهذا المسار في 22 يونيو 2020.
93. ↑  كأس مصر 1948–49 (محفوظ). مؤرشف من الأصل في 21 ديسمبر 2019. وصل لهذا المسار في 25 يونيو 2020.
94. ↑  كأس مصر 1949–50 (محفوظ). مؤرشف من الأصل في 21 ديسمبر 2019. وصل لهذا المسار في 25 يونيو 2020.
95. ↑  كأس مصر 1950–51 (محفوظ). مؤرشف من الأصل في 21 ديسمبر 2019. وصل لهذا المسار في 25 يونيو.
96. ↑  كأس مصر 1952–53 (محفوظ). مؤرشف من الأصل في 20 ديسمبر 2019. وصل لهذا المسار في 25 يونيو 2020.
97. ↑  كأس مصر 1955–56 (محفوظ). مؤرشف من الأصل في 22 ديسمبر 2019. وصل لهذا المسار في 25 يونيو 2020.
98. ↑  كأس مصر 1957–58 (محفوظ). مؤرشف من الأصل في 21 ديسمبر 2019. وصل لهذا المسار في 25 يونيو 2020.
99. ↑  كأس مصر 1960–61 (محفوظ). مؤرشف من الأصل في 21 ديسمبر 2019. وصل لهذا المسار في 26 يونيو 2020.
100. ↑  كأس مصر 1965–66 (محفوظ). مؤرشف من الأصل في 21 ديسمبر 2019. وصل لهذا المسار في 26 يونيو 2020.
101. ↑  تقرير مباراة كأس السوبر المصري 2003 (محفوظ). مؤرشف من الأصل في 26 يونيو 2020. وصل لهذا المسار في 25 يونيو 2020.
102. ↑  كأس السوبر المصري 2003 (محفوظ). مؤرشف من الأصل في 31 أكتوبر 2019. وصل لهذا المسار في 26 يونيو 2020.
103. ↑  كأس السوبر المصري 2005 (محفوظ). مؤرشف من الأصل في 31 أكتوبر 2019. وصل لهذا المسار في 26 يونيو 2020.
104. ↑  كأس السوبر المصري 2006 (محفوظ). مؤرشف من الأصل في 31 أكتوبر 2019. وصل لهذا المسار في 26 يونيو 2020.
105. ↑  كأس السوبر المصري 2007 (محفوظ). مؤرشف من الأصل في 31 أكتوبر 2019. وصل لهذا المسار في 26 يونيو 2020.
106. ↑  كأس السوبر المصري 2008 (محفوظ). مؤرشف من الأصل في 31 أكتوبر 2019. وصل لهذا المسار في 26 يونيو 2020.
107. ↑  كأس السوبر المصري 2010 (محفوظ). مؤرشف من الأصل في 31 أكتوبر 2019. وصل لهذا المسار في 26 يونيو 2020.
108. ↑  كأس السوبر المصري 2012 (محفوظ). مؤرشف من الأصل في 31 أكتوبر 2019. وصل لهذا المسار في 26 يونيو 2020.
109. ↑  كأس السوبر المصري 2014 (محفوظ). مؤرشف من الأصل في 31 أكتوبر 2019. وصل لهذا المسار في 26 يونيو 2020.
110. ↑  كأس السوبر المصري 2015 (محفوظ). مؤرشف من الأصل في 31 أكتوبر 2019. وصل لهذا المسار في 26 يونيو 2020.
111. ↑  كأس السوبر المصري 2017 (محفوظ). مؤرشف من الأصل في 31 أكتوبر 2019. وصل لهذا المسار في 26 يونيو 2020.
112. ↑  Cairo Zone League 1930–31 (محفوظ). مؤرشف من الأصل في 24 ديسمبر 2019. وصل لهذا المسار في 26 يونيو 2020.
113. ↑  Cairo Zone League 1934–35 (محفوظ). مؤرشف من الأصل في 24 ديسمبر 2019. وصل لهذا المسار في 26 يونيو 2020.
114. ↑  Cairo Zone League 1935–36 (محفوظ). مؤرشف من الأصل في 24 ديسمبر 2019. وصل لهذا المسار في 26 يونيو 2020.
115. ↑  Cairo Zone League 1936–37 (محفوظ). مؤرشف من الأصل في 24 ديسمبر 2019. وصل لهذا المسار في 25 يونيو 2020.
116. ↑  Cairo Zone League 1937–38 (محفوظ). مؤرشف من الأصل في 24 ديسمبر 2019. وصل لهذا المسار في 26 يونيو 2020.
117. ↑  Cairo Zone League 1938–39 (محفوظ). مؤرشف من الأصل في 25 ديسمبر 2019. وصل لهذا المسار في 26 يونيو 2020.
118. ↑  Cairo Zone League 1941–42 (محفوظ). مؤرشف من الأصل في 22 ديسمبر 2019. وصل لهذا المسار في 26 يونيو 2020.
119. ↑  Cairo Zone League 1942–43 (محفوظ). مؤرشف من الأصل في 25 ديسمبر 2019. وصل لهذا المسار في 26 يونيو 2020.
120. ↑  Cairo Zone League 1945–46 (محفوظ). مؤرشف من الأصل في 24 ديسمبر 2019. وصل لهذا المسار في 26 يونيو 2020.
121. ↑  Cairo Zone League 1947–48 (محفوظ). مؤرشف من الأصل في 25 ديسمبر 2019. وصل لهذا المسار في 26 يونيو 2020.
122. ↑  Cairo Zone League 1949–50 (محفوظ). مؤرشف من الأصل في 24 ديسمبر 2019. وصل لهذا المسار في 26 يونيو 2020.
123. ↑  Cairo Zone League 1957–58 (محفوظ). مؤرشف من الأصل في 24 ديسمبر 2019.
124. ↑  Sultan Hussein Cup 1930–31 (محفوظ). مؤرشف من الأصل في 30 نوفمبر 2019. وصل لهذا المسار في 26 يونيو 2020.
125. ↑  Sultan Hussein Cup 1937–38 (محفوظ). مؤرشف من الأصل في 7 سبتمبر 2019. وصل لهذا المسار في 26 يونيو 2020.
126. ↑  Egyptian football net by (Dr. Tarek Said) - UAR Championship (محفوظ). مؤرشف من الأصل في 22 ديسمبر 2019. وصل لهذا المسار في 26 يونيو 2020.
127. ↑  AL AHLY VS. LÉOPARDS DE DOLISIÉ  2 - 1 (محفوظ). مؤرشف من الأصل في 21 فبراير 2017. وصل لهذا المسار في 26 يونيو 2020.
128. ↑  البطولة العربية للأندية الفائزة بالكؤوس 1995 (محفوظ). مؤرشف من الأصل في 30 أكتوبر 2019. وصل لهذا المسار في 26 يونيو 2020.
129. ↑  كأس السوبر العربي 1997 (محفوظ). مؤرشف من الأصل في 3 يناير 2019. وصل لهذا المسار في 26 يونيو 2020.
130. ↑  كأس السوبر العربي 1998 (محفوظ). مؤرشف من الأصل في 3 يناير 2019. وصل لهذا المسار في 26 يونيو 2020.
131. ↑  بطولة الأندية العربية لأبطال الدوري 1996 (محفوظ). مؤرشف من الأصل في 21 ديسمبر 2019. وصل لهذا المسار في 26 يونيو 2020.
132. ↑  The World's Club Team of the Month -IFFHS نسخة محفوظة 23 سبتمبر 2017 على موقع واي باك مشين.
133. ↑  Wall of fame - Globe Soccer Awards جلوب سوكر. اطلع عليه بتاريخ 9 يناير 2021 نسخة محفوظة 2020-12-28 على موقع واي باك مشين.
134. ↑  Egyptian League 58/59 Scorers اطلع عليه بتاريخ 13 سبتمبر 2020 نسخة محفوظة بتاريخ 13 مارس 2016 نسخة محفوظة 23 فبراير 2020 على موقع واي باك مشين.
135. ↑  Egyptian League 77/78 Scorers اطلع عليه بتاريخ 13 سبتمبر 2020 نسخة محفوظة بتاريخ 29 يوليو 2018 نسخة محفوظة 18 فبراير 2020 على موقع واي باك مشين.
136. ↑  Egyptian League 80/81 Scorers اطلع عليه بتاريخ 13 سبتمبر 2020 نسخة محفوظة بتاريخ 29 يوليو 2018 نسخة محفوظة 23 فبراير 2020 على موقع واي باك مشين.
137. ↑  Egyptian League 90/91 Scorers (محفوظ) (بالإنجليزية). مؤرشف من الأصل في 5 أغسطس 2017. وصل لهذا المسار في 30 نوفمبر  2016.
138. ↑  Egyptian League 98/99 Scorers (محفوظ) (بالإنجليزية). مؤرشف من الأصل في 29 يوليو 2018. وصل لهذا المسار في 30 نوفمبر  2016.
139. ↑  Egyptian League 2002/2003 Scorers (محفوظ) (بالإنجليزية). مؤرشف من الأصل في 25 فبراير 2017. وصل لهذا المسار في 30 نوفمبر 2016.
140. ↑  Egyptian League 2004/2005 Scorers (محفوظ) (بالإنجليزية). مؤرشف من الأصل في 29 يوليو 2018. وصل لهذا المسار في 30 نوفمبر 2016.
141. ↑  Egyptian League 2005/2006 Scorers (محفوظ) (بالإنجليزية). مؤرشف من الأصل في 25 أبريل 2017. وصل لهذا المسار في 30 نوفمبر 2016.
142. ↑  Egyptian League 2006/2007 Scorers (محفوظ) (بالإنجليزية). مؤرشف من الأصل في 26 فبراير 2018. وصل لهذا المسار في 30 نوفمبر 2016.
143. ↑  Egyptian League 2008/2009 Scorers (محفوظ) (بالإنجليزية). مؤرشف من الأصل في 4 مارس 2016. وصل لهذا المسار في 30 نوفمبر 2016.
144. ↑  Egyptian League 2017/2018 Scorers اطلع عليه بتاريخ 13 سبتمبر 2020 نسخة محفوظة بتاريخ 14 أكتوبر 2018 نسخة محفوظة 24 فبراير 2020 على موقع واي باك مشين.
145. ↑  "الصفحة الرئيسية للدكتور طارق سعيد - هدافي الدوري المصري 2020/2021". د. طارق سعيد. مؤرشف من الأصل في 2021-08-26. اطلع عليه بتاريخ 2021-09-08.
146. ↑  الأهلي 3–1 الملعب المالي www.flashscore.com. اطلع عليه بتاريخ 7 سبتمبر 2020 نسخة محفوظة 12 ديسمبر 2019 على موقع واي باك مشين.
147. ↑  FIFA Club World Championship 2005 (محفوظ). مؤرشف من الأصل في 19 يونيو 2020. وصل لهذا المسار في 19 يونيو 2020.
148. ↑  FIFA Club World Cup 2006 (محفوظ). مؤرشف من الأصل في 22 أكتوبر 2019. وصل لهذا المسار في 19 يونيو 2020.
149. ↑  FIFA Club World Cup 2008 (محفوظ). مؤرشف من الأصل في 22 أكتوبر 2019. وصل لهذا المسار في 19 يونيو 2020.
150. ↑  FIFA Club World Cup 2012 (محفوظ). مؤرشف من الأصل في 23 أكتوبر 2019. وصل لهذا المسار في 19 يونيو 2020.
151. ↑  FIFA Club World Cup 2013 (محفوظ). مؤرشف من الأصل في 6 سبتمبر 2019. وصل لهذا المسار في 19 يونيو 2020.
152. ↑  FIFA Club World Cup 2020 (محفوظ). مؤرشف من الأصل في 3 مارس 2021. وصل لهذا المسار في 19 يونيو 2020.
153. ↑  African Club Competitions 1976 (محفوظ). مؤرشف من الأصل في 21 نوفمبر 2019. وصل لهذا المسار في 19 يونيو 2020.
154. ↑  African Club Competitions 1977 (محفوظ). مؤرشف من الأصل في 21 نوفمبر 2019. وصل لهذا المسار في 19 يونيو 2020.
155. ↑  African Club Competitions 1981 (محفوظ). مؤرشف من الأصل في 19 يونيو 2020. وصل لهذا المسار في 19 يونيو 2020.
156. ↑  African Club Competitions 1982 (محفوظ). مؤرشف من الأصل في 21 نوفمبر 2019. وصل لهذا المسار في 19 يونيو 2020.
157. ↑  African Club Competitions 1983 (محفوظ). مؤرشف من الأصل في 21 نوفمبر 2019. وصل لهذا المسار في 19 يونيو 2020.
158. ↑  African Club Competitions 1987 (محفوظ). مؤرشف من الأصل في 21 نوفمبر 2019. وصل لهذا المسار في 19 يونيو 2020.
159. ↑  African Club Competitions 1988 (محفوظ). مؤرشف من الأصل في 21 نوفمبر 2019. وصل لهذا المسار في 19 يونيو 2020.
160. ↑  African Club Competitions 1990 (محفوظ). مؤرشف من الأصل في 21 نوفمبر 2019. وصل لهذا المسار في 19 يونيو 2020.
161. ↑  African Club Competitions 1991 (محفوظ). مؤرشف من الأصل في 21 نوفمبر 2019. وصل لهذا المسار في 19 يونيو 2020.
162. ↑  African Club Competitions 1998 (محفوظ). مؤرشف من الأصل في 22 نوفمبر 2019. وصل لهذا المسار في 19 يونيو 2020.
163. ↑  African Club Competitions 1999 (محفوظ). مؤرشف من الأصل في 25 نوفمبر 2019. وصل لهذا المسار في 19 يونيو 2020.
164. ↑  African Club Competitions 2000 (محفوظ). مؤرشف من الأصل في 21 نوفمبر 2019. وصل لهذا المسار في 19 يونيو 2020.
165. ↑  African Club Competitions 2001 (محفوظ). مؤرشف من الأصل في 21 نوفمبر 2019. وصل لهذا المسار في 19 يونيو 2020.
166. ↑  African Club Competitions 2002 (محفوظ). مؤرشف من الأصل في 21 نوفمبر 2019. وصل لهذا المسار في 19 يونيو 2020.
167. ↑  African Club Competitions 2004 (محفوظ). مؤرشف من الأصل في 21 نوفمبر 2019. وصل لهذا المسار في 19 يونيو 2020.
168. ↑  African Club Competitions 2005 (محفوظ). مؤرشف من الأصل في 22 أكتوبر 2019. وصل لهذا المسار في 19 يونيو 2020.
169. ↑  African Club Competitions 2006 (محفوظ). مؤرشف من الأصل في 22 أكتوبر 2019. وصل لهذا المسار في 19 يونيو 2020.
170. ↑  African Club Competitions 2007 (محفوظ). مؤرشف من الأصل في 29 نوفمبر 2019. وصل لهذا المسار في 19 يونيو 2020.
171. ↑  African Club Competitions 2008 (محفوظ). مؤرشف من الأصل في 19 يونيو 2020. وصل لهذا المسار في 19 يونيو 2020.
172. ↑  African Club Competitions 2009 (محفوظ). مؤرشف من الأصل في 21 نوفمبر 2019. وصل لهذا المسار في 19 يونيو 2020.
173. ↑  African Club Competitions 2010 (محفوظ). مؤرشف من الأصل في 29 نوفمبر 2019. وصل لهذا المسار في 19 يونيو 2020.
174. ↑  African Club Competitions 2011 (محفوظ). مؤرشف من الأصل في 21 نوفمبر 2019. وصل لهذا المسار في 19 يونيو 2020.
175. ↑  African Club Competitions 2012 (محفوظ). مؤرشف من الأصل في 21 نوفمبر 2019. وصل لهذا المسار في 19 يونيو 2020.
176. ↑  African Club Competitions 2013 (محفوظ). مؤرشف من الأصل في 21 نوفمبر 2019. وصل لهذا المسار في 19 يونيو 2020.
177. ↑  African Club Competitions 2014 (محفوظ). مؤرشف من الأصل في 22 أكتوبر 2019. وصل لهذا المسار في 19 يونيو 2020.
178. ↑  African Club Competitions 2015 (محفوظ). مؤرشف من الأصل في 22 أكتوبر 2019. وصل لهذا المسار في 19 يونيو 2020.
179. ↑  African Club Competitions 2016 (محفوظ). مؤرشف من الأصل في 22 أكتوبر 2019. وصل لهذا المسار في 19 يونيو 2020.
180. ↑  African Club Competitions 2017 (محفوظ). مؤرشف من الأصل في 29 نوفمبر 2019. وصل لهذا المسار في 19 يونيو 2020.
181. ↑  African Club Competitions 2018 (محفوظ). مؤرشف من الأصل في 21 نوفمبر 2019. وصل لهذا المسار في 19 يونيو 2020.
182. ↑  African Club Competitions 2018/19 (محفوظ). مؤرشف من الأصل في 21 نوفمبر 2019. وصل لهذا المسار في 19 يونيو 2020.
183. ↑  African Club Competitions 2020 (محفوظ). مؤرشف من الأصل في 21 نوفمبر 2019. وصل لهذا المسار في 19 يونيو 2020.
184. ↑  African Club Competitions 2021 (محفوظ). مؤرشف من الأصل في 21 نوفمبر 2019. وصل لهذا المسار في 19 يونيو 2020.
185. ↑  African Club Competitions 2022 (محفوظ). مؤرشف من الأصل في 24 يوليو 2021. وصل لهذا المسار في 19 يونيو 2020.
186. ↑  African Club Competitions 2009 (محفوظ). مؤرشف من الأصل في 21 نوفمبر 2019. وصل لهذا المسار في 19 يونيو 2020.
187. ↑  African Club Competitions 2014 (محفوظ). مؤرشف من الأصل في 22 أكتوبر 2019. وصل لهذا المسار في 19 يونيو 2020.
188. ↑  African Club Competitions 2015 (محفوظ). مؤرشف من الأصل في 22 أكتوبر 2019. وصل لهذا المسار في 19 يونيو 2020.
189. ↑  African Club Competitions 1994 (محفوظ). مؤرشف من الأصل في 21 نوفمبر 2019. وصل لهذا المسار في 19 يونيو 2020.
190. ↑  African Club Competitions 2002 (محفوظ). مؤرشف من الأصل في 21 نوفمبر 2019. وصل لهذا المسار في 19 يونيو 2020.
191. ↑  African Club Competitions 2006 (محفوظ). مؤرشف من الأصل في 22 أكتوبر 2019. وصل لهذا المسار في 19 يونيو 2020.
192. ↑  African Club Competitions 2007 (محفوظ). مؤرشف من الأصل في 29 نوفمبر 2019. وصل لهذا المسار في 19 يونيو 2020.
193. ↑  African Club Competitions 2009 (محفوظ). مؤرشف من الأصل في 21 نوفمبر 2019. وصل لهذا المسار في 19 يونيو 2020.
194. ↑  African Club Competitions 2012 (محفوظ). مؤرشف من الأصل في 21 نوفمبر 2019. وصل لهذا المسار في 19 يونيو 2020.
195. ↑  African Club Competitions 2013 (محفوظ). مؤرشف من الأصل في 21 نوفمبر 2019. وصل لهذا المسار في 19 يونيو 2020.
196. ↑  African Club Competitions 2015 (محفوظ). مؤرشف من الأصل في 22 أكتوبر 2019. وصل لهذا المسار في 19 يونيو 2020.
197. ↑  African Club Competitions 2020 rsssf. اطلع عليه بتاريخ 3 يناير 2020 نسخة محفوظة 16 أكتوبر 2020 على موقع واي باك مشين.
198. ↑  African Club Competitions 2021 (محفوظ). مؤرشف من الأصل في 21 نوفمبر 2019. وصل لهذا المسار في 19 يونيو 2020.
199. ↑  African Club Competitions 1984 (محفوظ). مؤرشف من الأصل في 29 نوفمبر 2019. وصل لهذا المسار في 19 يونيو 2020.
200. ↑  African Club Competitions 1985 (محفوظ). مؤرشف من الأصل في 29 نوفمبر 2019. وصل لهذا المسار في 19 يونيو 2020.
201. ↑  African Club Competitions 1986 (محفوظ). مؤرشف من الأصل في 21 نوفمبر 2019. وصل لهذا المسار في 19 يونيو 2020.
202. ↑  African Club Competitions 1992 (محفوظ). مؤرشف من الأصل في 21 نوفمبر 2019. وصل لهذا المسار في 19 يونيو 2020.
203. ↑  African Club Competitions 1993 (محفوظ). مؤرشف من الأصل في 21 نوفمبر 2019. وصل لهذا المسار في 19 يونيو 2020.
204. ↑  African Club Competitions 2003 (محفوظ). مؤرشف من الأصل في 29 نوفمبر 2019. وصل لهذا المسار في 19 يونيو 2020.
205. ↑  Afro-Asian Club Championship rsssf. اطلع عليه بتاريخ 28 سبتمبر 2020 نسخة محفوظة 2020-09-28 على موقع واي باك مشين.
206. ↑  goalzz.com: Live sports scores, news and more goalzz. اطلع عليه بتاريخ 3 أكتوبر 2020 نسخة محفوظة بتاريخ 4 ديسمبر 2020 نسخة محفوظة 8 مارس 2018 على موقع واي باك مشين.
207. ↑  Dr.Tarek Said's Homepage - Egyptian Basketball (محفوظ). مؤرشف من الأصل في 9 يونيو 2017. وصل لهذا المسار في 23 مارس 2019.
208. ↑  History made as El Ahly win FIBA Africa Champions Cup 2016, Arnold scoops MVP award (محفوظ). مؤرشف من الأصل في 5 أغسطس 2017. وصل لهذا المسار في 17 ديسمبر 2016.

## وصلات خارجية
- الموقع الرسمي للنادي الأهلي
- الموقع الرسمي للنادي الأهلي (بالإنجليزية)
- الموقع الرسمي للنادي الأهلي (بالفرنسية)
- BBC News article referencing "Club of the Century"
- El-Ahly is the most titled club in the world
- BBC World Service: African Footballer of the Year 2008
- BBC News article referencing unbeaten streak

| سبقه شبيبة القبائل          | بطل دوري أبطال إفريقيا 1982 (أول لقب)                                  | تبعه أشانتي كوتوكو         |
| سبقه الزمالك                | بطل دوري أبطال إفريقيا 1987 (ثاني لقب)                                 | تبعه وفاق سطيف             |
| سبقه هارتس أوف أوك          | بطل دوري أبطال إفريقيا 2001 (ثالث لقب)                                 | تبعه الزمالك               |
| سبقه إنييمبا إنترناشونال    | بطل دوري أبطال إفريقيا 2005 (رابع لقب) 2006 (خامس لقب)                 | تبعه النجم الرياضي الساحلي |
| سبقه النجم الرياضي الساحلي  | بطل دوري أبطال إفريقيا 2008 (سادس لقب)                                 | تبعه تي بي مازيمبي         |
| سبقه الترجي الرياضي التونسي | بطل دوري أبطال إفريقيا 2012 (سابع لقب) 2013 (ثامن لقب)                 | تبعه وفاق سطيف             |
| سبقه الترجي الرياضي التونسي | بطل دوري أبطال إفريقيا 2020 (تاسع لقب) 2021 (عاشر لقب)                 | تبعه · الوداد الرياضي      |
| سبقه · الوداد الرياضي       | بطل دوري أبطال إفريقيا 2023 (اللقب الحادي عشر) 2024 (اللقب الثاني عشر) | تبعه                       |